# Königreich Italien (1861–1946)
Das Königreich Italien (italienisch Regno d’Italia) war ein Staat in Südeuropa, der von 1861 bis 1946 auf dem Gebiet der heutigen Italienischen Republik und Teilen derer Nachbarstaaten bestand. Während dieses Zeitraums war Italien (formal auch während der Zeit des Italienischen Faschismus von 1922 bis 1943) eine zentralistisch organisierte konstitutionell-parlamentarische Monarchie.
Die Gründung des Königreichs 1861 erfolgte im Zuge der Risorgimentobewegungen, in deren Endphase mit der Proklamation des sardischen Königs Viktor Emanuel II. zum König von Italien am 17. März 1861 in Turin der erste moderne italienische Nationalstaat unter der Herrschaft des Hauses Savoyen entstanden war. 1866 erklärte er dem Kaisertum Österreich den Krieg und erwarb Venetien mit Friaul. 1871 folgte der Kirchenstaat mit Rom, womit die italienischen Unabhängigkeitskriege endeten.
Während einer langen liberaleren politischen Phase stieg das Königreich Italien unter König Umberto I. 1878 zur Großmacht auf und beteiligte sich ab den 1880er Jahren am kolonialen Wettlauf um Afrika, wo es mehrere Kolonialkriege in Ostafrika und von 1911 bis 1912 um das spätere Italienisch-Libyen einen Krieg gegen das Osmanische Reich führte. 1882 wurde mit dem Deutschen Reich und Österreich-Ungarn die Allianz des Dreibundes geschlossen. Zu Beginn des 20. Jahrhunderts hatte sich Italien von einem Agrarstaat, ähnlich wie Frankreich und Österreich-Ungarn, zum bedeutendsten Industrieland des Mittelmeerraums gewandelt. Es kam unter Umbertos Nachfolger Viktor Emanuel III. ab 1900 in den großen industriellen Ballungszentren Oberitaliens zum Aufstieg der organisierten Arbeiterschaft und des Bürgertums sowie von Massenverbänden und -parteien. Im Süden hielt der wirtschaftliche Aufschwung dagegen nur langsam Einzug.
Mit dem Beginn des Ersten Weltkriegs 1914 erklärte Italien seine Neutralität. Nach dem Londoner Vertrag von 1915, in dem umfassende territoriale Zugeständnisse vereinbart wurden, folgte im gleichen Jahr der Kriegseintritt an der Seite der Entente. Nach der Schlacht von Vittorio Veneto 1918, die maßgeblich zur Auflösung des Habsburgerreiches beitrug, gehörte das Königreich zu den Hauptsiegermächten und hatte im Völkerbundsrat einen ständigen Sitz inne.
Das Ende des Weltkriegs löste 1919 eine schwere Staatskrise aus. In dieser übernahm die Nationale Faschistische Partei unter Benito Mussolini mit dem Marsch auf Rom 1922 die Macht und höhlte die Demokratie bis 1926 schrittweise aus. Das faschistische Regime begann nach einer Zeit der Anlehnung an die westlichen Demokratien und der inneren Konsolidierung, die durch einen enormen Wirtschaftsaufschwung und die seit 1923 laufende Wiedereroberung Libyens geprägt war, eine aggressive Außenpolitik. Nach der Überwindung der Weltwirtschaftskrise von 1929 begann 1935 die italienische Eroberung Äthiopiens, die der Westen mit Wirtschaftssanktionen beantwortete. Italien war international isoliert.
Ab 1936 wandte sich Italien dem Deutschen Reich zu. Dieses unterstützte wiederum die angestrebte italienische Vormachtstellung im Mittelmeer und auf der Balkanhalbinsel. 1936 wurde das spätere Bündnis der Achsenmächte begründet und bis 1939 intervenierten beide Staaten zusammen im Spanischen Bürgerkrieg zugunsten der Putschisten unter Francisco Franco. Dieser Prozess ging mit einer zunehmenden Ideologisierung und Radikalisierung des Regimes einher. 1937 wurden die Italienischen Rassengesetze für die Kolonien erlassen, die hauptsächlich die einheimische Bevölkerung in den Kolonien entrechteten und die Zwangsitalianisierung der ethnischen Minderheiten verschärften. 1938 folgten die antisemitischen Rassengesetze.
Nach dem Anschluss Österreichs und dem Münchner Abkommen 1938 okkupierten italienische Truppen 1939 Albanien. Im Zweiten Weltkrieg bildete Italien ein wichtiges Mitglied der Achsenmächte. Nach anfänglichen Erfolgen führten die ab Sommer 1941 schnell aufeinanderfolgenden Niederlagen in Ostafrika, Nordafrika und der Sowjetunion zu einem Rückhaltsverlust des faschistischen Regimes und der Monarchie in der Bevölkerung. Die alliierte Landung auf Sizilien 1943 bewirkte im Juli den Sturz der faschistischen Diktatur und im Waffenstillstand von Cassibile schied Italien aus dem Achsenbündnis aus. Am 13. Oktober 1943 erfolgte der erneute Kriegseintritt auf der Seite der Alliierten. Die Wehrmacht besetzte daraufhin den Norden des Landes und errichtete mit der Italienischen Sozialrepublik eine Marionettenregierung, die unter der formalen Führung des alten faschistischen Regimes bis zum Frühjahr 1945 bestand.
Nach dem Ende des Zweiten Weltkriegs musste die italienische Monarchie den Verlust ihres Kolonialreiches und der Besitzungen in Istrien und Dalmatien durch Jugoslawien hinnehmen und eine Wirtschaftskrise überwinden, die durch einen erheblichen Rückgang der Industrieproduktion, Lebensmittelknappheit und die Zerstörung von weiten Teilen der Infrastruktur in Nord- und Mittelitalien ausgelöst worden war. Im Mai 1946 dankte Viktor Emanuel III. zugunsten seines Sohnes Umberto II. ab. Dieser regierte nur 40 Tage. Am 2. Juni 1946 wurde die Monarchie nach einem Referendum abgeschafft und die Italienische Republik ausgerufen, die 1947 alle Ansprüche auf Istrien und die ehemaligen Kolonien aufgab, 1948 den italienischen Adel rechtlich abschaffte und die Savoyer ins Exil schickte.

## Einigungsprozess (1848–1871)

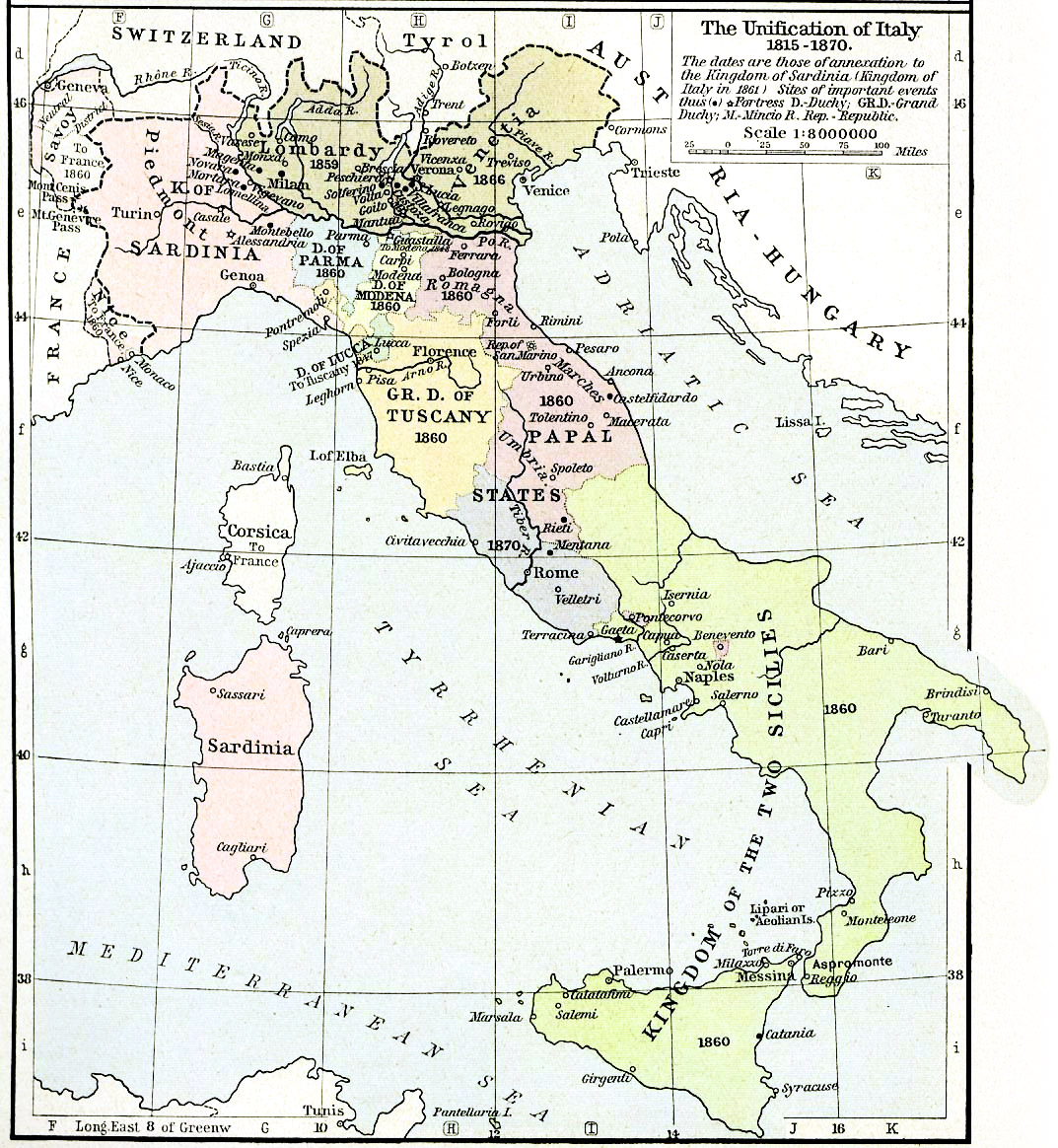
Italienischer Einigungsprozess

Die Gründung des Königreichs Italien war das Ergebnis gemeinsamer Anstrengungen italienischer Nationalisten und Monarchisten, die gegenüber dem Haus Savoyen loyal waren, ein vereinigtes Königreich auf der Apenninenhalbinsel zu errichten.
Nach der Revolution von 1848/49 etablierten sich vorerst die Revolutionäre Giuseppe Garibaldi und Giuseppe Mazzini als Führer der italienischen Einigungsbewegung. In der Welt war Garibaldi hauptsächlich wegen seiner extrem treuen Anhänger und seiner militärischen Leistungen in Südamerika bekannt. Er strebte die Vereinigung von Süditalien zu einer konstitutionellen Republik an, stand aber damit im Gegensatz zur norditalienischen Monarchie des Hauses Savoyen im Königreich Sardinien, das nach dem Wiener Kongress der letzte bedeutende und militärmächtige italienische Staat gewesen war. Die sardinische Regierung unter der Führung von Graf Camillo Benso von Cavour hatte ebenfalls Ambitionen zur Verwirklichung eines vereinten italienischen Staates. Obwohl die Monarchie keinerlei politische, kulturelle oder geschichtliche Verbindung zu Rom hatte, wurde sie von Cavour trotzdem als die natürliche Hauptstadt von Italien angesehen.
Gegenüber Garibaldi hatte das Königreich Sardinien mit der Ausschaltung des Einflusses des Kaisertums Österreich im Zweiten Italienischen Unabhängigkeitskrieg 1859 und der Annexion der Lombardei vom österreichischen Kronland Lombardo-Venetien einen wichtigen machtpolitischen Vorteil. Zudem hatte Cavour sein Land mit Allianzen mit Großbritannien und Frankreich, die zur Verbesserung der Möglichkeiten der Einigung Italiens dienen sollten, abgesichert. Im Krimkrieg von 1853 bis 1856 hatte Sardinien dies mit der Intervention eines eigenen 15.000 Mann starken Expeditionskorps zugunsten von Frankreich und Großbritannien gegen das Russische Reich untermauert. Zudem standen die meisten Aufständischen und Revolutionäre in den italienischen Teilstaaten wie dem Großherzogtum Toskana, im Herzogtum Modena und im Herzogtum Parma Sardinien loyal gegenüber. Um die außenpolitische Allianz zu stärken, trat 1860 Sardinien als Dank an Frankreich im Vertrag von Turin Savoyen und die Grafschaft Nizza ab, was aber in Cavours Regierung auf Widerstand stieß.
Im Frühjahr 1860 erstarkte Garibaldis revolutionäre Bewegung in Süditalien. Seinen Freischärlern („Zug der Tausend“) gelang im Februar 1861 die vollständige Besetzung des Königreichs beider Sizilien, und sie zwangen Franz II. zur Flucht. Die sardische Regierung wollte daraufhin die Randregionen des Kirchenstaats besetzen, um den Revolutionären zuvorzukommen. Das Vorhaben führte zur Annexion einiger kleinerer Randgebiete. So blieben Rom und seine Umgebung weiterhin unter der Kontrolle von Papst Pius IX. Trotz des Rückschlags und der ideologischen Unterschiede zwischen dem sardinischen Königshaus und Garibaldi lenkte letzterer ein und trat von seinem Führungsanspruch zurück. Sardinien besetzte daraufhin Umbrien und die Marken, und Süditalien trat dem Norden bei. Das sardinische Parlament proklamierte anschließend am 18. Februar 1861 die Gründung des Königreichs Italien (offiziell am 17. März 1861 öffentlich verkündet). Am 17. März 1861 wurde König Viktor Emanuel II. von Sardinien-Piemont aus dem Haus Savoyen im ersten gesamtitalienischen italienischen Parlament zum König von Italien ausgerufen.
Nach der Vereinigung Italiens kam es zu erneuten Spannungen zwischen Monarchisten und Republikanern. Im April 1861 forderte Garibaldi in der Abgeordnetenkammer des italienischen Parlaments Cavour zum Rücktritt auf. Grund dafür war Cavours kompromissloses Vorgehen gegen republikanische Guerillakämpfer im Brigantenkrieg im Süden. Als am 6. Juni 1861 Cavour starb, bildeten sich unter seinen Nachfolgern in der anschließenden politischen Instabilität mehrere politische Lager. Garibaldi und die Republikaner wurden mit ihren Forderungen dabei immer revolutionärer. Die Verhaftung Garibaldis nach einem Gefecht zwischen königlich italienischen Truppen und seinen Anhängern am 29. August 1862 am Aspromonte war Anlass einer weltweiten Kontroverse.
Im Jahr 1866 bot der preußische Ministerpräsident Otto von Bismarck König Viktor Emmanuel II. ein Bündnis mit dem Königreich Preußen (Preußisch-Italienischer Allianzvertrag) an. Italien nahm es an und erklärte am 20. Juni 1866 dem Kaisertum Österreich im Dritten Italienischen Unabhängigkeitskrieg den Krieg. Der neuen Königlich italienischen Armee und Marine erging es jedoch schlecht in diesem unkoordinierten Parallelkrieg zu Preußen. Die Versuche zur Eroberung Venetiens und Friauls scheiterten. Da Preußen aber seinen Krieg gegen Österreich gewann, konnte Italien die beiden Gebiete besetzen und am 25. Juli 1866 annektieren. Das Haupthindernis für die italienische Einheit blieb aber Rom.

Graf Camillo Benso von Cavour, erster Präsident des Ministerrates (Ministerpräsident) des Königreichs Italien

Im Juli 1870 brach zwischen Preußen und Frankreich der Deutsch-Französische Krieg aus. Um die große und schlagkräftige Preußische Armee in Schach zu halten, ließ der französische Kaiser Napoleon III. die französischen Truppen in Rom abziehen. Viktor Emanuel II. ließ daraufhin ab dem 11. September 1870 Rom angreifen. Am 20. September 1870 wurde Rom und der Rest des Kirchenstaates eingenommen (sog. „Breccia di Porta Pia“). Das Unternehmen stieß, bis auf die Truppen der päpstlichen Schweizergarde, kaum auf Widerstand. Mit der Proklamation Roms zur Hauptstadt vom 26. Januar 1871 und dem feierlichen Einzug des Königs endete die italienische Einigung. Danach verlegte die Regierung ihren Sitz von Florenz in die neue Hauptstadt.
Obwohl die Einigung des Königreichs Italien unter den Italienern bis 1871 auf breiten Zuspruch gestoßen und durch Referenden in den einzelnen Regionen legitimiert war, waren die Bedingungen zum Aufbau des neuen Staates schlecht. Die wirtschaftliche Lage war katastrophal. Es gab keine Industrie oder Transportmöglichkeiten, und im Süden herrschte extreme Armut („Mezzogiorno“). Wegen der hohen Analphabetenquote und der Regel, dass das Wahlrecht an eine bestimmte Einkommensgrenze gekoppelt war, hatten im Jahr 1861 nur 2 % der Gesamtbevölkerung das Recht zu wählen. Bei der ersten Parlamentswahl im Januar 1861 waren von 26 Millionen Menschen lediglich 418.696 Personen wahlberechtigt.
Der neue Staat übernahm die sardinisch-piemontesische Verfassung von 1848, die eine konstitutionell-parlamentarische Monarchie festschrieb. Italien erhielt eine sehr zentralistische Verwaltung und wurde ähnlich wie Frankreich in Provinzen gegliedert.
Nach der Eroberung von Rom im Jahr 1870 standen die Beziehungen zwischen dem Königreich Italien und dem Vatikan für die nächsten 60 Jahre auf einem Tiefpunkt. Die Päpste bezeichneten sich selbst als „Gefangene im Vatikan“. Die katholische Kirche protestierte häufig gegen Aktionen und Schritte der weltlichen und teilweise antiklerikal beeinflussten verschiedenen italienischen Regierungen und verweigerte jegliche Zusammenarbeit mit Abgesandten des Königs oder dem italienischen Staat. Erst 1929 konnte die sogenannte „Römische Frage“ mit der Unterzeichnung der Lateranverträge gelöst werden.

## Struktur des Staates
Das Königreich Italien übernahm in vielen Bereichen die staatlichen Strukturen des Vorgängerstaates Königreich Sardinien, die schrittweise auf das ganze Land übertragen wurden. Erst ab den späten 1870er Jahren kam es zu einer vorsichtigen Abkehr von diesen Strukturen, die (wie beispielsweise durch das Beibehalten der Verfassung von 1848) im Kern aber bis zum Ende der Monarchie 1946 bestehen blieben.
Eine große Herausforderung für die Ministerpräsidenten des neuen Staates war die Integration der politischen und administrativen Systeme der sieben verschiedenen Vorgängerstaaten in eine einheitliche Politik und die Schaffung eines zentralistischen Einheitsstaates nach französischem Vorbild. Die Vorgängerstaaten waren stolz auf ihre eigenen historischen Muster und es herrschte ein ausgeprägter Regionalismus. Die sozialen, gesellschaftlichen, wirtschaftlichen und politischen Vorgängerstrukturen konnten nur schwer angepasst werden. Ministerpräsident Cavour begann bereits vor 1861 mit der Planung einer Vereinheitlichung des Staatswesens, starb aber, bevor diese voll entwickelt wurde. Am einfachsten erwies sich die Harmonisierung der Verwaltungsgliederung der italienischen Regionen. Sie folgten praktisch alle dem napoleonischen Verwaltungsmuster des ersten französischen Kaiserreiches. Die zweite Herausforderung bestand darin, ein stabiles und lebhaftes parlamentarisches System zu entwickeln. Cavour und die meisten Liberalen bewunderten das britische System einer parlamentarischen Monarchie und übertrugen es auf die italienische Tagespolitik. Die Harmonisierung der Königlichen Armee und Marine war viel komplizierter, vor allem weil die Systeme der Rekrutierung von Soldaten und die Auswahl und Förderung der Offiziere unter den Staaten sehr unterschiedlich waren. Diese Desorganisation führt auch zur Niederlage der italienischen Marine und Armee im Krieg von 1866. Das sardinische Militärsystem konnte daher erst über mehrere Jahrzehnte langsam auf die italienischen Regionen übertragen und die ehemaligen Vorgängerarmeen in die neue Königliche Armee integriert werden. Auch im Bildungssystem und im Bereich des
Rechtes gab nur wenige verbindende Elemente.

### Territorium

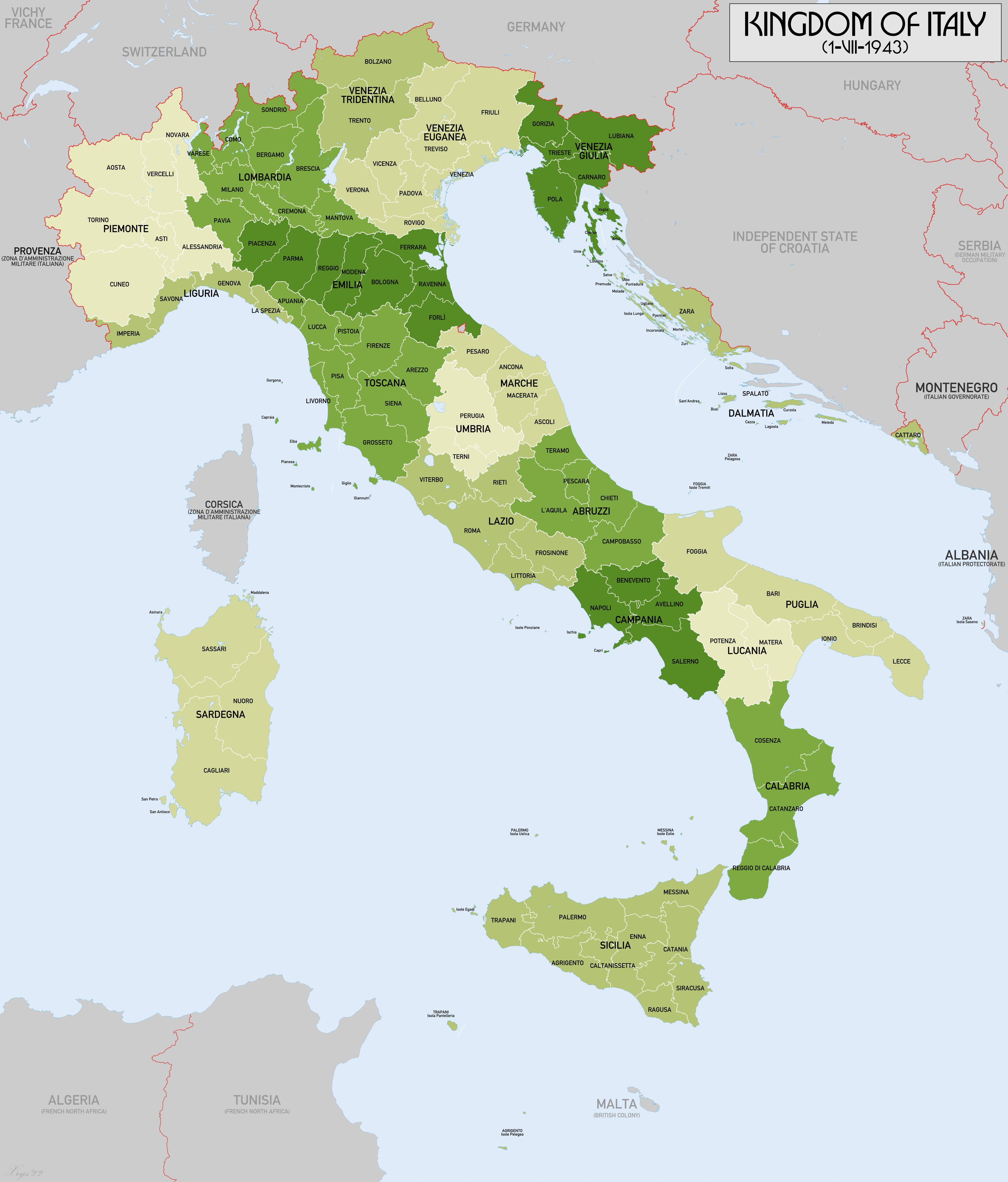
Das Königreich Italien zur Zeit seiner größten Ausdehnung in Europa, 1943

Das Königreich Italien umfasste das ganze Territorium des heutigen Italien, also die Apenninhalbinsel, Sizilien, Sardinien, die Norditalienische Tiefebene und südliche Anteile des Alpenbogens, dazu noch Gebiete seiner direkten und indirekten Nachbarstaaten Frankreich, Griechenland, Albanien, Montenegro, Kroatien, Slowenien, Tunesien und Libyen. Das Land hatte im Verlauf seiner Geschichte auch durch seine europäischen Kolonialgebiete mehrere wechselnde Nachbarländer: Frankreich im Westen und Nordwesten (1861–1946), die Schweiz im Norden (1861–1946), Österreich-Ungarn im Nordosten (1861–1918), Österreich im Norden (1918–1938 und 1945–1946) das Deutsche Reich im Norden (1938–1945), Jugoslawien im Osten (1918–1941 und 1945–1946), Kroatien, Serbien und Montenegro im Osten (1941–1945), Griechenland im Südosten (1939–1945), Bulgarien im Südosten (1941–1945), Französisch-Tunesien im Südwesten (1939–1942 und de jure 1943–1946), Ägypten (1939–1943 und de jure 1943–1946) und Französisch-Algerien (1939–1943).
Die territoriale Entwicklung des Königreichs schritt bis 1870 während der italienischen Unabhängigkeitskriege und des Risorgimento fort. Danach folgte eine lange Friedenszeit mit nur kleinen Gebietserwerbungen in Europa (1912 Annexion der Dodekanes-Inseln, am 30. Oktober 1914 Besetzung der albanischen Insel Sazan). Während dieser Periode war der italienische Staat nicht im Besitz der italienisch-besiedelten Gebiete Triest und Trentino-Südtirol, die heute beide zu Italien gehören. Im Irredentismus wurden von Nationalisten weitere Gebiete gefordert, um die Vereinigung aller Italiener innerhalb Italiens abzuschließen. So wurde noch der Anschluss von Istrien, Korsika, Nizza, Savoyen, Monaco, der schweizerischen Kantone Tessin, Wallis, Graubünden und Genf, Dalmatien, Malta, San Marino, Montenegro und Albanien gefordert, was zu Konflikten mit den Nachbarstaaten, vor allem mit Frankreich, Österreich-Ungarn und Serbien (siehe auch Großserbien), führte.
Im Londoner Vertrag von 1915 wurden Italien von Frankreich, Großbritannien und dem Russischen Kaiserreich das Trentino, Tirol bis zum Brenner, Triest, Görz und Gradisca d’Isonzo, Istrien und Norddalmatien (ohne Fiume) und Albanien versprochen. Nach dem Ersten Weltkrieg konnte sich Italien 1919 aus dem Territorium der zusammengebrochenen Habsburgermonarchie das Trentino und Südtirol sichern, dazu kamen das Küstenland mit Teilen des Herzogtums Krain und einige dalmatische Inseln mit der Stadt Zara. Die Ansprüche auf Norddalmatien und die meisten dalmatinischen Inseln, die Italien ebenfalls versprochen worden waren, musste das Königreich im Friedensvertrag von Versailles 1919 auf Druck von US-Präsident Woodrow Wilson, der das Selbstbestimmungsrecht der Völker propagierte und auf einem Kompromiss Italiens mit dem neuen Königreich der Serben, Kroaten und Slowenen bestand, aufgeben. Während der Zeit des Faschismus begann eine erneute Phase der territorialen Expansion mit dem Ziel der Errichtung eines Großitaliens (Italia Imperiale). 1924 wurde mit dem Vertrag von Rom Fiume, 1939 nach der Riconquista della Libia Nordlibyen und Albanien annektiert und zum integralen Bestandteil der italienischen Nation erklärt. Im Zuge des Zweiten Weltkrieges folgten Teile Südostfrankreichs (siehe Westfeldzug), 1941 der Großteil Sloweniens (zusammengefasst in Provinz Laibach (italienisch Provincia di Lubiana)) und Dalmatiens (zusammengefasst im Gouvernorat Dalmatien (italienisch Governatorato di Dalmazia)) und die griechischen Ionischen Inseln (italienisch Isole Ionie) und 1942 Tunesien (mit Libyen zur Vierten Küste (italienisch Quarta Sponda) zusammengefasst). Nach dem Zweiten Weltkrieg musste das Königreich Italien alle diese Gebiete zurückgeben und wurde de jure in den Grenzen von 1938 wiederhergestellt, wobei sich Teile von dessen Territorium unter der teilweisen oder vollständigen Kontrolle Griechenlands, Jugoslawiens, Frankreichs und Großbritanniens befanden.
Das Königreich Italien besaß auch mehrere außereuropäische Kolonien, Protektorate, Marionettenstaaten und militärisch besetzte Gebiete wie Italienisch-Eritrea (ab 1882 schrittweise besetzt, 1890 zur Kolonie zusammengefasst) Italienisch-Somaliland (ab 1888 schrittweise besetzt, zunächst bestand eine indirekte Herrschaft), Italienisch-Libyen (1911 vom Osmanischen Reich erworben und 1934 nach der Wiedereroberung Libyens vereinigt), Antalya und Umgebung (von 1919 bis 1923 besetzt), Äthiopien (besetzt von 1936 bis 1941 und Teil von Italienisch-Ostafrika), Albanien (von 1917 bis 1920 und erneut von 1939 bis 1943), Britisch-Somaliland (von 1940 bis 1941 besetzt und an Italienisch-Ostafrika angegliedert), der Hellenische Staat (von 1941 bis 1943 besetzt, de facto Protektorat (siehe Geschichte Griechenlands), der Unabhängige Staat Kroatien (italienisch Stato Indipendente di Croazia) (italienisches Protektorat von 1941 bis 1943, zusammen mit Hitlerdeutschland besetzt), Kosovo (Teil Italienisch-Albaniens ab 1941), der Unabhängige Staat Montenegro (italienisch Stato Indipendente del Montenegro) von 1941 bis 1943 besetzt, Protektorat) und eine kleine 46 Hektar große Konzession in der chinesischen Stadt Tianjin.
Die Italienische Republik musste auf der Pariser Friedenskonferenz 1946 und im anschließenden Friedensvertrag vom 10. Februar 1947 auf alle Kolonien und Protektorate verzichten, abgesehen von Italienisch-Somaliland, das sich als UN-Treuhandgebiet bis 1960 unter italienischer Kontrolle befand und dann im Staat Somalia aufging.

Territoriale Entwicklung des Königreichs Italien in Europa
1861–1866
1870–1912
1912–1918/19
1918/19–1940 und 1945–1946
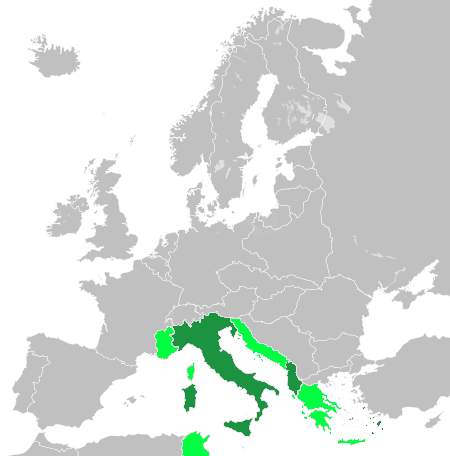
1941–1943
1943–1945 (hellgrün Italienische Sozialrepublik)

Territoriale Entwicklung des Italienischen Kolonialreichs
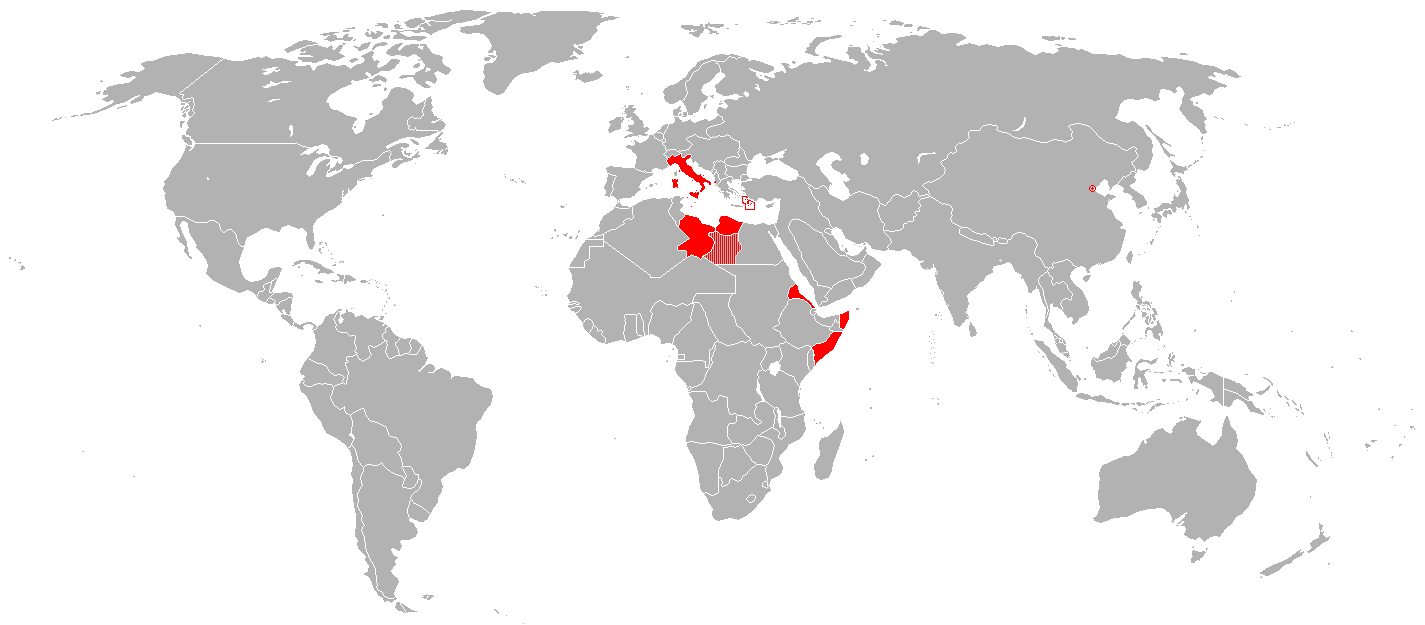
1914
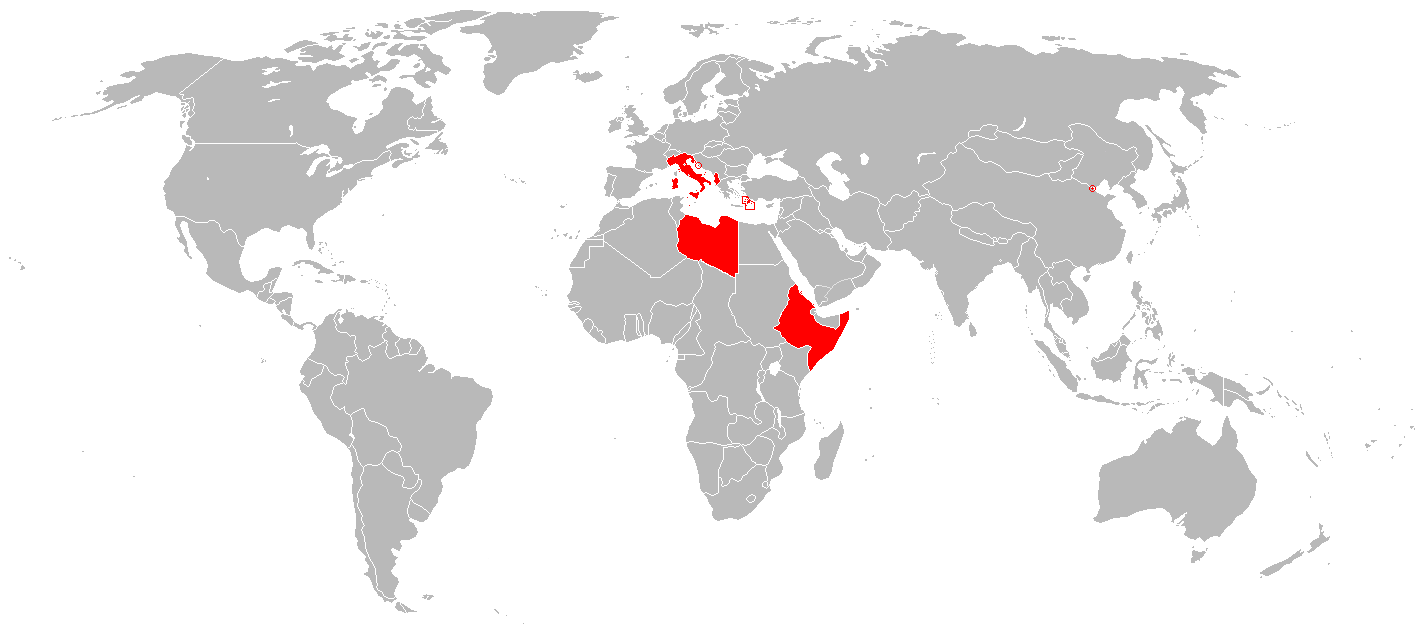
1939
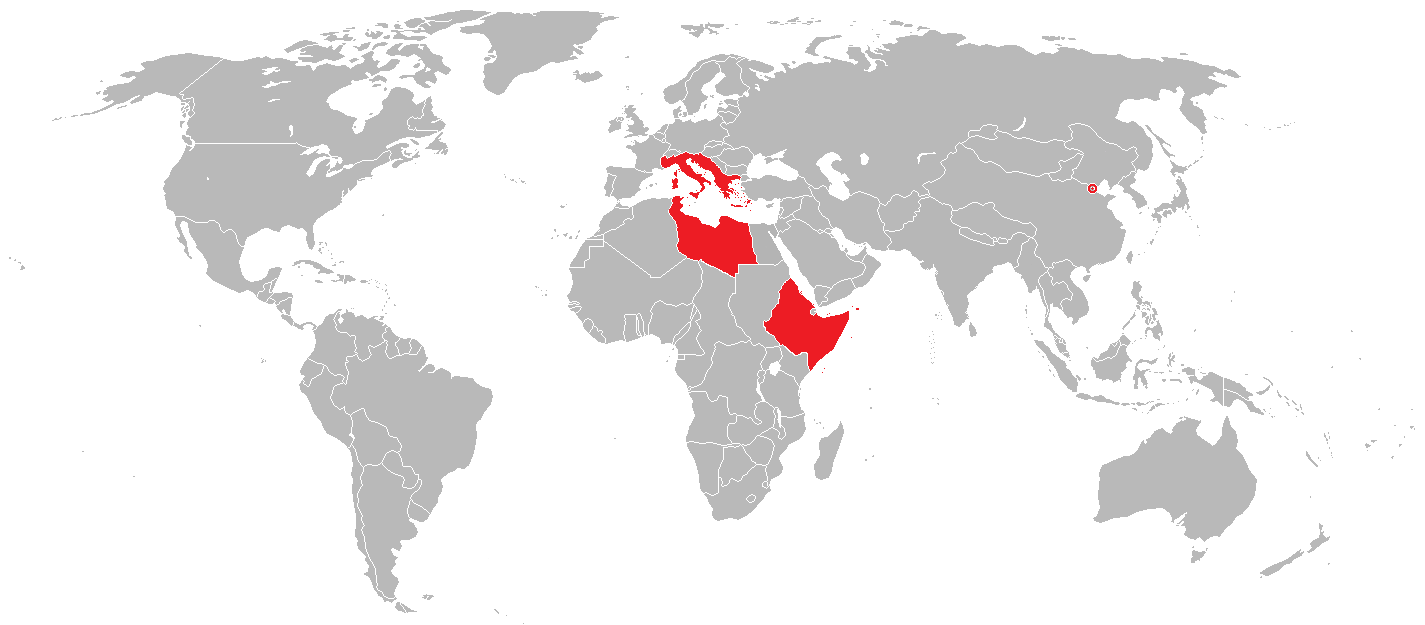
1941

### Politisches System
Das Königreich Italien war der Theorie nach eine konstitutionelle Monarchie. Die Exekutivmacht gehörte dem Monarchen und er alleine ernannte und entließ alle Minister und sie waren theoretisch ihm alleine verantwortlich. In der Praxis war jedoch keine italienische Regierung ohne Unterstützung des Parlaments im Amt. De facto war das Königreich Italien spätestens ab 1876/78 eine parlamentarische Monarchie nach britischem Muster.
Das Wahlrecht, zunächst beschränkt auf ausgewählte Bürger, wurde allmählich erweitert. Im Jahr 1911 führte die Regierung von Giovanni Giolitti das allgemeine Wahlrecht für männliche Bürger ein. Zu Beginn des 20. Jahrhunderts sahen viele Beobachter in Italien im Vergleich zu anderen Ländern eine moderne und weitgehend stabile parlamentarische Demokratie.
Zwischen 1925 und 1943 war Italien quasi de jure eine faschistische Diktatur, da die Verfassung offiziell ohne Veränderung durch die Faschisten in Kraft blieb, jedoch wurden in der faschistischen Zeit von 1922 bis 1943 viele Gesetze erlassen, die verfassungsdurchbrechenden Charakter hatten.

#### Verfassung
Die Verfassung des Königreichs, offiziell Staatsgrundgesetz des Königreichs Italien (italienisch Legge organica del Regno d’Italia), beruhte auf dem Fundamentalstatut vom 4. März 1848, der vom König Karl Albert dem Königreich Sardinien verliehenen Konstitution. Die Regierungsform war hiernach die repräsentativ-monarchische. Die individuelle Freiheit war garantiert; die Wohnung war unverletzlich; die Presse war frei; das Recht der Versammlung wurde anerkannt. Jeder Bürger hatte das Recht der Petition an das Parlament.
Während der späten 1800er und frühen 1900er Jahre wurde die Verfassung einige Male geändert und deren Interpretation liberalisiert, so dass der König sich kaum in die Tagespolitik einmischte und alle Regierungen die Unterstützung des Parlaments benötigten. Der Monarch galt aber weiterhin als „Garant der Stabilität und Kontinuität“ und ihm blieb noch eine starke Position in der Außen- und Militärpolitik sowie in Krisenzeiten. Die Verfassung blieb auch während der faschistischen Herrschaft formal in Kraft und wurde erst im Jahr 1948 durch die heutige Verfassung der Italienischen Republik abgelöst.

#### Monarchen

Königliche und Kaiserliche Standarte

Der König von Italien war formal Inhaber der Staatsgewalt, er konnte das Recht der Gesetzgebung aber nur im Verein mit dem Nationalparlament ausüben, und die Regierung war faktisch dem Parlament gegenüber verantwortlich. Der Thron vererbte sich nach dem Salischen Gesetz im Mannesstamm des königlichen Hauses von Savoyen. Der König bekannte sich mit seinem Haus zur römisch-katholischen Kirche. Er wurde mit dem vollendeten 18. Lebensjahr großjährig und legte bei seinem Regierungsantritt in Gegenwart beider Kammern einen Eid auf die Verfassung ab. Sein Titel war nach dem Gesetz vom 17. März 1861: „Von Gottes Gnaden und durch den Willen der Nation König von Italien und König von Albanien (nur von 1939 bis 1943) und Kaiser von Äthiopien (nur von 1936 bis 1943)“. Er verlieh die fünf Ritterorden Savoyens und übte verfassungsmäßig die Hoheitsrechte aus. Er führte den Befehl über die Land-, See- und Luftmacht; er erklärte Kriege, schloss Friedens-, Allianz-, Handels- und sonstige Verträge, von denen nur jene, die eine Belastung der Finanzen oder eine Veränderung des Gebiets in sich schlossen, zu ihrer Wirksamkeit der Zustimmung der Kammern bedurften. Der König ernannte zu allen Staatsämtern, sanktionierte und verkündete die Gesetze, die sowie die Regierungsakte von den verantwortlichen Ministern gegengezeichnet sein mussten, und erließ die zur Ausführung der Gesetze notwendigen Dekrete und Reglements. Die Justiz wurde in seinem Namen gehandhabt, ihm allein kam die Begnadigung und Strafmilderung zu.
| # | Bild | Name (Lebensdaten)                                     | Herrschaft     | Herrschaft     | Wappen                |
| # | Bild | Name (Lebensdaten)                                     | Beginn         | Ende           | Wappen                |
| - | ---- | ------------------------------------------------------ | -------------- | -------------- | --------------------- |
| 1 |      | Viktor Emanuel II. (Vater des Vaterlandes) (1820–1878) | 17. März 1861  | 9. Januar 1878 | 1861–1870 · 1870–1878 |
| 2 |      | Umberto I. (der Gute) (1844–1900)                      | 9. Januar 1878 | 29. Juli 1900  | 1878–1890 · 1890–1900 |
| 3 |      | Viktor Emanuel III. (der Soldatenkönig) (1869–1947)    | 29. Juli 1900  | 9. Mai 1946    | 1900–1929 · 1929–1944 |
| 4 |      | Umberto II. (der Maikönig) (1904–1983)                 | 9. Mai 1946    | 12. Juni 1946  | 1946                  |

#### Regierung und Ministerien
Die vollziehende Gewalt wurde vom König durch die verantwortlichen Minister ausgeübt, die im Ministerrat (inoffiziell gebräuchlich Königlich Italienische Regierung (ital. Gouverno italiano reale)) zusammentraten. Neben diesem bestand ein Staatsrat, der konsultative Befugnisse besaß und über Kompetenzkonflikte zwischen Administrativbehörden und Gerichten sowie über Streitigkeiten zwischen dem Staat und seinen Gläubigern entschied. Er bestand aus einem Präsidenten, drei Sektionspräsidenten, 24 Staatsräten und dem Dienstpersonal und wurde auf Vorschlag des Ministerrats vom König ernannt. Die oberste Staatsverwaltung war unter folgende Ministerien, mit dem Sitz in Rom, verteilt:
- Ministerium für die auswärtigen Angelegenheiten (mit dem Rat für diplomatische Streitsachen)
- Ministerium des Innern (mit dem Obersanitätsrat)
- Ministerium für Gnade, Justiz und Kultus
- Ministerium der Finanzen und des Schatzes
- Kriegsministerium (ihm sind die Komitees für den Generalstab, die Linienwaffen, die königlichen Karabiniere, für Artillerie und Genie, für das Militärsanitätswesen und das oberste Kriegs- und Marinetribunal unterstellt)
- Marineministerium (mit dem Obermarinerat)
- Ministerium des öffentlichen Unterrichts (mit dem Oberunterrichtsrat)
- Ministerium der öffentlichen Arbeiten (mit dem oberen Rat für die öffentlichen Arbeiten und dem Eisenbahnrat)
- Ministerium für Ackerbau, Industrie und Handel (mit dem Bergrat und der statistischen Zentralgiunta)
- Ministerium für Kolonien (seit 1937 Ministerium für Italienisch-Afrika)
- Ministerium für die befreiten Gebiete (für die nach dem Ersten Weltkrieg besetzten und annektierten Gebiete)
- Ministerium für Verkehr
- Luftfahrtministerium
- Erziehungsministerium
- Ministerium für Post und Telegraph
- Arbeitsministerium
- Landwirtschaftsministerium

Kriegsbedingt entstand während des Ersten und Zweiten Weltkriegs eine Reihe weiterer kurzlebiger Ministerien.
Eine selbstständige Stellung besaß der Rechnungshof des Königreichs.

#### Parlament
Die Volksvertretung des Königreichs Italien bestand aus zwei Kammern, dem Senat und der Deputiertenkammer. Der Senat bestand aus den königlichen Prinzen und aus Mitgliedern, die vom König auf Lebenszeit aus gewissen Kategorien von Staatsbürgern (Inhabern bestimmter Ämter und Würden, um das Vaterland verdienten Männern und Personen, die jährlich 3000 Lire direkte Steuern zahlten) im Alter von mindestens 40 Jahren ernannt wurden. Die zweite Kammer war die Deputiertenkammer und hatte 508 Mitglieder, die in 135 Wahlkreisen (in jedem Kreis 2–5 Abgeordnete) im Weg des Listenskrutiniums auf die Dauer von fünf Jahren direkt gewählt wurden. Wahlberechtigt waren alle Italiener, die die bürgerlichen und politischen Rechte genossen, das 21. Lebensjahr vollendet hatten, lesen und schreiben konnten und 20 Lire direkte Steuern zahlten oder vermöge bestimmter persönlicher Stellung oder Qualifikation wahlberechtigt waren. Das Frauenwahlrecht wurde erst 1946 eingeführt. Wählbar als Deputierte waren alle Wahlberechtigten, die das 30. Lebensjahr zurückgelegt haben. Nicht wählbar waren Seelsorgegeistliche, Staatsbeamte (mit Ausnahme der Minister, Generalsekretäre, höheren Offiziere, Hochschulprofessoren, aber auch diese nur in der Zahl von höchstens 40), Sindaci, Provinzialdeputierte und Personen, die von subventionierten Gesellschaften Gehalt oder Vergütung bezogen. Der König rief die Kammern jedes Jahr zusammen; die Sitzungen waren öffentlich. Das Präsidium des Senats wurde vom König berufen, das der Deputiertenkammer von dieser gewählt. Die letztere besaß das Recht der Ministeranklage, in welchem Fall der Senat als Gerichtshof fungierte. Die Provinzen besaßen eine Selbstverwaltung, deren Ausübung dem von den Gemeindewählern auf fünf Jahre gewählten Provinzialrat und der von diesem berufenen Provinzialdeputation übertragen war. Die Gemeindeorgane waren der auf fünf Jahre gewählte Gemeinderat, die aus der Mitte des Gemeinderats gewählte Munizipalgiunta und der Sindaco, der Chef der Gemeindeverwaltung.
Nach einem kurzen multinominalen Experimentieren unter Ministerpräsident Agostino Depretis im bei den Wahlen im Jahr 1882 wurden nach dem Ersten Weltkrieg große, regionale und multisensorische Wahlkreise eingeführt. Die Sozialisten erlangten in den Wahlen von 1919 und 1921 die Mehrheit, konnten jedoch nicht die Regierung stellen. Im November 1923 ersetzte Mussolini dieses System mit dem Acerbo-Gesetz, einer Wahlreform, die der stimmenstärksten Partei, sofern sie mindestens 25 % der Stimmen erhielt, zwei Drittel der Parlamentssitze zuschlug.

Parlament des Königreichs Italien
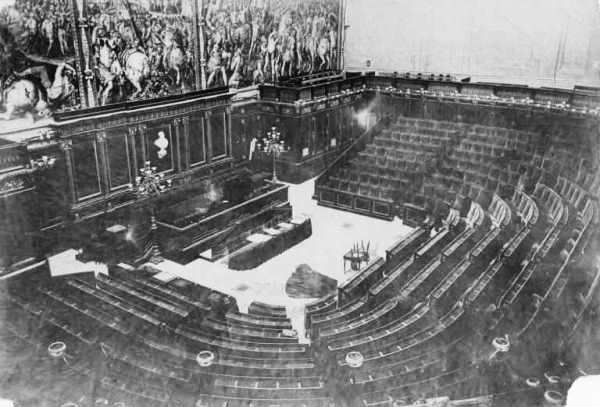
Abgeordnetenkammer

#### Politische Parteien

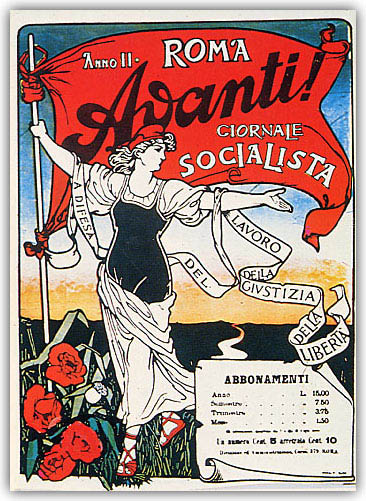
Wahlplakat des Partito Socialista Italiano für die Parlamentswahl 1897

Von der Staatsgründung bis in die 1890er Jahre wurde Italien von den beiden wichtigsten Gruppierungen der historischen Rechten (ital. Destra storica) und Linken (ital. Sinistra storica) dominiert. Diese bildeten keine eigentlichen politischen Parteien, sondern eher Sammelbewegungen für eine Gruppe prominenter Politiker mit ähnlichen politischen Vorstellungen. Diese beiden Fraktionen galten als die beiden Pole der beginnenden liberalen Ära. Links des Spektrums befanden sich die Republikaner (ital. Estrema Sinistra Storica), die bis 1892 die extreme parlamentarische Linke vertraten und sich erst 1895 in einer echten Partei organisierten.
Mit der Gründung der Sozialistischen Partei (ital. Partito Socialista) 1892 erlebte das Königreich Italien von 1890 an bis 1946 eine bemerkenswerte, an politischen und demokratischen Praktiken reiche Erfahrung.
Die politische Landschaft wurde um die Jahrhundertwende durch drei politischen Gruppen der Liberalen, der Republikaner und Sozialisten, die sich immer als direkte Erben der Strömungen des Risorgimento verstanden, dominiert. Jede Gruppierung fühlte sich mit einer bestimmten Persönlichkeit des Risorgimento verbunden: die Liberalen mit Cavour, die Republikaner mit Mazzini und die Sozialisten mit Garibaldi.
Die italienischen Sozialistische traten von Anfang an als eine Massenpartei auf und öffneten sich der breiten Öffentlichkeit. Dem folgten nach 1900 die Katholiken, zuerst mit der Democrazia Cristiana Italiana von Romolo Murri, dann mit dem Partito Popolare Italiano von Luigi Sturzo. Sowohl die Sozialisten als auch die Christdemokraten erzielten bis zur Errichtung der faschistischen Diktatur beachtliche Wahlerfolge und waren entscheidend für den Verlust der Stärke und Autorität der beiden alten Sammelbewegungen der liberalen herrschenden Klasse, die ihren Anliegen mit der Gründung keiner neuen Partei kein Gewicht mehr verleihen konnten.
Im Dezember 1914 gründete Benito Mussolini zusammen mit Alceste de Ambris die Bewegung Fascio d’azione rivoluzionaria, die sich für den Kriegseintritt Italiens einsetzte. Nach dem Erreichen dieses Ziels löste sich diese 1915 wieder auf. 1919 folgten die Kampfbünde Fasci Italiani di combattimento, aus denen wiederum 1921 die Nationale Faschistische Partei hervorging. Im gleichen Jahr entstand aus der Spaltung der Sozialisten die Kommunistische Partei Italiens (ital. Partito Comunista Italiano). Zum Zeitpunkt ihrer Gründung war die PCI nicht anders als andere europäische kommunistische Parteien. Sie war vom Wähleranteil und Mitgliederzahl viel kleiner als die Sozialisten oder Sozialdemokraten. Diese neu auftretenden extremen Strömungen ergänzten die bisherige Parteienlandschaft und besiegelten die Bedeutungslosigkeit der alten liberalen Parteien. Die drei neuen Bewegungen, die katholische, die faschistischen und kommunistische, entstanden in der kurzen Zeit zwischen dem Ende des Ersten Weltkrieges und den Beginn der Ära des italienischen Faschismus und können als zweite Generation der italienischen Parteien gesehen werden. Die damalige gängige Bezeichnung für diese drei großen Massenparteien leitete sich von deren Parteifarben ab und lautete Weiße für die Christdemokraten, Schwarze für die Faschisten und die Roten für die Sozialisten und Kommunisten.
Mit der Auflösung des Partito Nazionale Fascista infolge des Sturzes Mussolinis 1943 erreichten nach dem Ende des Zweiten Weltkriegs nur die Christdemokraten und Kommunisten bei den Parlamentswahl am 2. Juni 1946 die Bedeutung der Vorkriegszeit. Die Kommunisten profitierten dabei besonders von ihrer Schlüsselrolle im Widerstand gegen das deutsche Besatzungsregime in Norditalien von 1943 bis 1945. Auch nach dem Ende der Monarchie blieben die Democrazia Cristiana bis 1994 die dominierende Kraft in Italien.

### Staatssymbole
Das erste Staatswappen des Königreichs wurde von Sardinien-Piemont übernommen. Es umfasste in der Mitte das Wappen des Hauses Savoyen und vier italienische Flaggen, die aus dem Jahr 1848 stammen.
Am 4. Mai 1870 wurden per königlichem Dekret zwei Löwen in Gold, die nun das Wappenschild trugen, ein gekrönter Ritterhelm, der um seinen Kragen den Militärorden von Savoyen, den Orden der Krone von Italien, den Orden der Heiligen Mauritius und Lazarus und den Annunziaten-Orden trug, eingefügt. Der Wahlspruch FERT wurde gestrichen. Die Löwen führten Lanzen, die die Nationalflagge hielten. Von dem Helm fiel ein königlicher Mantel, der die Nation schützen sollte. Oberhalb des Wappens befand sich der Stern Italiens (italienisch Stella d’Italia).
Das neu beschlossene Staatswappen vom 1. Januar 1890 beseitigte den Pelzmantel und die Lanzen und die Krone auf dem Helm wurde durch die Eiserne Krone der Langobarden ersetzt. Die ganze Gruppe stand unter einem Baldachin, gekrönt mit der italienischen Königskrone, über der das Banner Italiens war. Den Fahnenstock trug ein goldener gekrönter Adler.
Am 11. April 1929 wurden die beiden Savoyen-Löwen durch Mussolini durch Liktorenbündel ersetzt. Erst nach seiner Entlassung wurde 1944 das alte Wappen von 1890 wieder restauriert.

Wappen des Königreichs Italien
1861–1870
1870–1890
1890–1929 und 1944–1946
1929–1944

Die Landesfarben der Monarchie waren Grün, Weiß, Rot in senkrechter Streifung. In ihrer Mitte befand sich das Savoyer Wappen. Diese Flagge wurde zum ersten Mal 1848 als Kriegsflagge der Armee des Königreichs Sardinien-Piemont verwendet. Am 15. April 1861 wurde diese Flagge zur Flagge des neuen Staates erklärt. Diese bildete die erste italienische Nationalflagge und war insgesamt 85 Jahre bis zur Gründung der Republik 1946 die Flagge Italiens.
Im Jahr 1926 versuchte die faschistische Regierung, die Nationalflagge neu zu entwerfen, indem sie ein Liktorenbündel einfügen wollte. Allerdings stieß dieser Versuch auf eine starke Opposition, vor allem von Seiten von der alten Eliten und der Armee. Als Kompromiss wurde die schwarze Flagge der Faschisten im Inland offiziell neben der Staatsflagge gehisst, eine größere Bedeutung kam dieser aber nicht zu.

Flaggen des Königreichs Italien
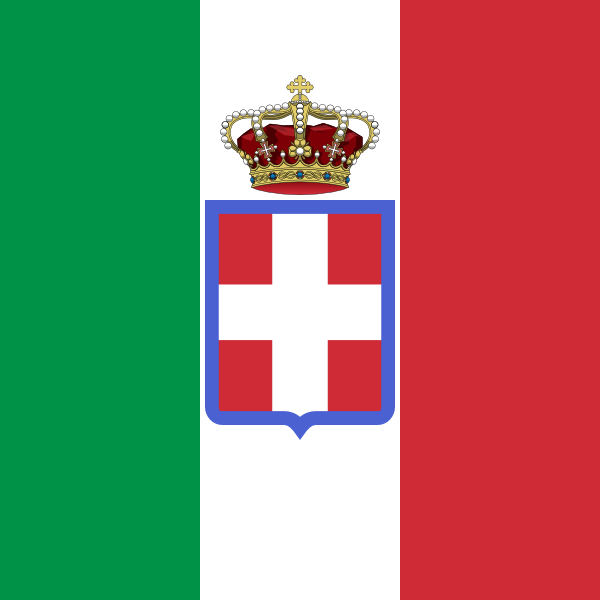
Staatsflagge 1861
Zivile Flagge 1861
Staatsflagge 1861–1946
Zivile Flagge 1861–1946

### Verwaltungsorganisation
Das Königreich Italien übernahm das sogenannte Rattazzi-Gesetz (auch Savoyer Landesgesetz genannt), das vom damaligen sardischen Innenminister Urbano Rattazzi am 23. Oktober 1859 erlassen wurde und an die Verwaltungsgliederung Frankreichs angelehnt war. Es schrieb die Organisation des Territoriums in Provinzen, Bezirke, Kreise und Gemeinden vor. Die Vertreter der Gebietskörperschaften sollten auf eine bestimmte Zeit vom Volk gewählt werden. Die ersten Wahlen dazu fanden – noch vor der Gründung des Staates – am 15. Januar 1860 statt. 1929 wurden die Wahlen auf kommunaler Ebene abgeschafft und erst im April 1944 wieder eingeführt.
Das Königreich Italien gliederte sich verwaltungsmäßig in Provinzen, Kreise (circondari), Bezirke (mandamenti, diese bloß für die Rechtspflege) und Gemeinden. Jeder Provinz stand ein Präfekt vor. Derselbe vertrat die vollziehende Gewalt und hatte zu seiner Unterstützung den Präfekturrat an der Seite, der aus einer Anzahl von Räten, Sekretären und subalternen Beamten bestand. In jedem Kreis war eine Unterpräfektur errichtet, deren Vorstand, der Unterpräfekt, unter Leitung des Präfekten die Verwaltungsgeschäfte des Kreises besorgte. Es gab bis 1914 in ganz Italien 69 Präfekturen, 137 Unterpräfekturen und 78 Distriktskommissariate. Unter den Präfekten und Unterpräfekten (Distriktskommissaren) fungierten die Gemeindevorsteher (Sindaci, siehe oben) als Regierungsbeamte. Die Sicherheitspolizei wurde von den Präfekten, Unterpräfekten (oder Distriktskommissaren) mit beigegebenen Inspektoren und Delegaten, in zwölf großen Städten von Quästoren (mit Inspektoren) geleitet. In jeder Provinz bestanden ein Sanitätsrat, ein Schulrat, eine Postdirektion, eine Finanzintendanz und ein Bauamt; für größere Gebiete waren 9 Telegraphendirektionen, 34 Forstdepartements und 8 Bergämter eingesetzt. Was die Überwachung der Provinzen und Gemeinden durch den Staat betraf, so haben die Präfekten die Protokolle und Beschlüsse der Gemeinde- und Provinzialräte zu prüfen gehabt, auch lag der Provinzialvertretung die Oberaufsicht über das Budget der Gemeinden u. dgl. ob. Gegen Entscheidungen beider war Rekurs möglich. Der König konnte die Gemeinde- und Provinzialräte auflösen, in dringenden Fällen sogar der höchste Provinzialbeamte. Binnen drei Monaten nach der Auflösung musste jedoch eine Neuwahl angeordnet werden. Bei Auflösung des Provinzialrats trat der Präfekt und der Präfekturrat ein, bei Auflösung des Gemeinderats ein königlicher Kommissar.
Im Gegensatz zur heutigen italienischen Republik, die teilweise föderale Strukturen umfasst, war das Königreich Italien ein sehr zentralistischer Staat. Es gab keine autonomen oder selbständigen Regionen. Die heutigen italienischen Regionen existierten nur als Zusammenfassung der Provinzen zu statistischen Zwecken und zur Wirtschaftsplanung. Dies führte immer wieder zu Aufständen und Revolten, wie der Brigatenkrieg in Süditalien (1861–1868) oder die Bewegung der Fasci siciliani (1891–1894).
Das erste Autonomiestatut erhielt die Insel Sizilien durch das königliche Dekret 15. vom 15. Mai 1946 von Umberto II.

Provinzen des Königreichs Italien
1861
1870
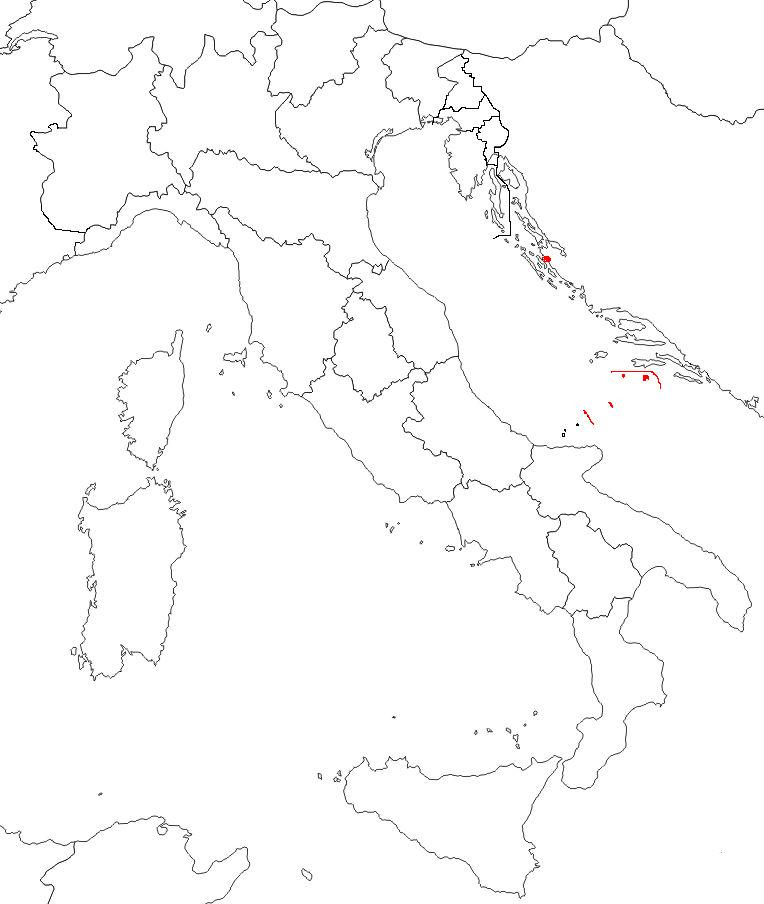
1920
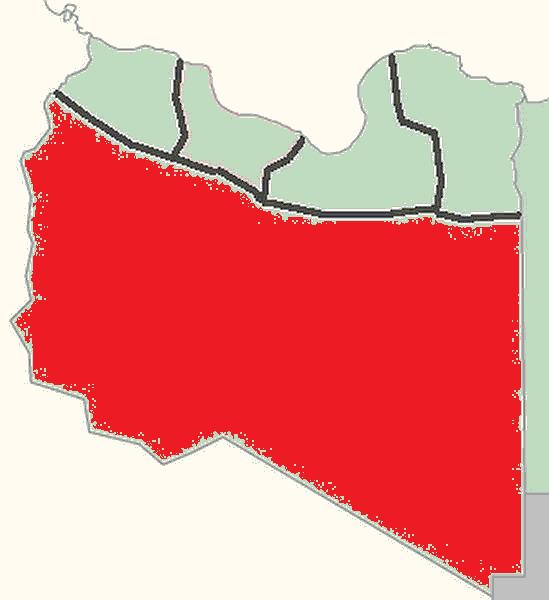
Italienische Provinzen in Libyen ab 1939 (grün)

### Militär

Kriegsflagge der Armee

Der König von Italien war Oberbefehlshaber der Königlich Italienischen Armee von 1861 bis 1940 und 1943 bis 1946. Der Monarch besaß im Militärwesen weitreichende Kompetenzen. Eine parlamentarische Kontrolle erfolgte nur durch die Bewilligung der finanziellen Mittel. Der König hatte das Recht, die Präsenzstärke festzulegen, die Garnisonen zu bestimmen, Festungen anzulegen und für einheitliche Organisation und Formation, Bewaffnung und Kommando sowie Ausbildung der Mannschaften und Qualifikation der Offiziere zu sorgen.
Der höchste militärische Rang in der Königlich Italienischen Armee war Erster Marschall des Reiches (ital. Primo maresciallo dell’Impero), den nur König Viktor Emanuel III. (1938), Benito Mussolini (1938) und Pietro Badoglio (1943, de facto) trugen.
Die Königlich Italienische Armee gliederte sich in die drei Teilstreitkräfte:
- Regio Esercito (Königliche Armee bzw. Heer)
- Regia Marina (Königliche Marine)
- Regia Aeronautica (Königliche Luftwaffe)
- Milizia Volontaria per la Sicurezza Nazionale (Freiwillige Miliz für die nationale Sicherheit, bekannt als Schwarzhemden, loyal zu Benito Mussolini, 1943 abgeschafft)

### Demographie und Gesellschaft
Die italienische Gesellschaft war nach der Vereinigung und über die liberalen Periode hinweg stark in klassische, sprachliche, regionale und soziale Linien geteilt. Gemeinsame kulturelle Merkmale in Italien zu dieser Zeit waren sozial konservativer Natur, darunter ein starker Glaube an die Familie als Institution und patriarchalische Werte. Aristokraten und mittelgroße Familien waren zu dieser Zeit in Italien sehr weit verbreitet. Die Ehre wurde stark betont. Nach der Vereinigung hatte sich Anzahl der Adeligen auf rund 7400 Adelsfamilien vergrößert, wobei sich der Adel in den königstreuen „Weißen“ (italienisch Nobiltà bianca) und den immer unbedeutender werdenden papsttreuen „Schwarzen Adel“ (italienisch nobiltà nera) teilte. Viele wohlhabende Gutsbesitzer (vor allem im Süden) hielten eine feudalartige Kontrolle über „ihre“ Bauern.
Bevölkerungsentwicklung des Königreichs Italien (1861–1946):
| Jahr                   | 1861   | 1870   | 1880   | 1890   | 1900   | 1910   | 1920   | 1930   | 1940   | 1946   |
| Einwohner in Millionen | 22.182 | 25.766 | 28.437 | 30.947 | 32.475 | 34.565 | 37.837 | 40.703 | 43.787 | 45.380 |

| toskanisch süditalienisch norditalienisch korsisch sardisch gaskognisch Frankoprovenzalisch | katalanisch rätoromanisch rumänisch deutsch slawische Sprachen albanisch Griko |

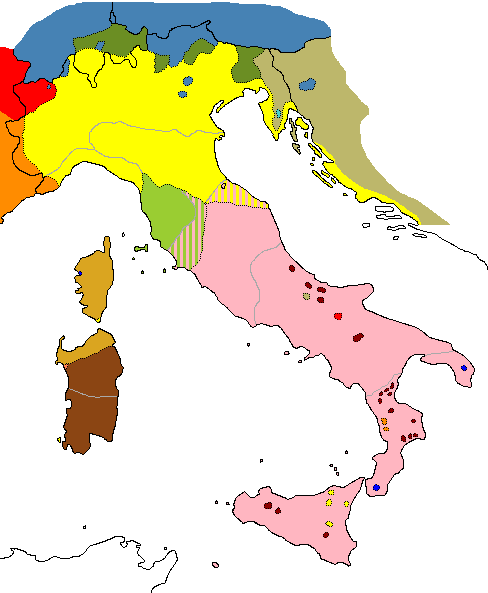
Dialekte und Sprachen in Italien und Umgebung nach Clemente Merlo (Lingue e dialetti d’Italia, Milano 1937, S. 4)

Massenauswanderung aus Italien nach Regionen, 1876 bis 1915

Die Wirtschaft Süditaliens litt nach der italienischen Vereinigung sehr. Der Prozess der Industrialisierung fand dort nur zögerlich statt und erst zur Wende zum 20. Jahrhundert kam es zu einem leichten Wirtschaftsaufschwung. Die schlechte wirtschaftliche Lage des Südens begünstigte Armut und organisiertes Verbrechen. Die italienischen Regierungen glaubten dem mit Repression begegnen zu können. Die schlechten sozialen Verhältnisse führten zum Aufstieg der Briganten, die in den 1860er Jahren im Süden gegen die Zentralregierung in Rom einen fast ein Jahrzehnt andauernden Guerillakrieg führten. Dieser und das rücksichtslose Vorgehen der Armee zerstörte einen Großteil der vorhandenen Infrastruktur im Süden. Dies löste eine massive italienische Auswanderung, die zu einer weltweiten italienischen Diaspora führte (vor allem in den Vereinigten Staaten und Südamerika), aus. Viele Süditaliener ließen sich aber auch in den nördlichen Industriestädten, wie Genua, Mailand und Turin, nieder. Auch politisch stand der Süden oft im Widerspruch zum Norden, wie etwa beim Referendum zur Staatsform 1946, wo die Mehrheit der Bevölkerung im Süden für den Erhalt der Monarchie stimmte.
Nach dem Ende der liberalen Ära verfolgten die Faschisten ab 1922 das Konzept eines totalitären Einheitsstaats, der alle Gesellschaftsschichten einbinden sollte. Italien wurde eine Einparteiendiktatur. Mussolini und das faschistische Regime orientierten die italienische Kultur und Gesellschaft am alten Rom und an einigen futuristischen Aspekten von einigen Intellektuellen und Künstlern. Unter dem Faschismus beruhte die Definition der italienischen Staatsangehörigkeit auf einer militaristischen Einstellung und einem idealisierten „Neuer-Mensch“-Ideal. Persönlicher Individualismus hatte sich dem Staat und der Gemeinschaft unterzuordnen. 1932 legten die Faschisten ihre Ideologie in der La dottrina del fascismo vor: Merkmale waren ein extremer Nationalismus, eine durch Krieg angestrebte Weltmachtstellung für Italien, die Betonung des „Willens zur Macht“ (Friedrich Nietzsche), des autoritären Führerprinzips (Vilfredo Pareto), der „direkten Aktion“ als „schöpferischem Gestaltungsprinzip“ (Georges Sorel) und einer Verschmelzung von Staat und alleinregierender Partei. Die verordnete Einheitsorganisation von Arbeitern und Unternehmern in Kooperationen sollten Klassenkampf unterbinden. Um neben der Macht auch die Hegemonie im Sinne Antonio Gramscis zu gewinnen, übernahm der Staat auch die Sportbewegung. Hiermit sollten Körperkult, Verherrlichung von Kraft, Männlichkeit und die Demonstration der italienischen Überlegenheit in körperbezogenen Aktivitäten wie Sport, der Fußball-Weltmeisterschaft und bei den Olympischen Spielen gefördert werden. Das Comitato Olimpico Nazionale Italiano wurde verstaatlicht und der Spitzensport mit Staatsamateuren international leistungsfähig gemacht. Die Frauen wurden zur Mutterschaft angehalten und ihnen ein Teilnehmen an öffentlichen Angelegenheiten untersagt.
Anfangs war der italienische Faschismus nicht antisemitisch ausgerichtet. Wiederholt distanzierte sich Mussolini öffentlichen vom Rassismus und Antisemitismus der Nationalsozialisten. Erst ab 1936 gab es infolge des Bündnisses Mussolinis mit dem Deutschen Reich antisemitische Agitationen, die dann 1938 auch in den Erlass der antisemitischen Rassegesetze mündeten.
Die faschistische „Neue Ordnung“ Italiens unterschied sich durch ihren Etatismus deutlich vom NS-Regime, indem Mussolinis starker Staat die alten Eliten einband. Jedoch scheiterten mehrere Versuche, die alten Eliten sowie Offiziere in die Partei zu integrieren. Der Zulauf kam vor allem aus der Beamtenschaft. Die militärische Führung blieb wiederum stark monarchistisch und traditionalistisch geprägt. Eine Dominanz über alle gesellschaftlichen Bereiche wie die NSDAP in Deutschland oder die KPdSU in der Sowjetunion erreichte die faschistische Partei Italiens daher nie. Auch in den Bemühungen um die Schaffung einer neuen Kultur erwiesen sich die Bemühungen des faschistischen Italien als nicht so erfolgreich im Vergleich zu den anderen Einparteienstaaten wie Nazi-Deutschland oder der Sowjetunion.
Mussolinis Propaganda stilisierte ihn zum „Retter der Nation“. Das faschistische Regime versuchte seine Person allgegenwärtig in der italienischen Gesellschaft zu machen. Ein großer Teil der Attraktivität des Faschismus in Italien beruhte auf dem Personenkult um Mussolini und seine Popularität. Mussolinis leidenschaftliche Beredsamkeit bei großen Kundgebungen und Paraden diente Adolf Hitler als Vorbild. Die Faschisten verbreiteten ihre Propaganda über die Wochenschau, Rundfunk und ein paar Spielfilme. Im Jahr 1926 wurde ein Gesetz erlassen, das in Kinos das Zeigen von Propagandaschauen vor jedem Spielfilm verpflichtend machte. Die faschistische Propaganda glorifizierte den Krieg und förderte dessen Romantisierung in der Kunst. Allerdings unterlagen die Künstler, Schriftsteller und Verleger keiner strengen Kontrolle. Sie wurden nur zensiert, wenn sie sich eklatant gegen den Staat gestellt hatten.
Im Jahr 1860 hatte Italien keine etablierte Landessprache. Der toskanische Dialekt, auf dem die moderne italienische Standardsprache beruht, wurde nur um Florenz gesprochen, während in den anderen Landesteilen regionale Sprachen oder Dialekte dominierten. Nur zwei Prozent der Bevölkerung beherrschten die italienische Schriftsprache. Auch König Viktor Emmanuel II. sprach fast nur piemontesisch und französisch. Das Analphabetentum war hoch: 1871 waren 61,9 % der italienischen Männer und 75,7 % der Frauen Analphabeten. Diese Analphabetenquote war im gleichen Zeitraum weit höher als die der westeuropäischen Länder. Aufgrund der Vielfalt der regionalen Dialekte war anfangs keine nationale Volkspresse möglich.
Italien hatte nach der Vereinigung nur wenige öffentliche Schulen. Die italienischen Regierungen in der liberalen Zeit versuchten, die Alphabetisierung zu verbessern, indem sie staatlich finanzierte Schulen gründeten, wo nur die offizielle italienische Sprache unterrichtet wurde.
Die faschistische Regierung unterstützte eine strenge Bildungspolitik in Italien mit dem Ziel, das Analphabetentum endgültig zu beseitigen und die Loyalität der Bevölkerung zum Staat zu stärken. Der erste Kultusminister der faschistischen Regierung von 1922 bis 1924, Giovanni Gentile, richtete die Bildungspolitik auf Indoktrination der Schüler auf den Faschismus aus. Die Faschisten erzogen die Jugend zum Gehorsam und Respekt gegenüber der Autorität. 1929 übernahm die faschistische Regierung die Kontrolle über die Zulassung aller Lehrbücher und zwang alle Lehrer an Gymnasien, einen Treueid auf den Faschismus zu leisten. Im Jahr 1933 wurden alle Hochschullehrer verpflichtet, der Nationalen Faschistischen Partei beizutreten. In den 1930er bis 1940er Jahren hatte das italienische Bildungssystem seinen Schwerpunkt zunehmend im Fach Geschichte, mit der man Italien als eine wichtige Kraft der Zivilisation darzustellen versuchte. Intellektuelle Talente wurden im faschistischen Italien in der 1926 gegründeten Accademia d’Italia belohnt und gefördert.
Der Lebensstandard der Italiener verbesserte sich zwar nach der Vereinigung kontinuierlich, blieb aber – vor allem im Süden – unter dem westeuropäischen Durchschnitt. In Süditalien kam es zum Ausbruch verschiedener Krankheiten wie Malaria und zu einigen Epidemien. Die Sterberate lag 1871 bei 30 Personen pro 1000 Einwohner, konnte aber bis in die 1890er Jahre auf 24,2 pro 1000 reduziert werden. Die Sterblichkeitsrate der Kinder war auch sehr hoch. 1871 starben 22,7 % aller in diesem Jahr geborenen Kinder, während die Zahl der Kinder, die vor ihrem fünften Geburtstag starben, bei 50 Prozent lag. Der Anteil der Kinder, die im ersten Jahr nach der Geburt starben, sank im Zeitraum von 1891 bis 1900 auf durchschnittlich 17,6 %. Eine effektive Sozialpolitik fehlte in Italien aber während der liberalen Ära. Erst wurde 1912 eine staatliche Sozialversicherung eingeführt. 1919 entstand eine Arbeitslosenversicherung. Die italienische Sozialpolitik erreichte im faschistischen Italien große Erfolge. Im April 1925 wurde die Opera Nazionale Dopolavoro (OND) gegründet. Die OND war die größte staatliche Freizeitorganisation für Erwachsene. Die Organisation war so beliebt, dass es in den 1930er Jahren in allen italienischen Städten ein Clubhaus von ihr gab. Die OND war verantwortlich für den Aufbau von 11.000 Sportplätzen, 6400 Bibliotheken, 800 Kinos, 1200 Theatern und mehr als 2000 Orchestern. Die Mitgliedschaft war freiwillig und unpolitisch. Der enorme Erfolg der Organisation führte in Deutschland im November 1933 zur Gründung der Organisation Kraft durch Freude, die deren Modell übernahm.
Eine andere Organisation war die 1926 gegründete Jugendorganisation Opera Nazionale Balilla (ONB), die jungen Menschen günstig Zugang zu Clubs, Tanzveranstaltungen, Sportanlagen, Radios, Konzerten, Theatern, Zirkussen und Wanderungen ermöglichte bzw. diese für die Jugend organisierte.
Am 20. September 1870 besetzte die Königlich Italienische Armee den Kirchenstaat und die Stadt Rom. Im darauffolgenden Jahr wurde die Hauptstadt von Florenz nach Rom verlegt. Für die nächsten 59 Jahre nach 1870 verweigerte die Katholische Kirche die Anerkennung der Legitimität der italienischen Königsherrschaft in Rom und mit der Bulle Non expedit verbot der Papst 1874 den italienischen Katholiken die Teilnahme an Wahlen des neuen Staates. Dieses wurde von den katholischen Laien immer weniger befolgt, weshalb es 1909 gelockert und schließlich 1919 aufgehoben wurde, als sich nach dem Ersten Weltkrieg Staat und Kirche wieder annäherten. Es entstand die Partito Popolare Italiano als katholische Partei, die sofort zu einer der bedeutendsten politischen Kräfte des Landes wurde und als Vorläufer der Christdemokratie gelten kann.
Die liberalen Regierungen folgten in der Regel einer Politik der Begrenzung der Rolle der katholischen Kirche und ihrer Geistlichkeit. Es wurde massenhaft Land der Kirche beschlagnahmt, Prozessionen und katholische Festlichkeiten wurden teilweise verboten und bedurften ansonsten der staatlichen Zustimmung, die oft verweigert wurde. Die führenden Politiker des Königreiches waren säkular und antiklerikal orientiert, viele waren Positivisten oder Mitglieder des Bundes der Freimaurer. Andere Religionsgemeinschaften wie Protestanten oder Juden wurden den Katholiken rechtlich gleichgestellt; wie in anderen europäischen Ländern kamen neue religiöse Bewegungen und areligiöse Bewegungen wie Sozialismus und Anarchismus auf. Allerdings blieb der Katholizismus die Religion der übergroßen Mehrheit der Italiener. Die Beziehungen mit der katholischen Kirche verbesserten sich deutlich während Mussolinis Regime. Mussolini, einst Gegner der katholischen Kirche, ging nach 1922 ein Bündnis mit der katholischen Partito Popolare Italiano ein. 1929 schlossen Mussolini und Papst Pius XI. eine Vereinbarung, die die Pattsituation beendete. Dieser Prozess der Versöhnung hatte bereits unter der Regierung von Vittorio Emanuele Orlando im Ersten Weltkrieg begonnen.
Mussolini und die führenden Faschisten waren keine gläubigen Christen, aber sie erkannten die Möglichkeit bessere Beziehungen mit der einflussreichen Kirche aufzubauen und diese propagandistisch als Verbündete im Kampf gegen Liberalismus und Kommunismus zu inszenieren. Die Lateranverträge von 1929 erkannten den Papst als Herrscher des Kleinstaates Vatikanstadt innerhalb Roms an und machte den Vatikan zu einem wichtigeren Knotenpunkt der Weltdiplomatie. Eine landesweite Volksabstimmung bestätigte im März 1929 die Lateranverträge. Fast 9 Millionen Italiener oder 90 Prozent der registrierten Wähler stimmten mit Ja und nur 136.000 mit Nein. Die Verträge sind bis heute in Kraft.
Das Konkordat von 1929 erklärte den Katholizismus zur Staatsreligion, verpflichte den italienischen Staat zur Übernahme der Zahlung der Gehälter der Priester und Bischöfe, zur Anerkennung von kirchlich geschlossenen Ehen und zur Wiedereinführung des Religionsunterrichts an öffentlichen Schulen. Im Gegenzug bekundeten die Bischöfe ihre Treue gegenüber dem italienischen Staat, dem bei ihrer Auswahl ein Vetorecht eingeräumt wurde. Eine dritte Vereinbarung führte zur Zahlung von 1,75 Milliarden Lira (etwa 100 Millionen US-Dollar) für die Aneignung von Kirchengut seit 1860. Die Kirche wurde zwar nicht offiziell verpflichtet, das faschistische Regime zu unterstützen, sie befürwortete aber vor allem die aggressive Außenpolitik, z. B. die Unterstützung für die Putschisten von Francisco Franco im Spanischen Bürgerkrieg und die Eroberung Äthiopiens. Konflikte bestanden aber weiter, insbesondere um das Jugendnetzwerk der Katholischen Aktion, das Mussolini mit der faschistischen Jugendgruppe verschmelzen wollte. Im Jahr 1931 gab Papst Pius XI. die Enzyklika Non abbiamo bisogno („Wir haben keinen Bedarf“) heraus, in der die Kirche die jahrzehntelange Verfolgung der Kirche durch den italienischen Staat und die „heidnische Anbetung des Staates“ unter den Faschisten kritisierte.

### Wirtschaft

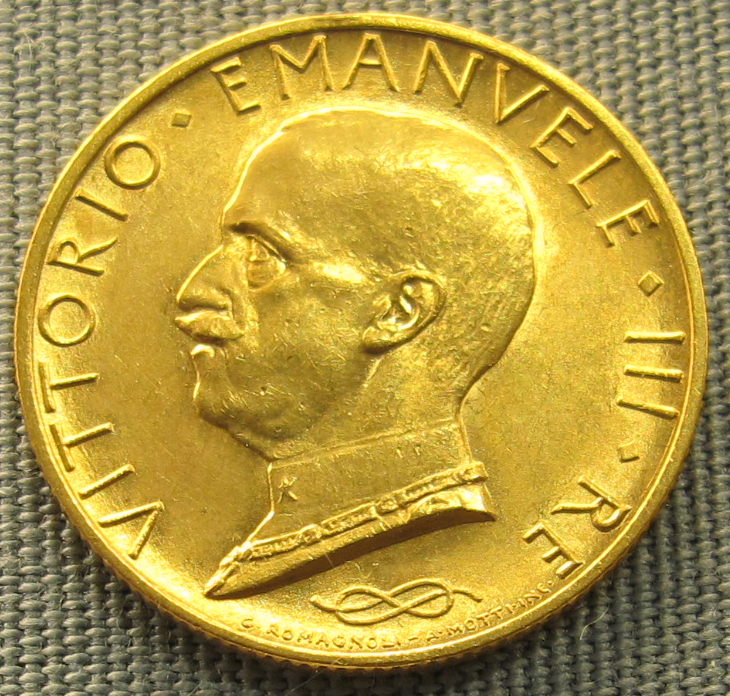
Goldene italienische Lira mit dem Konterfei von König Viktor Emanuel III. (1931)

Industrialisierungsgrad der italienischen Provinzen 1871 gemäß Banca d’Italia (Durchschnitt 1.0).
über 1.4
zwischen 1.1 und 1.4
zwischen 0.9 und 1.1
unter 0.9

In der gesamten Periode von 1861 bis 1940 erlebte Italien, trotz mehrerer Wirtschaftskrisen und dem Ersten Weltkrieg, einen beträchtlichen Wirtschaftsaufschwung. Im Gegensatz zu den meisten modernen Nationen, wo dieser industrielle Aufschwung auf Großkonzerne zurückzuführen war, war das industrielle Wachstum in Italien auf meist kleine bis mittlere Familienunternehmen zurückzuführen.
Die politische Vereinigung brachte nicht automatisch die wirtschaftliche Integration, denn Italien stand 1861 vor ernsthaften ökonomischen Problemen und die verschiedenen Wirtschaftssysteme und unterschiedliche wirtschaftliche Entwicklung der Vorgängerstaaten führte zu scharfen Gegensätzen auf politischer, sozialer und regionaler Ebene. In der liberalen Periode gelang es Italien in mehreren Schritten stark zu industrialisieren, obwohl das Land nach dem Russischen Reich und dem Kaiserreich Japan das rückständigste Land unter den Großmächten war und sehr abhängig vom Außenhandel und den internationalen Preisen für Kohle und Getreide abhängig blieb.
Nach der Vereinigung hatte Italien eine überwiegend landwirtschaftlich geprägte Gesellschaft, da 60 Prozent der Erwerbsbevölkerung in der Landwirtschaft arbeiteten. Fortschritte in der Technologie erhöhten nach einer Phase der Krise in den 1880er Jahren die Exportchancen für italienische landwirtschaftliche Erzeugnisse. Durch die Industrialisierung sank der Anteil der Erwerbstätigen im landwirtschaftlichen Sektor auf unter 50 Prozent um die Jahrhundertwende. Allerdings profitierten von diesen Entwicklungen nicht alle, da vor allem die südliche Landwirtschaft unter heißen Sommern und dem ariden Klima litt, während die Anwesenheit von Malaria im Norden die Bewirtschaftung von tiefliegenden Gebieten an der italienischen Adriaküste verhinderte.
Die überwältigende Aufmerksamkeit für die Außen- und Militärpolitik in den ersten Jahren des Staates führte zur Vernachlässigung der italienischen Landwirtschaft, die sich seit 1873 im Niedergang befand. Sowohl radikale als auch konservative Kräfte im italienischen Parlament forderten, dass die Regierung Möglichkeiten zur Verbesserung der Lage der Landwirtschaft in Italien prüfen sollte. Die 1877 eingeleitete Untersuchung dauerte acht Jahre und zeigte, dass sich die Landwirtschaft aufgrund der mangelnden Mechanisierung und Modernisierung nicht verbesserte und dass die Grundbesitzer nichts zur Entwicklung ihrer Ländereien beitrügen. Zudem waren die meisten Arbeiter auf den landwirtschaftlichen Flächen keine Bauern, sondern unerfahrene kurzfristige Arbeiter (braccianti), die bestenfalls für ein Jahr beschäftigt waren. Bauern ohne ständiges Einkommen wurden gezwungen, von dürftigen Nahrungsmitteln zu leben. Krankheit verbreiteten sich rasch und es kam zu einer großen Cholera-Epidemie, die mindestens 55.000 Menschen tötete. Die meisten italienischen Regierung konnten sich aufgrund der starken Stellung der Großgrundbesitzer in Politik und Wirtschaft nicht mit der prekären Situation effektiv auseinandersetzen. Diesen Umstand konnte 1910 eine erneute Untersuchungskommission im Süden bestätigen.
Um 1890 kam es auch in der italienischen Weinbauindustrie – dem fast einzigen erfolgreichen Sektor in der Landwirtschaft – zu einer Krise. Italien litt unter der Überproduktion von Trauben. In den 1870er und 1880er Jahren litt der Weinbau in Frankreich an einer von Insekten verursachten Missernte. Italien stieg infolgedessen zum größten Exporteur von Wein in Europa auf. Nach der Erholung Frankreichs im Jahr 1888 brachen die italienischen Weinexporte ein und es kam zu einer noch größeren Arbeitslosigkeit und zu zahlreichen Konkursen italienischer Weinbauern.
Ab den 1870er Jahren investierte Italien stark in die Entwicklung von Eisenbahnen und es kam von 1870 bis 1890 zu mehr als einer Verdoppelung des bestehenden Streckennetzes.
Während des faschistischen Diktatur wurden enorme Summen in neue technologischen Errungenschaften investiert, insbesondere in Militärtechnik. Es wurden aber auch große Geldsummen für Prestigeprojekte wie den Bau des neuen italienischen Ozeandampfers SS Rex, der im Jahr 1933 einen transatlantischen Seereiserekord von vier Tagen hinlegte, sowie die Entwicklung des Wasserflugzeugs Macchi-Castoldi M.C.72, das 1933 das weltweit schnellste Wasserflugzeug war. Im Jahr 1933 absolvierte Italo Balbo in einem Wasserflugzeug einen Flug über den Atlantik zur Weltausstellung nach Chicago. Der Flug symbolisierte die Macht der faschistischen Führung und den industriellen und technologischen Fortschritt des Staats, den er unter den Faschisten gemacht hatte.
Bruttoinlandsprodukt des Königreichs Italien nach Angus Maddison (1861–1946):
| Jahr                                          | 1861   | 1870   | 1880   | 1890   | 1900   | 1910   | 1920   | 1930    | 1940    | 1945    |
| Bruttoinlandsprodukt in Mrd. US-Dollar (1990) | 37.995 | 41.814 | 46.690 | 52.863 | 60.114 | 85.285 | 96.757 | 119.014 | 155.424 | 114.422 |

#### Il Mezzogiornoin Süditalien

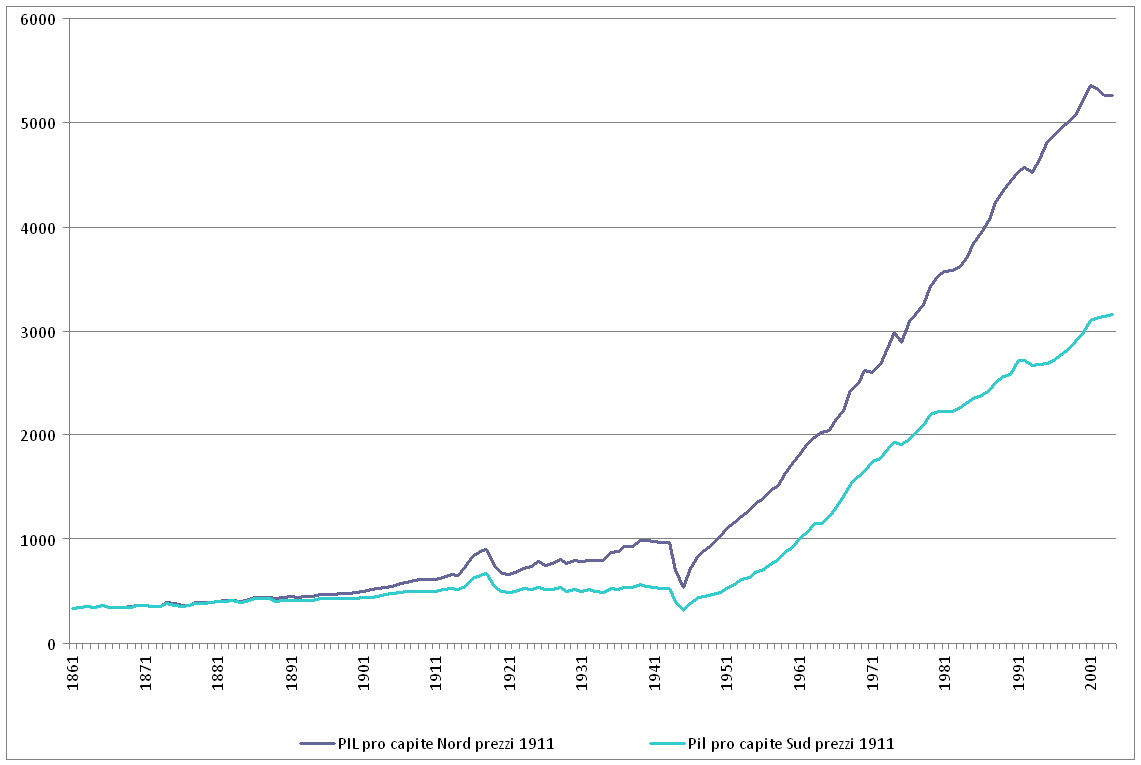
Das Pro-Kopf-Einkommen Nord- und Süditaliens seit 1861 im Vergleich

Süditalien blieb während der gesamten Zeit des Königreichs Italien mehr oder weniger eine wirtschaftliche und politische Problemzone. Es kam immer wieder zu Aufständen und Revolten, die Wirtschaft blieb im Vergleich zum Norden eher rückständig und die Bevölkerung litt unter einer hohen Analphabetenquote und dem organisierten Verbrechen. Die meisten Einwohner Süditaliens waren Bauern oder Landarbeiter. Die Volkszählung von 1881 stellte fest, dass im Süden über 1 Million Tagelöhner chronisch unterbeschäftigt waren und sehr wahrscheinlich saisonale Emigranten werden sollten, um sich wirtschaftlich zu sichern. Die südlichen Bauern sowie die kleinen Grundbesitzer standen oft mit ihnen in Konflikt.
Die Vereinigung Italiens führte zu einer wachsenden wirtschaftlichen Kluft zwischen den nördlichen Provinzen und der südlichen Hälfte Italiens. In den ersten Jahrzehnten des neuen Königreichs führte das Ausbleiben einer effektiven Landreform, schwere Steuern und andere ökonomische Maßnahmen, die dem Süden auferlegt wurden, zusammen mit der Beseitigung von protektionistischen Tarifen für landwirtschaftliche Güter, die zur Förderung der nördlichen Industrie auferlegt wurden, zu einem enormen Produktionsrückgang von süditalienischen landwirtschaftlichen Gütern. Viele Landwirte, kleine Unternehmer und Landbesitzer emigrierten, besonders von 1892 bis 1921 gab es eine starke Auswanderungswelle. Dieser Umstand beschäftigte ab den 1870er Jahren zahlreiche Intellektuelle, Gelehrte und Politiker, welche die wirtschaftlichen und sozialen Bedingungen Süditaliens (Il Mezzogiorno) untersuchen wollten. Diese Gruppe (Meridionalismo) gewann unter Giovanni Giolitti ab 1900 zunehmend an Einfluss.
Der Anstieg der Briganten und der Mafia führte zu weit verbreiteter Gewalt, Korruption und Illegalität. Ministerpräsident Giolitti gab einmal zu, dass es Orte gäbe, wo das Gesetz überhaupt nicht funktionieren würde. Nach dem Aufstieg von Benito Mussolini versuchte der „Eisenpräfekt“ Cesare Mori, die bereits mächtigen kriminellen Organisationen im Süden mit einem gewissen Erfolg zu bekämpfen. Als jedoch Verbindungen zwischen der Mafia und den Faschisten bekannt wurden, wurde Mori abgesetzt und die faschistische Propaganda erklärte die sogenannte „Schlacht gegen die Mafia“ für beendet und gewonnen.
Unter den Faschisten kam es auch zu einem größeren wirtschaftlichen Aufschwung im Süden. Ökonomisch war die faschistische Politik auf die Schaffung eines italienischen Weltreichs ausgerichtet und gewichtete dabei die strategisch bedeutsamen süditalienischen Häfen, die Ausgangspunkt für die koloniale Expansion Italiens werden sollten, höher als die vorherigen Regierungen der liberalen Ära. Besonders in Neapel kam es zu einem wirtschaftlichen und demographischen Boom, was aber vor allem auf das persönliche Interesse von König Viktor Emmanuel III., der dort geboren wurde, zurückzuführen war.

## Anfangsjahre
Der neue italienische Nationalstaat stand in seinen Anfangsjahren vor großen innen- und außenpolitischen Problemen. Daher begann der Aufbau des Staatswesens nur langsam und zögerlich. Diese Anfangsjahre von 1861 bis 1876 wurden von meist kurzzeitigen Regierungen der konservativ-monarchistischen Partei historische Rechte („Destra Storica“) bestimmt. Diese gewann die meisten Wahlen von 1861 bis 1874 und stellte neun der insgesamt elf Regierungen bis 1876. Ihre Mitglieder waren meist Großgrundbesitzer und Industrielle sowie Militärs (Bettino Ricasoli, Quintino Sella, Marco Minghetti, Silvio Spaventa, Giovanni Lanza, Alfonso La Marmora, Emilio Visconti-Venosta) aus dem Norden Italiens.
Im Inneren des Königreichs verschärfte sich durch die staatlich vorangetriebene Säkularisation ab 1867/68 der Konflikt mit der katholischen Kirche, der Krieg mit den Briganten im Süden erreichte 1864/65 seinen Höhepunkt, der Zentralismus, der jahrhundertealte Regionalismen und sprachliche Unterscheide rücksichtslos unterdrückte, führte zu separatistischen Tendenzen im Süden und es kam in der Landwirtschaft zu einer starken Krise. Außenpolitisch war die neue Nation zunächst isoliert. Lediglich mit dem zweiten Französischen Kaiserreich pflegte der jungen Nationalstaat gute Beziehungen. Bei Großbritannien hatte sich Italien durch die Abtretung von Nizza und Savoyen an Frankreich diskreditiert.

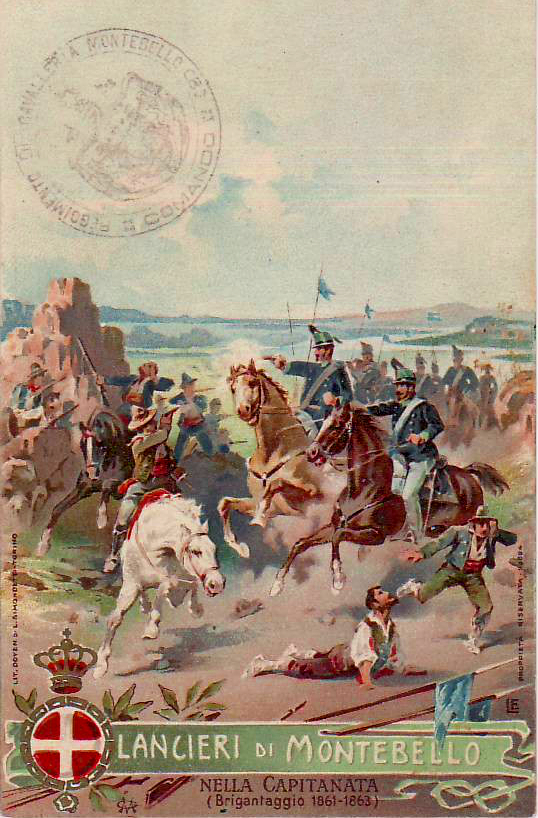
Militärische Postkarte des "reggimento lancieri di Montebello", um an den Kampf gegen die Briganten zu erinnern (um 1861–1863)

Dennoch gelang es den Nachfolgern von Cavour die Lage zu beruhigen. Der Brigantenkrieg („brigantaggio“) überschattete allerdings den Aufbau immer wieder. Er wurde von mehreren tausenden Aufständischen, die in Banden organisiert waren und von der Mehrheit der Bevölkerung in den Berglandschaften Süditaliens unterstützt wurden, getragen. Sie wurden anfangs auch vom Kirchenstaat unterstützt und zerstörten und plünderten die neuen staatliche Einrichtungen. Auch gelang es ihnen, ganze Armeebataillone und Polizeiaufgebote mit Erfolg zu attackieren. Die Ursachen waren die fehlende Verbesserung der Verhältnisse im Süden (im ehemaligen Königreich beider Sizilien), wo es keine Reformierung der Landesverwaltung gab und zu einer Erhöhung der Steuern kam.

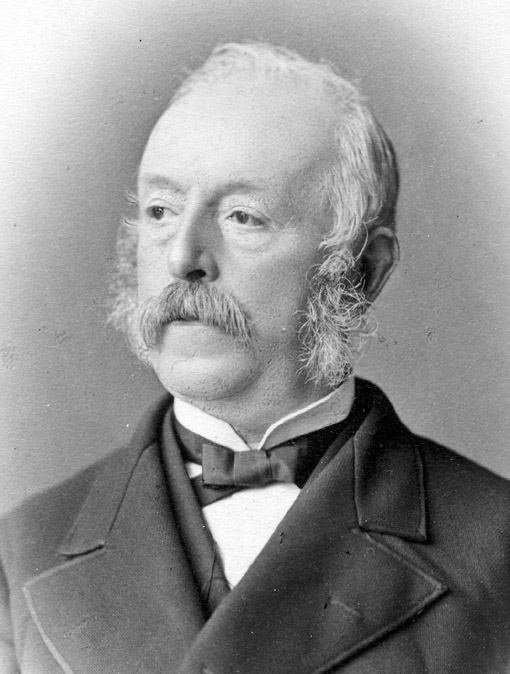
Marco Minghetti

Der rund 100.000 Mann zählenden Königlichen italienischen Armee gelang es vorerst nicht, die Guerillakämpfer auszuschalten. Auf dem Höhepunkt des Krieges beherrschten diese einige wichtige Städte und ganze Regionen des Südens. Der Staat ging daher mit äußerster Härte vor. Es kam zur Verhängung des Ausnahme- und Kriegsrechts, zu standrechtlichen Erschießungen, Zerstörungen von Dörfern und tödlichen Kollektivverhaftungen mit insgesamt 130.000 Toten. Am 15. August 1863 verhängte die Regierung von Marco Minghetti das sogenannte Pica-Gesetz, das die Aussetzung der verfassungsrechtlichen Rechte in den Provinzen, die von Räuberei betroffen waren, vorsah. Der Krieg dauerte von 1861 bis 1865 und 1866 bis 1870.
1865 kam es unter Ministerpräsident Alfonso La Marmora zur Vereinheitlichung des Zivil- und Wirtschaftsrechts sowie der Strafprozessordnung. Zu einer Strafrechtsvereinheitlichung kam es erst 1889. Außenpolitisch garantierten Italien und Frankreich mit dem Septemberabkommen vom 15. September 1864 die Unversehrtheit des restlichen Kirchenstaats. Der Vertrag sah dafür einen Abzug der französischen Truppen aus Rom innerhalb von zwei Jahren vor. Italien verpflichtete sich im Gegenzug den Kirchenstaat in Krisenzeiten zu unterstützen, die Einrichtung eines Korps von Freiwilligen zu ermöglichen und einen Anteil an den päpstlichen Staatsschulden zu übernehmen. Ein vorerst geheimes Zusatzprotokoll regelte den Wechsel der Hauptstadt Italiens innerhalb von sechs Monaten. Zuerst sollte die Hauptstadt von Turin nach Neapel verlegt werden. Später wurde Florenz, trotz Protesten von König Viktor Emanuel II. und blutig niedergeschlagenen Demonstrationen in Turin, ausgewählt. Das Verhältnis von König und Papst blieb aber gespannt, auch weil der italienische Staat im Mai 1874 sämtliche geistliche Orden verbot und deren Eigentum konfiszierte.
1865 folgte ein Vertrag mit dem Deutschen Zollverein und am 6. April 1866 ein geheimes Bündnis mit Preußen, was Italien aus der Isolation führte. Die Monarchie blieb aber bis 1871 faktisch abhängig von Frankreich.
Der neue Staat stand auch vor einer schwierigen finanziellen Situation. Die Finanzierung des Risorgimento hatte die Finanzen des sardischen Staates (Schaffung einer modernen Armee durch Cavour und Alberto La Marmora) ausgereizt; dazu kamen die Kosten der militärischen Unternehmungen in Italien und der sardischen Teilnahme am Krimkrieg. Trotz der Zunahme der Steuerbelastung von 82 Millionen Lire im Jahr 1850 auf 145 Mio. im Jahr 1858, verfügte die sardische Regierung nicht über ausreichende Mittel. Die Kosten für die öffentliche Verschuldung wuchsen von 420 Mio. Lire im Jahr 1850 auf 725 Mio. im Jahr 1858. 1866 war das Haushaltsdefizit auf 721 Mio. Lira rapide gestiegen. Um den Konkurs zu verhindern, wurden nach dem Deutschen Krieg 1866 die Konvertibilität der Noten in Gold ausgesetzt und der „Corso forzoso“, ein staatlich festgeschriebener Kurs der Lira, eingeführt. Ab 1868 kam es zu massiven Steuererhöhungen und zum Verkauf einiger staatlicher Monopole, was zu heftigen Sozialprotesten führte. Die Entscheidung zur Einführung der allgemeinen Wehrpflicht 1872 verschlimmerte die Situation noch erheblich.
Um die maroden Staatsfinanzen zu sanieren, berief König Viktor Emanuel II. am 10. Juli 1873 Minghetti erneut zum Ministerpräsidenten. Dieser betrieb in seiner zweiten Amtszeit eine strenge Bilanzpolitik, die 1876 zum Ausgleich des Haushaltes führte. Er wollte auch den Staat als „Schlüsselgarnitur“ in der Grundlegung wirtschaftlichen Modernisierung fungieren lassen. Er setzte dabei vor allem auf den Eisenbahnbau, der bis 1879 auf etwa 8000 Streckenkilometer angewachsen war. Jedoch konnten, wegen zu geringer Investitionen in die Bildung und weil private oder ausländische Investitionen in die noch junge Industrie weitgehend ausblieben, die staatlichen Ausgaben nicht kompensiert werden und es kam zu Steuererhöhungen im Konsumbereich und zur Herabsetzung der Reallöhne in staatlichen Betrieben. Italien war schließlich zeitweise das Land mit den höchsten Verbrauchssteuern und niedrigsten Löhnen in Mittel- und Westeuropa. Gleichzeitig löste der sich verstärkende Import von ausländischen Agrarprodukten eine Krise in der Landwirtschaft aus. Es kam zur Landflucht in die Großstädte und die Auswanderung nach Übersee nahm zu. Rom wurde daher nach seiner Proklamation zur Hauptstadt großflächig umgestaltet.

## Liberale Ära (1876–1922)

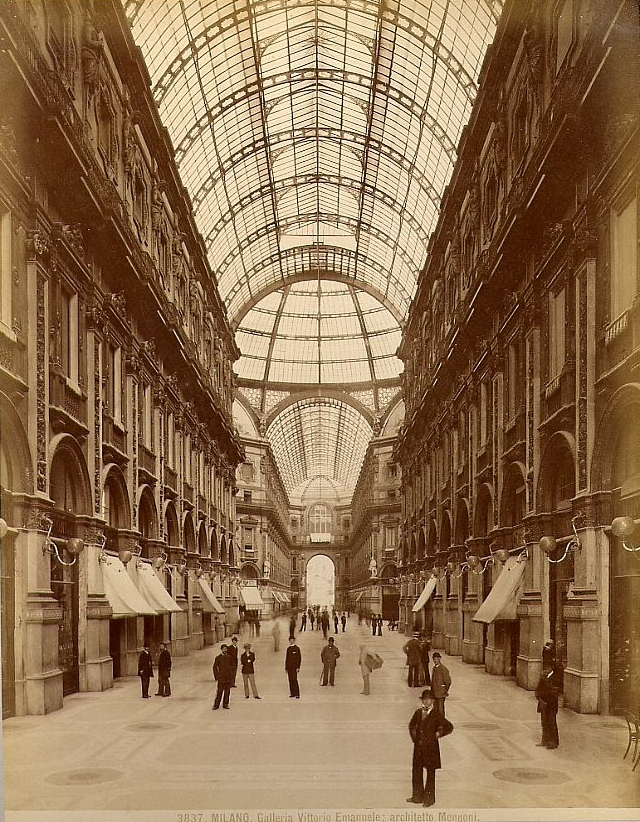
Die Galleria Vittorio Emanuele II in Mailand. Ein von Giuseppe Mengoni von 1865 bis 1877 konstruiertes Bauwerk, benannt nach König Viktor Emanuel II.

Nach dem Tod von König Viktor Emanuel II. 1878 entwickelte sich Italien unter seinen Nachfolgern Umberto I. und Viktor Emanuel III. zu einer de facto parlamentarischen Monarchie nach britischem Vorbild. Die nächsten vier Jahrzehnte des neuen Nationalstaates waren geprägt durch eine lange liberale Periode.
Diese war (innenpolitisch und außenpolitisch) geprägt durch das Wirken einzelner Personen; die Parteien konnten durch das extreme Zensuswahlrecht keine politisierende und nationbildende Kraft entfalten. Es gab drei Phasen: Von 1876 bis 1887 begann der Linksliberale Agostino Depretis die Reformierung des Staatswesens und ebnete damit den Aufstieg Italiens zur sechsten europäischen Großmacht. Sein Nachfolger Francesco Crispi versuchte, den Staat zu stärken. Er betrieb bis zu seinem Sturz 1896 eine aggressive und militaristische Außenpolitik, die auf die Eroberung von Ostafrika und auf eine italienische Vorherrschaft im Mittelmeerraum ausgerichtet war. Ab 1900 dominierte Giovanni Giolitti das politische Geschehen weitgehend und leitete eine langsame Demokratisierung des Klassensystems ein.
Die Anfangsjahre der liberalen Ära waren geprägt durch die Wirtschaftskrise in den 1880er Jahren (die Süditalien wirtschaftlich ruinierte), Arbeitslosigkeit und eine sich verstärkende Auswanderungswelle. Diese Probleme belasteten das Verhältnis zwischen Staat und Gesellschaft sehr und führten zur Herausbildung zweiter großer Oppositionsgruppen: der sozialistisch-anarchistischen und der katholischen. Dabei gelang es den Sozialisten und Republikanern bereits in den 1880er Jahren schrittweise ins Parlament zu kommen, während sich die Katholiken in nichtpolitischen Organisationen organisierten. Papst Pius IX. hatte 1874 in der Bulle Non expedit den italienischen Katholiken verboten, an demokratischen Wahlen teilzunehmen. Pius X., 1903 ins Amt gekommen, lockerte die Regel erstmals bei der Parlamentswahl 1904.
Der Beginn des italienischen Imperialismus ab 1887, mit dem die verschiedenen italienischen Regierungen die Auswanderung in die eigenen Kolonien (Sozialimperialismus) umlenken wollten, ging Hand in Hand mit der gleichzeitig vorangetriebenen Hochindustrialisierung in Norditalien. Ab etwa 1900 zählte Italien zu den weltweit führenden Industrienationen. Der um die Jahrhundertwende erstarkende Nationalismus und Irredentismus belastete die Beziehungen zu den Bündnispartnern im Dreibund zunehmend. 1911 eroberte Italien das osmanische Libyen.
Nach dem Ersten Weltkrieg folgte eine jahrelange tiefe Krise. Mussolinis Marsch auf Rom Ende Oktober 1922 beendete die liberale Ära.

### DieLinkean der Macht
Am 18. März 1876 stürzte die Opposition in einer Abstimmung im Parlament die Regierung Minghetti. Grund war das Bestreben gewesen, die im Jahr 1865 an private Unternehmen verkauften italienischen Eisenbahnen wieder zu verstaatlichen.
Der König fürchtete eine Minderheitsregierung und beauftragte den linksliberalen Oppositionsführer Agostino Depretis am 25. März 1876 mit der Regierungsbildung. Depretis war der unbestrittene Führer der Partei der historischen Linken („Sinistra Storica“) und hatte viel politische Erfahrung. Es war auch das erste Mal im neuen Königreich Italien, dass eine Regierung nur von linken Männern geleitet wurde.
Die zur Regierung gekommene Partei war allerdings zerstritten. Die ideologische Matrix der Gruppierung war progressiv-liberal, wurde aber auch von den Ideen Giuseppe Mazzinis und Garibaldis beeinflusst. Depretis bildete daher eine Regierung, die, neben der Unterstützung der Linken, auch auf die Unterstützung eines Teils der Rechten bauen konnte, die zum Sturz der Regierung Minghetti beigetragen hatten. In seinen Regierungsjahren suchte Depretis immer breite Zustimmung bei einzelnen Problemen mit Teilen der Opposition, was zum Phänomen des „Trasformismo“ (Transformation) führte. Despotische und korrupte Handlungen, die sich in autoritären Maßnahmen wie dem Verbot von öffentlichen Versammlungen und der Verbannung von als „gefährlich“ eingestuften Individuen aus ganz Italien auf abgelegene Strafinseln spiegelten, prägten jedoch ebenfalls die Regierungszeit von Depretis.
Die Wahlen vom November 1876 bestätigten Depretis’ Stabilisierungs- und Entspannungspolitik und waren ein klarer Erfolg: Von den Listen der Linken wurden 414 Abgeordnete, von den Rechten nur 94 gewählt.

#### Aufstieg zur Großmacht und neue Außenpolitik

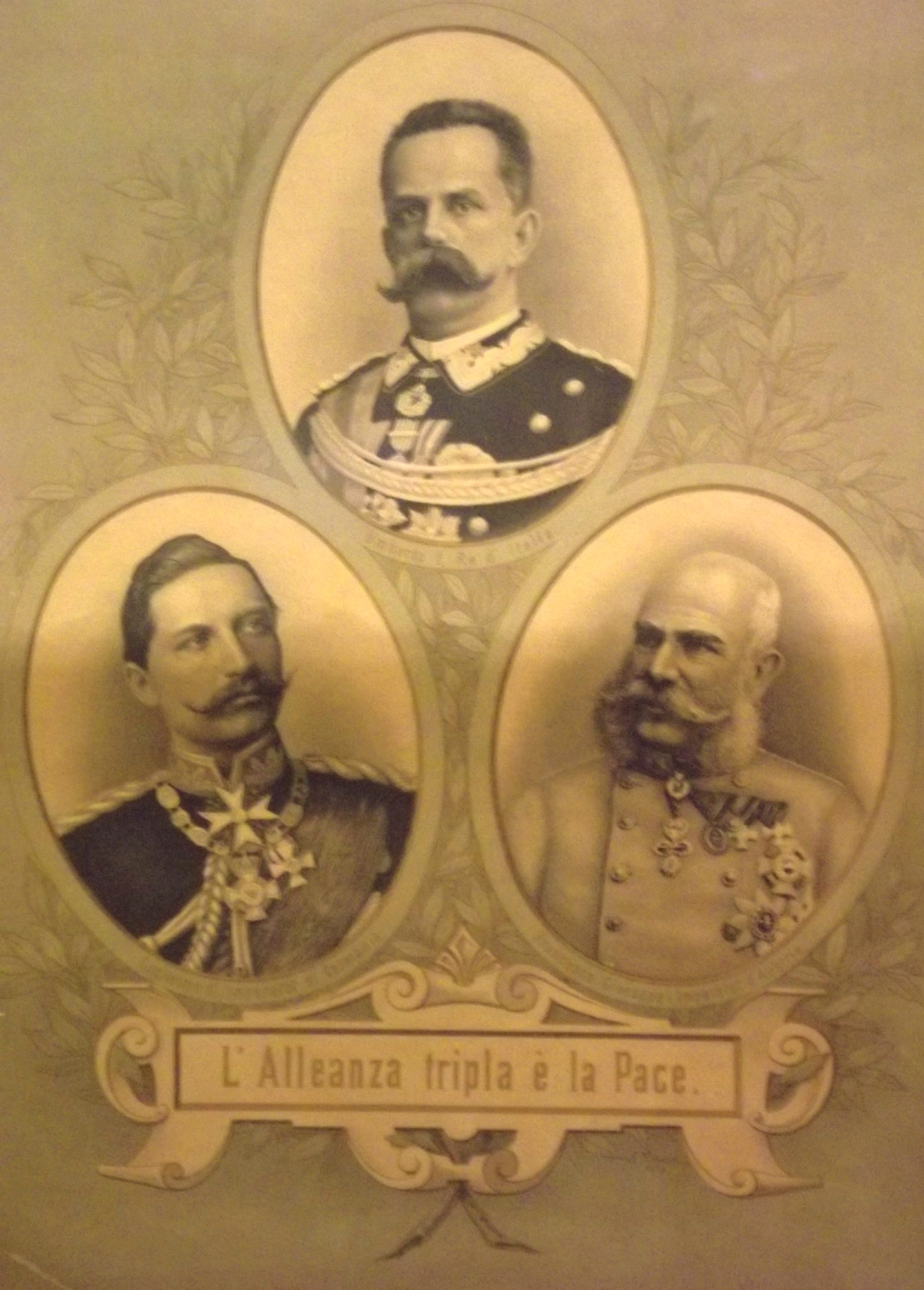
Die Herrscher des Dreibundes Umberto I., Wilhelm II. und Franz Joseph I.

In der Außenpolitik setzte Depretis in seiner ersten Regierung vorsichtig eine Annäherung an das neue Deutsche Reich durch, um der aktuellen französisch Politik der Wiederherstellung der Macht der Kirche und des Ultramontanismus unter Staatspräsident Patrice de Mac-Mahon entgegenzuwirken. Diese francophobe Haltung vertiefte sich im Mai 1877, als in Paris die Regierung Albert de Broglie gebildet wurde, die klerikale Positionen begünstigte. Die politische Krise in Frankreich und die Unsicherheit auf dem Balkan wegen des Russisch-Türkischen Krieges veranlassten ihn, den Präsidenten der Abgeordnetenkammer (Camera dei deputati) Francesco Crispi auf eine Erkundungsmission nach London, Berlin, Paris und Wien zu schicken, um für Italien neue Verbündete zu gewinnen. Die Mission zeitigte keinen Erfolg und auch ein neues deutsch-italienisches Bündnis gegen Österreich-Ungarn scheiterte am Widerstand des deutschen Kanzlers Bismarck.
Die langsame innenpolitische Stabilisierung Italiens, der kleine wirtschaftliche Aufschwung und der Ausbau der Königlich Italienischen Armee zu einer schlagkräftigen Streitkraft ermöglichten Italien bald den Aufstieg zu einer der europäischen Großmächte. Diese Aufwertung wurde auf dem Berliner Kongress vom 13. Juni 1878 bis 13. Juli 1878 bestätigt. Dennoch blieb Italien isoliert und konnte weder das osmanische Albanien noch Tunesien oder Libyen erwerben. Stattdessen musste das Königreich die Österreich-Ungarn zugesprochene Verwaltung des besetzten Bosnien und Herzegowina, die neue britische Herrschaft über Zypern und Garantien für Frankreich bezüglich Tunesien hinnehmen. Ein gescheitertes Attentat des Anarchisten Giovanni Passannante auf Umberto I. in Neapel bot die Gelegenheit, die erste Cairoli-Regierung unter dem Vorwurf der Schwäche am 19. Dezember 1878 zu Fall zu bringen.

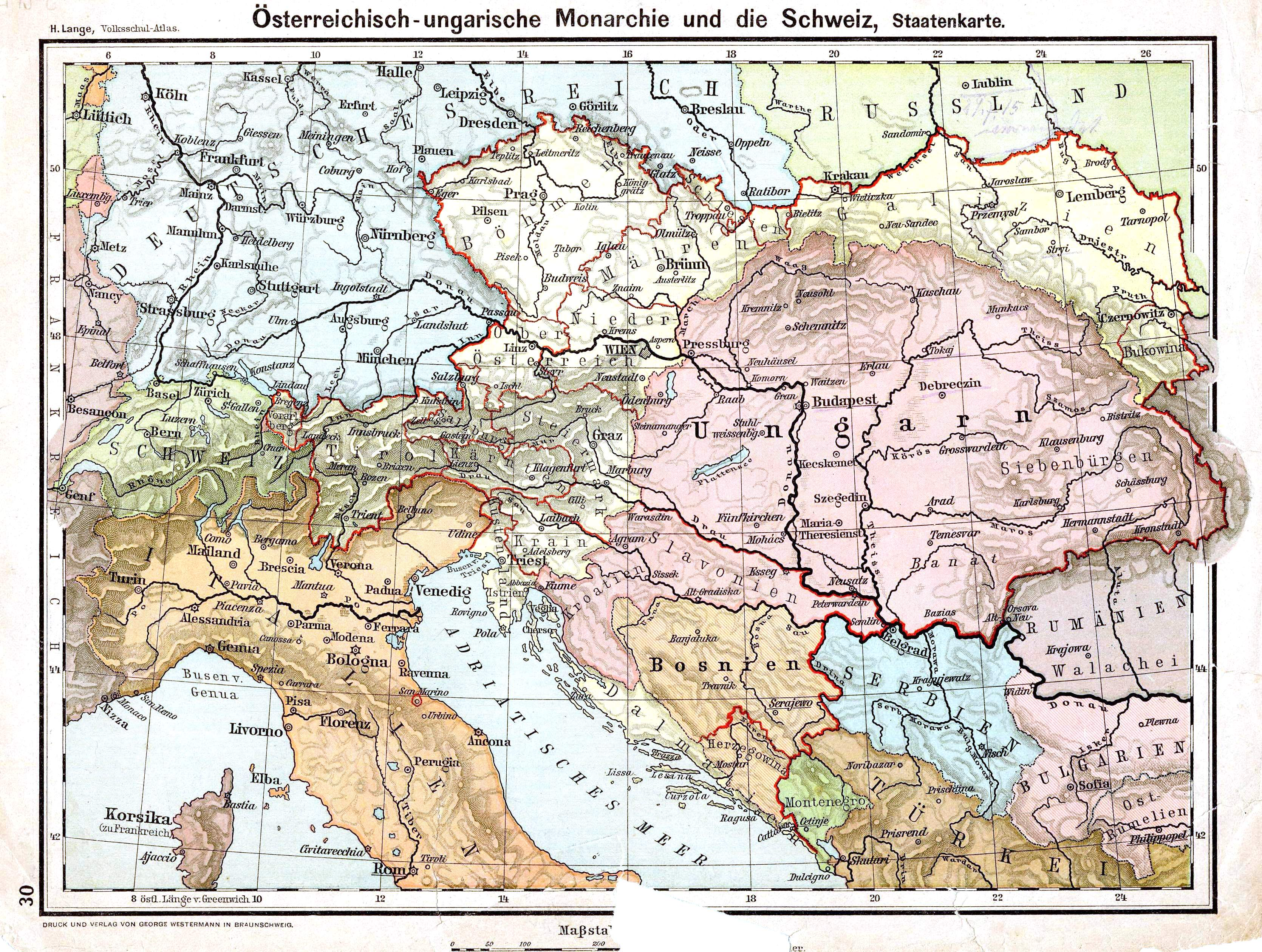
Österreich-Ungarn, das Königreich Italien und das Deutsche Reich im Jahr 1899

Depretis kehrte am 19. Dezember 1878 in sein Amt zurück und übernahm wegen der noch empfindlichen internationalen Position Italiens auch das Ministerium für auswärtige Angelegenheiten. Er verfolgte, trotz der durch die langsame Verfestigung der Bündnisse in Europa (Dreikaiserabkommen, Dreikaiserbund, Zweibund) relativ günstigen Lage Italiens, keine klare Strategie in den Beziehungen mit dem Ausland. Allerdings war es wegen der meist kurzen Amtszeiten schwierig, eine dauerhafte außenpolitische Richtung einzuschlagen.
Die außenpolitische Lage Italiens verschlechterte sich allerdings, als Frankreich sich im Jahr 1881 Tunesiens bemächtigte, an dem Italien auch interessiert war. Der sogenannte Schlag von Tunis („schiaffo di Tunisi“) war der letzte Akt einer Reihe von außenpolitischen Fehlschlägen der zweiten Regierung Cairoli (seit dem 14. Juli 1879 im Amt), durch deren offenen Irredentismus die Beziehungen zum Habsburgerreich abkühlten und die Beziehungen zu Frankreich durch die Konkurrenz der beiden Mächte um Tunesien angespannt waren. Trotz Zusagen des französischen Premierministers Jules Ferry, sich Tunesien nicht einzuverleiben, marschierten am 1. Mai 1881 französische Truppen in Tunesien ein und machten im Bardo-Vertrag Tunesien am 12. Mai zum französischen Protektorat. Die Regierung Cairoli, von der öffentlichen Kritik und Empörung in Italien überwältigt, trat am 29. Mai zurück. Der König beauftragte Quintino Sella die neue Regierung zu bilden, griff aber nach erfolglosen Versuchen auf Depretis zurück. Dieser legte in seiner vierten Amtszeit die Priorität auf die Außenpolitik und schlug nun eine strenge und konsequente Richtung ein. In der Tat beschloss er nach dem Streit auf dem Berliner Kongress und dem Schlag von Tunis, die Frage der Allianzen zu lösen. In dieser Hinsicht war König Umberto I. zu einer Verständigung mit Österreich-Ungarn und Deutschland geneigt, die die Monarchie in einer konservativen Art und Weise stärken sollten. Im Oktober 1881 reisten der Monarch und er nach Wien, wo es zu ersten Annäherungsversuchen kam.
Die Annäherung an die späteren Mittelmächte war aber wegen der früheren Kriege mit Österreich in weiten Teilen der Bevölkerung unbeliebt. Auch Depretis neigte, entgegen den Erwartungen des Königs, zu einer Allianz mit Paris. Er glaubte, die Folgen der Besetzung Tunesiens wären für Italien nicht bedrohlich, und argumentierte mit den 400.000 um 1880 in Frankreich lebenden italienischen Einwanderern. Der Außenminister, den Depretis gewählt hatte, Pasquale Stanislao Mancini befürwortete jedoch ein Bündnis mit dem wirtschaftlich und militärisch erstarkenden Deutschland. Bismarck traute Depretis’ Regierung allerdings nicht, weil sie den Ideen des neuen revisionistischen französischen Premierministers Léon Gambetta nahestand. Daher suchte er Anfang 1882 zuerst im Inneren von der Nützlichkeit einer Allianz zu überzeugen, sofern sie nicht einen Krieg mit Frankreich bedeutete. Am 20. Mai 1882 wurde in Wien der Vertrag zum Dreibund unterzeichnet, der die Isolierung Italiens durchbrach und eine Einbindung des Landes in das europäische Mächtegleichgewicht ermöglichte. Das Bündnis bestimmte für die nächsten 20 Jahre die italienische Außenpolitik und schützte Österreich-Ungarn vorerst vor italienischen Gebietsansprüchen.
Ein paar Monate später kam es allerdings zu einer ersten Krise innerhalb des Bündnisses. Auslöser war die Hinrichtung des Italieners Guglielmo Oberdan am 20. Dezember 1882 in Triest, der eines Attentates auf Kaiser und König Franz Joseph I. beschuldigt wurde. In Italien löste die Hinrichtung Proteste aus und der Dreibund verlor weiter an Beliebtheit.
Depretis’ Regierung musste mit einer Welle von anti-österreichischen Gefühlen im Volk fertig werden, die in gewalttätige Demonstrationen und Angriffe auf österreichische Büros und Konsulate in Rom mündeten, und verhielt sich neutral. Doch trotz aller Bemühungen der Regierung um Versöhnung, riss der Tod Oberdans eine tiefe Kluft zwischen Italien und Österreich auf. So blieben die Beziehungen zum österreichischen Verbündeten weiterhin schwierig, auch weil Österreich-Ungarn von Deutschland bevorzugt wurde und die beiden Mächte Italien nicht als gleichberechtigten Partner anerkannten.

#### Innenpolitische Reformen

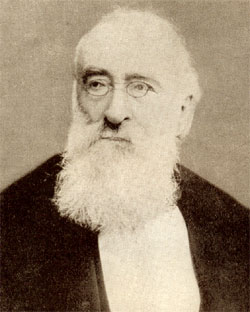
Agostino Depretis

Depretis’ lange Regierungszeit ermöglichte zahlreiche Reformen. Am 15. Juli 1877 wurde vom Innenminister Michele Coppino ein Gesetz vorgelegt, das eine zweijährige kostenlose obligatorische und säkulare Grundbildung und einen freiwilligen sechs bis neun Jahre dauernden Schulbesuch für Kinder festlegte. Der obligatorische Religionsunterricht endete dafür, was den heftigen Antiklerikalismus der Linken demonstrierte. Die Reform führte jedoch wegen der hohen Kosten zu Kritik. Im Dezember 1877 drohte Depretis von seinem radikaleren innenparteilichen Rivalen Cairoli gestürzt zu werden. König Viktor Emanuel II. stellte sich aber hinter Depretis’ Programm und behielt ihn im Amt. Es war der letzte wichtige politische Akt des Monarchen, der am 9. Januar des nächsten Jahres starb. Die neue zweite Regierung, in der Crispi, der für mehr Reformen bereit war, Innenminister wurde, setzte die Abschaffung des Ministeriums für Landwirtschaft durch, förderte Industrie und Handel und gründete das Finanzministerium, um eine bessere Kontrolle über die Staatsausgaben zu gewinnen. Solche Entscheidungen und Dekrete wurden allerdings ohne die eigentlich benötigte Beteiligung des Parlaments getroffen. Die Abmilderung der verhassten Steuer auf Mehl am 24. Juni 1879 wurde hingegen durch den Senat genehmigt. Nach den Wahlen vom 16. Mai 1880, bei denen seine Partei von 414 auf 218 Sitze schmolz, war Depretis jedoch in allen Fragen von der Unterstützung des Parlamentes abhängig und setze als Innenminister und Ministerpräsident in Personalunion seine Reformpolitik fort. Im Januar 1882 erweiterte er das Wahlrecht. So hatten alle Männer, die mindestens 21 Jahre alt waren, die zwei Jahre der Grundschule besucht hatten oder die eine jährliche Steuer von mehr als 19,80 Lire aufbringen konnten, das Recht, zur Wahl zu gehen. Nach diesem Gesetz wuchs der Anteil der Wahlberechtigten von 2,2 % der Bevölkerung im Jahr 1879, 621.896, auf 2.049.461, oder 6,9 %, das heißt auf mehr als ein Viertel der damaligen erwachsenen männlichen Bevölkerung.
Mit dem Ansatz der ersten größeren Wahlen, die vom 29. Oktober bis 5. November 1882 abgehalten wurden, kam es mit dem Aufstieg der extremen Linken („Estrema sinistra“) zu einer Beschleunigung des Zerfalls der traditionellen politischen Parteien. Auf solche Umwälzungen reagierten die beiden alten politischen Parteien mit einer Zurückstellung der ideologischen Konflikte und einer Überwindung ihrer Differenzen. Als Folge setzte sich das Konzept des trasformismo durch, das es Depretis erleichterte, Teile der gemäßigten Opposition an sich zu binden und durch ein neuartiges, moderat reformistisch auftretendes, politisch zentristisches Lager die progressiven Vorstöße der Radikalen und Republikaner im Parlament zu kontrollieren.
Innerhalb der Linken hatte dieses Konzept starke Spannungen provoziert. Als im Mai 1883 Depretis zu stürzen drohte, beschloss der Führer der Rechten Minghetti, Depretis besonders zu unterstützen, um die extremen Flügel des Parlaments zu bremsen und so den Weg zur Volkssouveränität, aus Furcht vor Anarchie und Despotie, zu verlangsamen. Dennoch neigte sich ab 1885 Depretis’ Amtszeit dem Ende zu. Die Wahlen vom Mai 1886 brachten Depretis nur einen kleinen Stimmengewinn ein und mehrere Abgeordnete der Rechten verweigerten ihm nach dem Tod von Marco Minghetti im Dezember 1886 die Unterstützung. Dazu folgte die Agrarkrise, die 1884 zur Abschaffung der Mahlsteuer führte.

#### Wirtschaftliche Modernisierungen
Wirtschaftlich verfolgte Depretis eine protektionistische Politik, forcierte die Industrialisierung Italiens und die Modernisierung der Königlich Italienischen Armee und Marine. 1878 ließ er im Zolltarif die Einfuhr von Rohstoffen gegenüber Fertigprodukten erleichtern und 1883 den Zwangskurs der Lira abschaffen. Die protektionistischen Maßnahmen sollten als Vorbereitung für die Anpassung an das Klima des internationalen Wettbewerbs dienen und brachten eine Verstärkung der Industrialisierung im Norden, vor allem in der Textil- und Stahlindustrie. Die Jahre von Depretis’ Regierungen waren auch von einem deutlichen Ausbau des Straßen- und Schienennetz geprägt, das am Ende der 1880er ein Streckennetz von 12.000 km umfasste. 1882 wurde der Gotthardtunnel mit der Schweiz eröffnet.
Die Landwirtschaft geriet im gleichen Zeitraum durch das bemerkenswert starke Wachstum der amerikanischen Getreideproduktion in eine schwere Krise. Italiens Jahresproduktion von Mais und Weizen ging von 1880 bis 1890 um ein Fünftel zurück und die Preise sanken um ein Drittel. Dafür kam es zu einer deutlichen Zunahme der Einfuhren von Getreide. Als Folge brach die Landwirtschaft im Süden zusammen. Die Krise führte zu einer Auswanderungswelle mit der Emigration von 3,6 Millionen Italienern bis zum Ende des Ersten Weltkriegs. Dennoch stützte er sich auf die konservativen südlichen Grundbesitzer und deren anachronistische Latifundienwirtschaft. Modernisierungsvorschläge, wie sie die 1877 eingesetzte Parlamentskommission unter Stefano Jacini 1884 vorlegte, wurden nicht befolgt. Stattdessen wurden die Vergrößerung des Heeres, der Marine und die Schaffung einer Schwerindustrie vorangetrieben. Dafür wurden von meist privaten Unternehmen zahlreiche Großbetriebe im Norden gegründet. Wegen der ungünstigen Ausgangslage und des Mangels an Rohstoffen und Kapital war ein schneller Aufschwung nur mit staatlicher Hilfe möglich, und darüber kam es sogleich zu einer engen Allianz von politischer Macht und dem organisierten Kapitalismus. Bereits die Verschmelzung der Schifffahrtsgesellschaft Rubattino mit der Florio-Gesellschaft zur Navigazione generale Italiana 1882 war mit staatlichen Subventionen unterstützt worden. Eine ähnliche Zuwendung vom Staat erfuhren die großen Eisenbahngesellschaften. 1884 gründete der Unternehmer Vincenzo Stefano Breda die Stahlwerke in Terni. Der Konzern konnte die Kontrolle über die Großwerften in Genua und Livorno gewinnen und blieb bis zum Ersten Weltkrieg Hauptlieferant der italienischen Kriegsmarine. Die Eisenproduktion stieg von 95.000 Tonnen (1881) auf 176.000 (1888), die Stahlproduktion im gleichen Zeitraum von 3.600 auf 158.000 Tonnen. Ein Bauboom in den Großstädten begleiteten diesen Aufschwung. Die Profite kamen allerdings nur einer kleinen Gesellschaftsschicht zugute und ohne eine effektive Sozialpolitik wurden die Klassenunterschiede nur verschärft. Der verstärkt protektionistische Zolltarif vom Juli 1887 löste einen zehnjährigen Zoll- und Handelskrieg mit Frankreich aus. Die Krise der Landwirtschaft, die große Märkte verlor und von da an teure einheimische Maschinen zur Produktion kaufen musste, löste einen verstärkten Eingriff des Staates ins Wirtschaftsleben aus und führte zu weiterer Staatsverschuldung.

#### Anfänge der Kolonialpolitik
In den zwei Jahrzehnten nach der Vereinigung begann Italien mit einer eigenen Kolonialpolitik. Zunächst richtete sich diese auf die noch wenigen freien asiatischen Territorien, vor allem Thailand, Burma, das Sultanat von Aceh, die Inseln Andamanen und Nikobaren. 1880 wollte die italienische Regierung in Sabah, dem malaysischen Teil der Insel Borneo, eine Strafkolonie errichten, entschied aber, dem ebenfalls interessierten Großbritannien freie Hand zu lassen, das die Kolonie Federated Malay States errichtete.

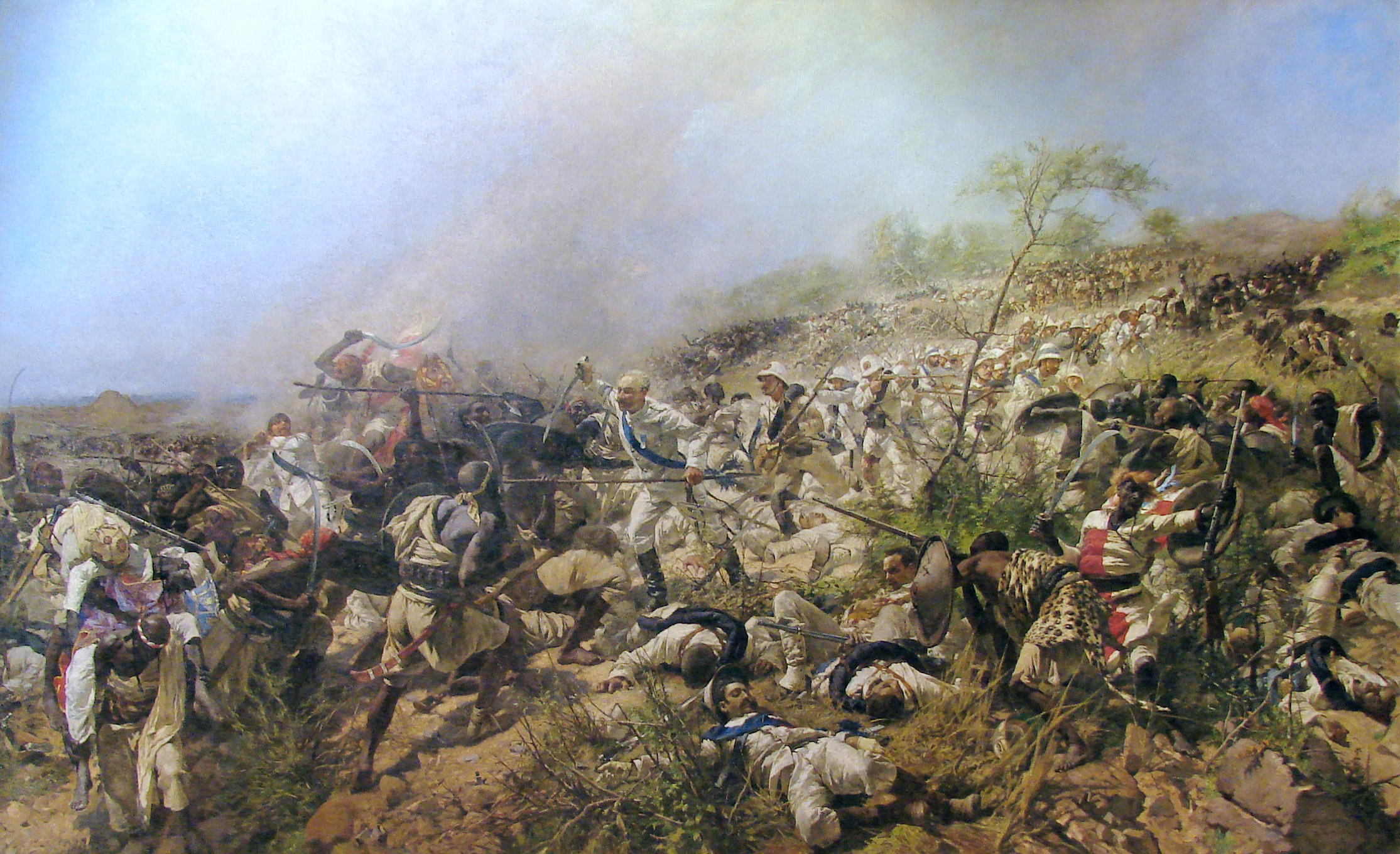
Schlacht bei Dogali (Gemälde von Michele Cammarano)

Die Ursprünge der italienischen Kolonialpolitik lagen bereits im Jahr 1861. Cavour versuchte noch kurz vor seinem Tod, um mit den Mächten Frankreich und Großbritannien mithalten zu können, eine kleine Kolonie zu schaffen, zunächst an der Küste Nigerias und auf der portugiesischen Insel Príncipe im Golf von Guinea. 1869 wurde der Forscher Emilio Cerruti vom italienischen Außenministerium nach Neuguinea entsandt, um Beziehungen mit der lokalen Bevölkerung zu etablieren. Der Forscher kam mit guten Ergebnissen für die Schaffung einer Handelskolonie und/oder Strafkolonie nach Italien zurück und legte der Regierung in Florenz Entwürfe von Verträgen vor, die von den Sultanen der Aru-Inseln und Kei-Inseln unterzeichnet wurden. Cerruti nahm sogar einige Gebiete an der Nordküste und im Westen von Neuguinea im Namen Italiens in Besitz. Im Jahr 1883 bat Italien daher die britische Regierung von William Ewart Gladstone auf diplomatischem Wege, eine italienische Kolonie in Neuguinea zu akzeptieren. Die britische Weigerung und der Widerstand der Niederlande zwangen Italien, die Kolonisation im Pazifischen Ozean und in Asien aufzugeben.
1884 wurde General Cesare Ricotti-Magnani mit der Aufstellung eines Expeditionskorps für eine mögliche Besetzung des türkischen Libyens im Falle einer französischen Aktion in Marokko beauftragt. Aber Italiens Aufmerksamkeit konzentrierte sich weiter nach Süden. Am 5. Februar 1885 Oktober besetzten seine Truppen das eritreische Massaua. Bereits 1882 hatte die italienische Regierung von der Rubattino-Reederei Assab erworben, das die erste Kolonie Italiens wurde. Von 1885 bis 1890 setzte sich Italien in Ostafrika fest. 1885 wurde die gesamte Küste zwischen Massawa und Assab erobert und einige sudanesische Randgebiete besetzt. Im Mittelmeer begnügte man sich mit dem Status quo und schloss darüber am 12. Februar mit der Mittelmeerentente ein Abkommen mit Großbritannien. Am 24. März 1887 trat Österreich-Ungarn und am 4. Mai Spanien bei.
1886 erklärte Italien dem Kaiserreich Abessinien den Krieg. Der sogenannte Eritreakrieg (Guerra d’Eritrea) begann mit einigen italienischen Siegen. Doch aus Unerfahrenheit und Leichtfertigkeit erlitten die italienischen Truppen in der Entscheidungsschlacht von Dogali vom 25. Januar bis zum 26. Januar 1887 eine entscheidende Niederlage. Diese und die hohen Kriegskosten führten zur Kritik von großen Teilen des Parlaments und bedeuteten das Ende der Ära Depretis. Am 4. April 1887 bildete er noch seine achte und letzte Regierung.

### Crispi und die „Politik des nationalen Prestiges“

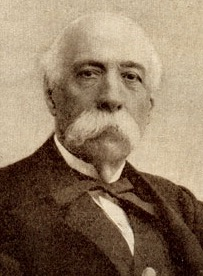
Francesco Crispi

Nach dem Tod von Depretis am 29. Juli 1887 ernannte König Umberto I. Francesco Crispi zum Ministerpräsidenten. Crispi, der unter Depretis bereits Innenminister gewesen war und dieses Amt weiter ausfüllte, wurde zudem mit dem Außenministerium betraut. Der König sympathisierte mit seinen außenpolitischen Positionen für die Unterstützung des Dreibundes und seiner Überzeugung von der Notwendigkeit, eine starke Armee zu begründen.
Crispi bestimmte von 1887 bis 1896 die italienische Innen- und Außenpolitik maßgeblich. Er bewunderte Bismarck und stand für eine autoritäre Innenpolitik und eine imperialistische „große“ Außenpolitik, welche die inneren Probleme Italiens auffangen sollte und das Land international „gewichtiger“ sowie aktiver machen würde. Seine Amtszeit („Ära Crispi“) war aber auch durch die regelmäßige Überschreitung der verfassungsrechtlichen Kompetenzen des Regierungschefs geprägt (sog. „demokratische Diktatur“) und verschärfte die inneren Gegensätze der Nation, was zu schweren Arbeitskämpfen führte.

#### Verstärkung des Militarismus
In seinem neuen Kabinett war Crispi sowohl auch Innen- und Außenminister. Mit dieser Konzentration der Macht traf er am 30. September 1887 zum Antrittsbesuch bei Bismarck in Friedrichsruh ein. Der Kanzler und der Ministerpräsident sprachen sich dabei für die Erhaltung des internationalen Kräftegleichgewichts und eine Annäherung an das Osmanische Reich aus. Auch wurde für den Dreibund eine separate deutsch-italienische Militärkonvention beschlossen, die im Kriegsfall aktiviert werden sollte und Deutschland Italien bei einer möglichen Festsetzung in Nordafrika Unterstützung zusicherte, während Italien dem Deutschen Reich bei einem Krieg gegen Frankreich helfen würde. In Ostafrika unterstützte der Kanzler die Politik Crispis, die auf eine Beendigung des Eritreakrieges mit Äthiopien gerichtet war und schlug vor Großbritannien als Vermittler einzuschalten.
Die Reise hatte einen erheblichen politischen Wert: Italiens Position unter den Großmächten war gestärkt, führte jedoch zu großer Irritation beim Russischen Reich und Frankreich. In Italien dagegen zeigte sich König Umberto I. über die Aussicht eines militärischen Abkommens mit Deutschland begeistert.

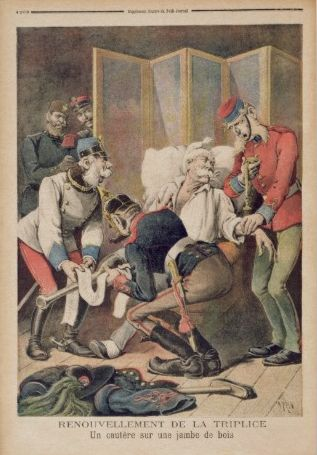
Eine französische Karikatur zur angeblichen Schwäche des Dreibundes. Der deutsche und österreichisch-ungarische Verbündete müssen dem schwächelnden Italien zu Hilfe kommen.

Nach dem Treffen in Friedrichsruh bat Bismarck die britische Regierung, Druck auf Äthiopiens Kaiser Yohannes IV. auszuüben und diesen zu einem Frieden mit Italien zu bewegen. Der britische Premierminister Salisbury erreichte einige Zugeständnisse von Äthiopien, und Crispi war im Frühjahr 1888 in der Lage, zu verkünden, dass seine Politik in Afrika auf eine Sicherung des Friedens gerichtet war. Dies ermöglichte die Konsolidierung der Kräfte der Königlich Italienischen Armee, die nun zu einem Großteil in Europa bleiben konnte, und eine umfassende Modernisierung, die mit dem Ausbau der Schwerindustrie und der massiven Erweiterung des italienischen Straßen- und Eisenbahnnetzes erreicht werden sollte.
Am 12. Dezember 1887 unterzeichneten Italien, Großbritannien und Österreich-Ungarn, auf Anregung von Bismarck, ein zweites Mittelmeerabkommen, in dem sich Crispi und der österreichisch-ungarische Außenminister Gustav Kálnoky verpflichteten, auch den Status quo in Osteuropa und auf dem Balkan zu erhalten, und Österreich-Ungarn für jede Veränderung auf dem Balkan Italien Kompensationen zusicherte.
Der in Italien erstarkende Nationalismus, den Crispi aufheizte und für seine irredentistischen Ideen gegenüber Frankreich benutzte, die auf eine Rückgewinnung Nizzas sowie Savoyens und eine Erweiterung des italienischen Staatsgebietes bis zur Rhone, Korsika und auf Tunesien abzielten, führte zu starken Verstimmungen mit Frankreich. Bismarck forderte aber von Italien als Bedingungen des deutsch-italienischen Militärabkommens vom 28. Januar 1888 die Aufrechterhaltung des Friedens in Europa. Crispi sicherte dem Deutschen Reich dennoch im Konfliktfall mit Frankreich die Entsendung eines 200.000 Menschen starken Expeditionskorps an den Rhein zur Unterstützung der deutschen Armee zu.
Frankreich begann sich auf das Schlimmste vorzubereiten und verstärke seine Aktivität im Mittelmeer. Crispi, der die Grenzen der italienischen Flotte in Bezug auf die französische kannte, versuchte Österreich-Ungarn erfolgreich zur politischen Unterstützung zu bewegen. Dafür konnte Crispi das Königreich Rumänien zur formalen Anerkennung der ungarischen Souveränität über Siebenbürgen bewegen. Der Konflikt mit Frankreich führte schließlich beide Länder 1888–1890 an die Schwelle eines Krieges. Als der Ausbruch dennoch immer wieder verhindert werden konnte, begann Crispi in diesem Zeitraum die Erhöhung der italienischen Militärausgaben voranzutreiben, um die Armee und Flotte auf einen möglichen Präventivkrieg vorzubereiten. Der Besuch des neuen deutschen Kaisers Wilhelm II. in Rom 1888, der von großer symbolischer Bedeutung für die internationale Anerkennung als italienische Hauptstadt war, hatte ihn dabei in seinem Unterfangen bestärkt. Im Dezember des gleichen Jahres legte er im Parlament einen Gesetzentwurf vor, der die Militärausgaben auf ein Drittel der staatlichen Ausgaben erhöhen sollte. Crispi verwies dabei auf den Ausnahmecharakter der Situation in Europa und die Tatsache, dass alle Nationen rüsteten. Das Gesetz wurde verabschiedet, führte aber zu wachsenden sozialen Spannungen im Land. Schließlich musste er den unpopulären Finanzminister Agostino Magliani zum Rücktritt zwingen und ersetzte ihn durch Costantino Perazzi, der im Februar 1889 Steuererhöhungen ankündigte. Vertreter der Rechten und der extremen Linken schlossen sich zusammen, um den neuen Maßnahmen und dem Premierminister entgegenzutreten, der am 28. Februar auch seinen neuen Finanzminister entlassen musste. Crispi beschloss eine umfassende Regierungsumbildung vorzunehmen und konnte auf den Rückhalt des Königs, der sein Vertrauen in die nächste Regierung erneuerte, der Schwerindustrie und der irredistischen Bewegung setzen. Auch im Parlament konnte der Ministerpräsident auf eine breitere Basis setzen und seinen aggressiven außenpolitischen und militaristischen Kurs fortsetzen.
Nach der kleinen Regierungskrise begleitete Crispi im Mai 1889 König Umberto I. auf seinem Staatsbesuch bei Wilhelm II. in Berlin. Bei einem Treffen mit Bismarck und dem Chef des Generalstabes Alfred von Waldersee, gestand dieser Crispi, dass das deutsche Heer nicht für einen Krieg gegen Frankreich vorbereitet sei. Crispi beschloss daraufhin seine aggressive Außenpolitik gegenüber Frankreich zu beenden und sich wieder auf Afrika zu konzentrieren.

#### Reformierung der Verwaltungs- und Sozialpolitik

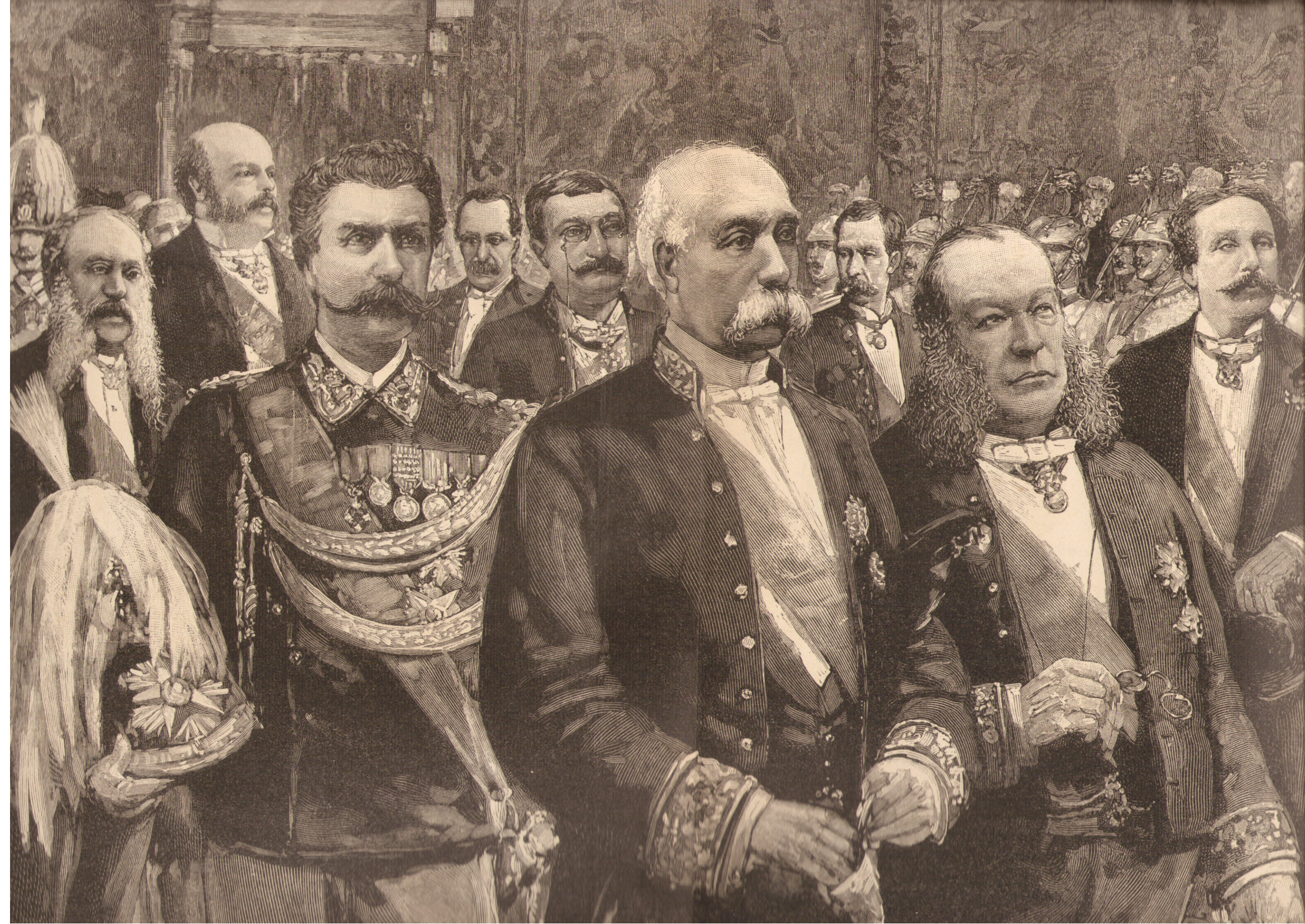
Crispi und seine Minister bei einer Audienz beim König im Quirinalspalast 1888. Neben Crispi der damalige Finanzminister Agostino Magliani; hinter ihm Kriegsminister Ettore Bertolè Viale

Auch in Inneren Italiens gelangen Crispi beachtliche Erfolge. Am 9. Dezember 1887 wurde in der Abgeordnetenkammer und zwei Monate später im Senat sein Gesetz zur „Neuordnung der zentralen Verwaltung des Staates“ angenommen. Es stärkte die Rolle des Regierungschefs und schrieb endgültig die Rolle der Exekutive gegenüber dem Parlament fest. Gleichzeitig gab es ihr das Recht über die Anzahl und die Funktionen der Ministerien zu entscheiden. Allerdings musste sie dafür immer die Zustimmung des Königs einholen. Ein anderer Punkt regelte die Einsetzung von parlamentarischen Unterstaatssekretären in jedem Ministerium, die den politischen Charakter der Regierung verstärken sollten. Bereits am 4. September 1887 war ein Sekretariat für den Ministerpräsidenten eingerichtet worden, das seine Gesetzesentwürfe und Statuten überprüfen sollte, bevor sie dem Parlament vorgelegt werden sollten, und ihn ständig über den Zustand der Nation informierte. 1888 kam es zur Liberalisierung des Strafgesetzbuches, das die Todesstrafe abschaffte und formell das Streikrecht legalisierte. Der nach dem Justizminister Giuseppe Zanardelli benannte „Zanardelli-Code“ beruhte auf dem piemontesischen Strafrecht von 1859, milderte aber dessen Klassencharakter und setzte dazu die Strafen für Eigentumsdelikte herab. Eine andere liberale Reform im gleichen Jahr war die Erweiterung des Wahlrechts auf kommunaler und provinzieller Ebene. Es wurde im Juli 1888 verabschiedet und verdoppelte fast die Anzahl der lokalen Wähler. Auch ermögliche es Gemeinden mit über 10.000 Einwohnern und in allen Landeshauptstädten, sowie denen von Landkreisen und Bezirken, ihre Bürgermeister selbst zu wählen und führte Verwaltungsgerichte ein. Diese Erweiterung der regionalen Befugnisse war jedoch mit einer Stärkung der Befugnisse des Staates auf überregionaler Ebene und der Leiter der Verwaltungsprovinzräte verbunden. Die Reform wurde vom Senat im Dezember 1888 genehmigt und trat im Februar Jahr 1889 in Kraft.
Um die sozialen Verhältnisse des Großteils der Bevölkerung zu verbessern, erließ Crispi 1888 ein Gesetz, mit dem eine staatliche Gesundheits- und Hygienepolitik begann. Unter dem Grundsatz, dass der Staat die Verantwortung für die Gesundheit der Bürger trage, richtete er im Innenministerium eine Direktion für die öffentliche Gesundheit ein, in der auch Ärzte an der Entscheidungsfindung beteiligt waren. Auch wurden für alle Gesellschaftsgeschichten ärztliche Besuche beziehungsweise Kontrollen verpflichtend. Vorausgegangen war dem der Ausbruch einer Choleraepidemie zwischen 1884 und 1885 in Süditalien, der zwischen 18.000 und 55.000 Menschen zum Opfer gefallen waren.
Im März 1889 erließ Crispi ein Gesetz zum Schutz der Bürger gegen staatliche Rechtsverletzungen. Es regelte die Schaffung eines neuen Postens im Ministerrat, der Streitigkeiten zwischen betroffenen Bürgern und der Bürokratie schlichten oder lösen sollte.
Um den Staat endgültig auf eine sichere Grundlage stellen zu können, wurden von Crispi ab 1891 noch der Staatshaushalt und das Bildungssystem reformiert. Beim Bilanzausgleich konnten aber nur Steuererhöhungen angegangen werden. Wegen der ab 1890 beginnenden Bankenkrise wurde zeitweise der corso forzoso eingeführt und die Kompetenzen der 1893 gegründeten Staatsbank Banca d’Italia erweitert, es kam zu einer Reorganisation des Kreditwesens und der Einführung der Banca mista nach dem Vorbild der deutschen Universalbanken. Im Schulwesen setzte Unterrichtsminister Paolo Boselli auf dessen Vereinheitlichung und eine stärkere Einbeziehung technischer Bildung in den Unterricht.

#### Zunahme der inneren Spannungen
Crispis autoritäre Politik führte zu einer Verstärkung der inneren Konflikte in Italien. Ein Skandal um die Banca Romana brachte die Korruption der führenden Schichten an den Tag und diskreditiere diese in den Augen der italienischen Bevölkerung. Der sich radikalisierende Antiklerikalismus Crispis führte zur gesetzlichen Verdrängung der katholischen Kirche auf dem Gebiet der sozialen Fürsorge und der Enteignung ihre letzten Stiftungen und sicherte so das staatliche Monopol auf diesem Gebiet. Auf den Aufwind der organisierten Arbeiterschaft und sich zuspitzende Arbeitskämpfe reagierte er mit Ausnahmegesetzen und verstärkten Repressionsmaßnahmen.

Der Jurist Filippo Turati forcierte nach dem Vorbild der deutschen Sozialdemokratie 1892 den Zusammenschluss diverser sozialistischer Strömungen zur einheitlichen Partei Partito Socialista Italiano

1889 kam es zu einer ersten großen Repressionswelle. Dabei wurden vor allem Aktivisten der seit 1896 verbotenen und nun im Untergrund tätigen italienischen Arbeiterpartei (Partito Operaio Italiano) verhaftet. 1890 verpflichtete Crispi alle Gemeinden, sich um ihre lokalen Armen und Wohltätigkeitsorganisationen zu kümmern und finanzielle Spenden nur mit der Genehmigung der Landesregierung anzunehmen. Damit schaltete er den Einfluss der Kirche vollständig aus. Papst Leo XIII. verurteilte diese Politik im Dezember 1899 als antireligiös und bestärke die frommen italienischen Katholiken in ihrer Abwehrhaltung gegenüber dem italienischen Staat. Die Wahlen vom 23. November 1890 waren jedoch ein außerordentlicher Erfolg für Crispis Politik. Von 508 Abgeordneten gehörten 405 seinem politischen Lager an. Aber schon im Januar 1891 verschlechterte sich die Situation wegen des hohen Haushaltsdefizites. Am 31. Januar wurde Crispi schließlich zum Rücktritt gezwungen.
Der Sturz Crispis brachte zwei kurzzeitige Regierungen an die Macht. Die erste rechtsgerichtete Regierung von Antonio Starabba di Rudinì war instabil und konnte 1891 lediglich die Verlängerung des Dreibundes durchsetzen. Im Mai 1892 wurde sie gestürzt und am 15. Mai Giovanni Giolitti neuer Ministerpräsident. Die erste Regierung Giolitti konnte sich jedoch auf eine nur knappe Mehrheit verlassen und wurde im Dezember 1892 in den Banca Romana-Skandal verwickelt. Giolitti wurden unrechtmäßig erworbene Gewinne vorgeworfen. Auch der König war kompromittiert und eine Rückkehr Crispis schien unausweichlich. Nachdem eine gerichtliche Untersuchung der Banca Romana diesen entlastet und sich im Oktober 1893 die Finanzkrise gefährlich zugespitzt hatte, berief Umberto I. ihn am 25. November wieder ins Amt. Giolitti hatte bereits einen Tag zuvor seinen Rücktritt erklärt.
Am 15. Dezember stellte Crispi seine neue Regierung vor. Er leitete auch das Innenministerium. Als Innenminister war er vor allem mit dem Aufstieg der im September 1893 gegründeten italienischen sozialistischen Partei (Partito Socialista Italiano (PIS)), die den Kampf gegen den bürgerlichen Nationalstaat aufnahm, dem in Italien weit verbreiteten Anarchismus und der sich organisierenden katholischen Opposition konfrontiert. Auch die Kampfbereitschaft der Arbeiter, die besonders schwere Auswirkungen für die Insel Sizilien hatte, zwang ihn sich in seiner zweiten Amtszeit vorrangig mit der Innenpolitik auseinanderzusetzen.
Die Aufstandsbewegung der „Fasci siciliani“, denen Arbeiter aus Landwirtschaft und Bergbau in ganz Sizilien angehörten, zwang Crispi als Premierminister, die staatliche Ordnung auf der Insel wiederherzustellen. Er erklärte am 2. Januar 1894 den Belagerungszustand auf der Insel. Eine 40.000 Soldaten starke Armee wurde unter dem Befehl von General Roberto Morra di Lavriano entsandt. Sie setzte Militärgerichte ein, verbot öffentliche Versammlungen, konfiszierte Waffen, führte eine Pressezensur ein, verübte Massaker an mit dem Aufstand sympathisierenden Bauern, Studenten und Lehrern und verweigerte allen verdächtigen Staatsbürgern die Einreise auf die Insel.
Anfangs erhielten Crispis Maßnahmen erhebliche Unterstützung im Parlament. Im Februar begann die parlamentarische Unterstützung zu schwinden, und Crispi versuchte das Vorgehen mit der Berufung auf die Verteidigung der nationalen Einheit zu legitimieren; als bekannt wurde, dass die Randalierer offen separatistische Absichten zeigten, konnte er sich durchsetzen und die Bewegung wurde noch im selben Jahr aufgelöst und deren Führer verhaftet.
Die Bekämpfung der Aufständischen belastete den Staatshaushalt sehr. Im Februar 1894 stellte Finanzminister Sidney Sonnino ein Defizit von 155 Millionen Lire fest. Die öffentlichen Ausgaben wurden aber nur um fast 27 Millionen Lire gekürzt, weil Crispi keine Einsparungen in der Militärpolitik machen wollte. Dann forderten er und Sonnino Steuererhöhungen, wollten aber sowohl die Wohlhabenden mit einer Einkommens- und Grundsteuer, aber auch die Ärmeren mit einer Erhöhung der Salzsteuer belasten. Die Vorschläge des Ministerpräsidenten und des Finanzministers stießen auf eine harte parlamentarische Opposition. Die Blockadepolitik zwang am 4. Juli Sonnino zur Aufgabe seines Ministerpostens. Am 5. Juni folgte Crispi und kündigte den Rücktritt der gesamten Regierung an.
Der König gab den Auftrag zur Regierungsbildung am 14. Juni an Crispi zurück. Dieser machte Paolo Boselli anstelle von Sonnino zum neuen Finanzminister und kündigte an, die Einführung einer Steuer auf Land aufzugeben. Seine verbesserte politische Position und ein gescheitertes Attentat des jungen Anarchisten Paolo Lega, der am 16. Juni 1894 in Rom aus kürzester Entfernung eine Kugel auf Crispi abfeuerte, ermöglichten es dem Ministerpräsidenten seine Finanzpolitik schnell durchs Parlament durchzubringen. Dies begünstigte auch die Verabschiedung des Gesetzes über die Steuer von 20 % auf Zinsen auf Staatsanleihen, die wichtigste Bestimmung des Gesetzes des Finanzministers Sonnino. Unter seinem Nachfolger Boselli kamen noch Zollerhöhungen und eine Erhöhung der Steuern auf elektrischen Strom, Zucker, Baumwolle und Stadtgas hinzu. Dies führte Italien langsam aus der Krise und bereitete den Weg für eine umfassende wirtschaftliche Erholung vor, machte die Regierung aber zunehmend unpopulär.
Nach der Lösung der finanziellen Probleme widmete sich Crispi der Bekämpfung der stärker werdenden Opposition. Am 10. und 11. Juli 1894 wurden zwei Gesetze verabschiedet, die unter anderem die Verhaftung von Menschen ermöglichten, die sich gegen die soziale Ordnung richteten und die Arbeit der extremen Linken einschränkten. So wurden aus dem Wählerverzeichnis der Wahlen von 1895 fast 800.000 Wähler der Linken gelöscht.
1894 legte Giovanni Giolitti dem Parlament ein paar Dokumente vor, um Crispi zu diskreditieren. Es handelte sich dabei um die Papiere eines bei der Banca Romana aufgenommenen Darlehens von Crispi und seiner Frau. Die Dokumente wurden von einer parlamentarischen Untersuchungskommission untersucht und deren entlastendes Ergebnis am 15. Dezember veröffentlicht. Im Parlament kam es daraufhin zu Unruhen und Crispi legte dem König ein Dekret zur Auflösung des Parlaments vor. Giolitti musste daraufhin nach Berlin flüchten, weil seine parlamentarische Immunität abgelaufen war und er Gefahr lief, wegen einer Klage Crispis verhaftet zu werden. Am 13. Januar 1895 wurde das Parlament aufgelöst.

#### Einstieg in den überseeischen Imperialismus
Um Italiens Position unter den Großmächten des späten 19. Jahrhunderts zu untermauern, erreichte der italienische Kolonialismus unter Crispi eine neue Dynamik. Obwohl Italien eher noch schwach an militärischen und wirtschaftlichen Ressourcen im Vergleich zu Großbritannien, Frankreich oder dem Deutschen Reich war, gelang es Crispi, die bisherigen italienischen Besitzungen zu konsolidieren und auszudehnen. Es erwies sich aber als schwierig, wegen der großen inneren Widerstände, der hohen militärischen Kosten und dem geringen wirtschaftlichen Wert der Einflusssphären, eine effektive Kolonialpolitik zu betreiben.
Italien wurde bei seinen kolonialen Unternehmungen von Großbritannien, das den französischen Einfluss in Afrika eindämmen wollte, und vom Dreibund unterstützt. Dies verschaffte Crispi den nötigen außenpolitischen Rückhalt, um im Inneren die Unterstützung der italienischen Nationalisten zu gewinnen, die teilweise die Errichtung eines neuen Römischen Reichs anstrebten. Auch wegen der alteingesessenen großen italienischen Gemeinschaften in Alexandria, Kairo und Tunis oder der Entsendung von Missionaren in unbesiedelte Gebiete, die für eine mögliche italienische Kolonialisierung „vorbereitet“ werden sollten, fühlte sich die italienische Regierung mit dem König in ihrem Unterfangen bestärkt.

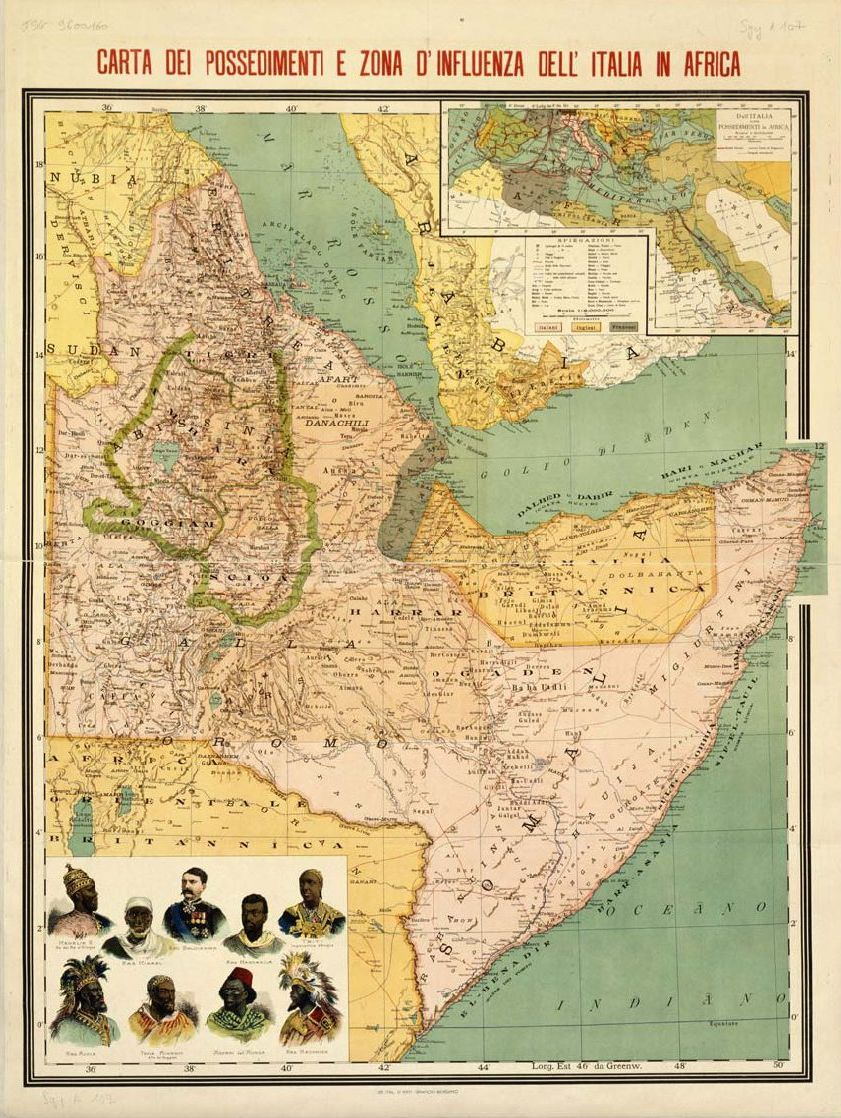
Italienische Besitzungen und Einflusszonen auf ihrem Höhepunkt in Ostafrika (1896)

Crispi wandte seine Aufmerksamkeit auf Ostafrika, wo das Kaiserreich Abessinien unter Johannes IV. von den Mahdisten aus dem Sudan bedroht wurde. Johannes IV. weigerte sich, den seit 1885 dauernden Eritreakrieg mit Italien zu beenden und wurde im März 1889 von Mahdisten getötet. Bereits am Ende des Jahres 1888 beauftragte Crispi den Kriegsminister Ettore Bertolè Viale in die Offensive zu gehen und Asmara zu besetzen. Der Besetzung kam aber der Vertrag von Uccialli vom 2. Mai 1889 zuvor, den König Umberto I. mit dem neuen äthiopischen Kaiser Menelik II. schloss. Im Vertrag trat Abessinien die Hoheitsrechte über die Stadt und einen großen Teil der eritreischen Hochebene ab und akzeptierte vorerst auch die Errichtung eines italienischen Protektorats über Äthiopien, im Austausch für die Fortsetzung der italienischen Entwicklungs- und Militärhilfe zur Stabilisierung von Meneliks Reich.
Crispi hielt es nicht für notwendig, den Vertrag dem Parlament vorzulegen, da Italien immer noch im Krieg war und der König konstitutionell frei handeln konnte. Einige Abgeordnete der extremen Linken und der Rechten stellten die Kolonialpolitik aber in Frage und drohten diese um die Jahrzehntwende noch zu stoppen. Crispi setzte aber auf die sich rasch ausbreitende Begeisterung für die Expansion in Afrika in Italien und konnte prominente Gegner des Kolonialismus wie Giovanni Giolitti zur Änderung ihrer Haltung bewegen. Asmara wurde schließlich im August 1889 erobert und die erste große italienische Kolonie Eritrea wurde offiziell im Jahr 1890 gegründet. Der Besitz der Häfen von Massawa und Assab verschloss Äthiopien den Zugang zum Roten Meer und machte das Land faktisch wirtschaftlich abhängig von Italien. Der Handel zwischen den beiden Mächten wurde durch niedrige Zölle gefördert. Italien exportierte Fertigprodukte nach Äthiopien und importierte dafür Kaffee, Bienenwachs und Tierhäute.

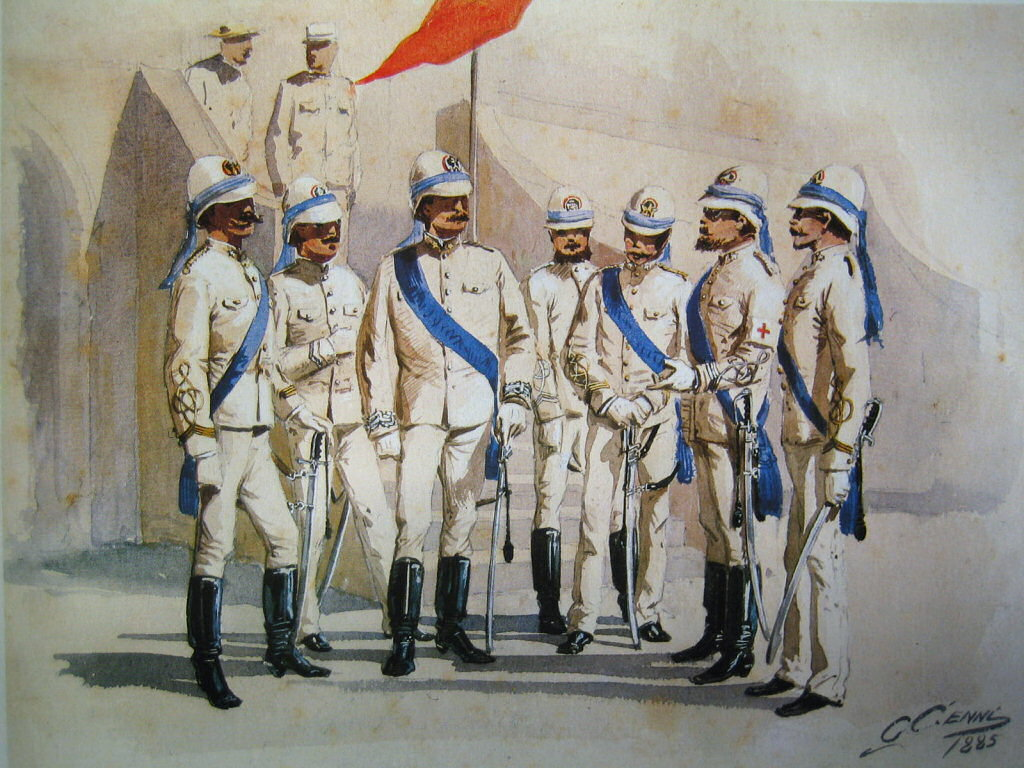
Italienische (Kolonial)truppen in Afrika (Gemälde von Quinto Cenni)

1888 begann auch die italienische Landnahme in Somalia. Italien gewann durch Vereinbarungen des italienischen Konsuls in Aden mit mehreren Sultanen Protektorate über die Sultanate Hobyo und Majerteen. 1892 pachtete die private italienische Handelsgesellschaft Filonardi vom Sultanat Sansibar die Häfen der Region Banaadir (einschließlich Mogadischu und Baraawe). Es diente dem Königreich Italien als Ausgangspunkt für Expeditionen in die Mündung des Juba und die Errichtung eines Protektorats über die Stadt Lugh. Im gleichen Jahr zwang die italienische Regierung Sansibar, Merka und Warsheikh an Italien zu verpachten und später zu verkaufen. Die 1887 erworbene Stadt Kismaayo wurde an die Briten verkauft und an Britisch-Ostafrika angeschlossen.
Im Sommer 1894 versuchten die Mahdisten in Eritrea einzudringen, wurden aber in Agordat gestoppt. Der regionale Militärkommandeur General Oreste Baratieri verlegte seine Truppen an die sudanesische Grenze und befahl am 16. Juli 1894 einen Angriff auf das sudanesische Kassala, das nach kurzem Kampf genommen wurde. Die Stadt sollte als Sprungbrett für eine Kampagne gegen das Mahdireich dienen und den italienischen Einflussbereich ausdehnen. Die die Italiener unterstützenden Briten lehnten aber die italienische Hilfe ab aus Angst, dass Italien sich den ganzen Sudan einverleiben würde. Die italienische Garnison in Kassala wurde im Dezember 1897 abgezogen und die Stadt dem neuen anglo-ägyptischen Sudan zurückgegeben. Der Mahdi-Aufstand wurde schließlich mit der Schlacht von Omdurman am 2. September 1898 beendet.
Crispi richtete die italienischen Kolonialbestrebungen nach der erfolgreichen Intervention im Sudan wieder auf Äthiopien. General Baratieri stieß im Dezember 1894 auf äthiopisches Gebiet vor und eroberte bis zum Januar 1895 die äthiopische Region Tigray. Im März okkupierte Barattieri auch Adigrat und bewegte sich auf Adua zu. An dieser Stelle ließ Crispi wegen der hohen Militärkosten von über neun Millionen Lire den italienischen Vormarsch aussetzen.
Die Wahl am 26. Mai 1895 brachten Crispi einen letzten hohen Sieg ein. Mitte 1895 war Crispi aber mit ernst zu nehmenden Schwierigkeiten in der Kolonialpolitik konfrontiert: Frankreich und das Russische Reich lieferten erhebliche Mengen moderner Waffen an Menelik, und Deutschland und Großbritannien hatten nicht die Absicht, Italien militärisch zu helfen. Der Rückzug von Bismarck aus dem politischen Leben 1890 hatte seit vielen Jahren die internationale Position von Crispi geschwächt, und im Herbst 1895 wurde klar, dass die Äthiopier eine größere Offensive gegen die Italiener vorbereiteten. Abessinien kündigte im gleichen Jahr den Vertrag von Uccialli und weigerte sich weiterhin, der italienischen Außenpolitik zu folgen. Crispi verwendete dies als Grund, ganz Äthiopien zu unterwerfen. Der nun überschäumende italienische Militarismus und Nationalismus gab ihm Rückenwind gegen die sich zurückhaltende Opposition.

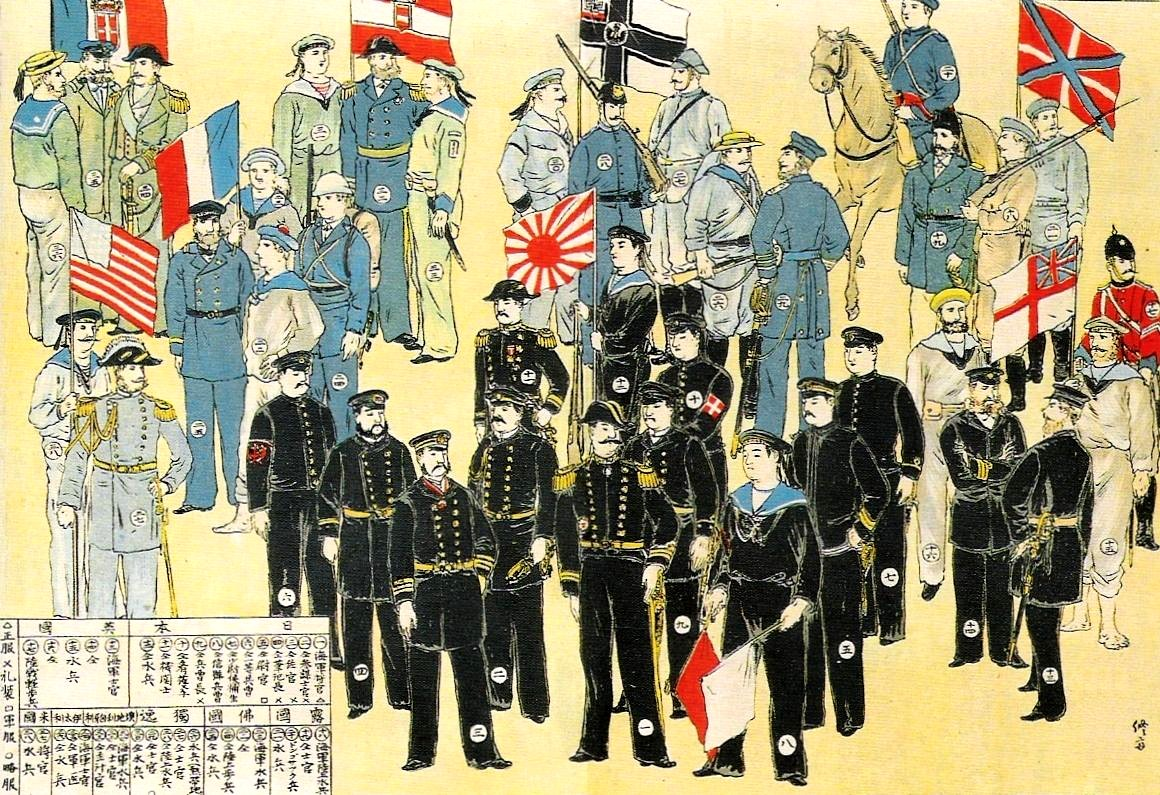
Die Truppen der Vereinigten acht Staaten auf einer japanischen Zeichnung (Italien ist ganz links abgebildet)

Im Dezember 1895, als ein italienischer Vorposten auf dem Berg Amba Alagi vom äthiopischen Heer angegriffen wurde, ersetzte Crispi Baratieri durch Antonio Baldissera und bereitete die Entsendung von weiteren 25.000 Soldaten ins Krisengebiet vor. Dies erhöhte die Kriegskosten um weitere 20 Millionen Lire und zwang die Italiener vorerst zur Defensive. Als aber am 7. Januar 1896 ein weiterer italienischer Vorposten in Mek’elē von der Armee Äthiopiens eingekesselt und eingenommen wurde, setzte die Königlich Italienische Armee die Offensive fort.
Am 8. Februar beauftragte Crispi Baratieri mit der Planung eines Entscheidungsschlags gegen Äthiopien und gab ihm das Kommando über weitere 10.000 nach Eritrea geschickte Soldaten. Dieser schlug zuerst die Eröffnung einer zweiten Front vor, beschloss am 28. Februar, Meneliks Kräfte bei Adua anzugreifen. Die Schlacht von Adua am 1. März 1896 endete mit einer schweren italienischen Niederlage. Die kleine italienische Armee war dabei von der zahlenmäßig weit überlegenen äthiopischen Armee überwältigt worden und Italien wurde zum Rückzug nach Eritrea gezwungen. Die gescheiterte äthiopische Kampagne war eine internationale Blamage für Italien, da es von einem Entwicklungsland entscheidend geschlagen worden war.
Als die Nachricht der Niederlage in Italien ankam, brachen schwere Unruhen, vor allem in der Lombardei, aus. Am 4. März 1896 trat Crispi vor sein Kabinett und erklärte seinen Rücktritt. Am nächsten Tag wurde dieser öffentlich und von UmbertoI. angenommen.
Eine – vorerst letzte – koloniale Erwerbung gelang Italien 1900 in China. Nachdem im März/April 1899 eine Besetzung der chinesischen Provinz Zhejiang unter dem diplomatischen Druck anderer Großmächte gescheitert war, beteiligte sich Italien vom 2. November 1899 bis zum 7. September 1901 als Teil der Vereinigten acht Staaten-Allianz an der Niederschlagung des Boxeraufstandes. Am 7. September 1901 erhielt es dafür von der regierenden Qing-Dynastie eine Konzession in Tianjin. Am 7. Juni 1902 wurde diese von einem italienischen Konsul offiziell in Besitz genommen.

### Politik um die Jahrhundertwende
Das Ende der Ära Crispi milderte die innen- und außenpolitischen Spannungen. Sein von Umberto I. am 10. März 1896 berufener Nachfolger Antonio Starabba di Rudinì von der historischen Rechten beendete auf Druck der sozialistischen Partei im Frieden von Addis Abeba (25. Oktober 1896) den ersten Italienisch-Äthiopischen Krieg und erkannte notgedrungen die Souveränität Äthiopiens an. Er erließ eine Generalamnestie für alle Gefangenen der Fasci siciliani-Bewegung und gab Anstöße für eine Humanisierung der Arbeitswelt. Unter ihm begann auch der Prozess der Integration der Unterschichten in den Staat. Dadurch wurde der Grundstein für eine effektive Sozialpolitik und Sozialgesetzgebung gelegt, die mit der Entstehung einer Alters- und Erwerbsunfähigkeitsversicherung, sowie der Verpflichtung der Krankenversicherung für Industriearbeiter begann.
In der Außen- und Kolonialpolitik begannen Starabba di Rudinì und sein Außenminister Emilio Visconti-Venosta einen Prozess der Entspannung mit Frankreich, das nach dem Sturz Crispis wieder um Italien warb. Die zunehmende Entfremdung zwischen Großbritannien und dem wilhelminischen Deutschen Reich wollte die italienische Regierung nicht mittragen. Davor warnten auch gesellschaftliche Kontraste: nur die Konservativen um Umberto I. hielten zum Dreibund, während die liberaleren, irredentistischen und ultranationalistischen Gesellschaftsgruppen unter seinem Sohn Kronprinz Viktor Emanuel eher pro-französisch oder britisch eingestellt waren. 1896 schloss Italien daher einen Handelsvertrag mit Tunesien, in dem es, entgegen den Interessen der dortigen italienischen Siedler, das französische Protektorat anerkannte. 1898 folgten ein Handelsvertrag mit Frankreich und, trotz heftiger Widerstände der italienischen Kolonialbewegung, die Rückgabe der Stadt Kassala an das britisch besetzte Khedivat Ägypten, was die Beziehungen mit Großbritannien verbesserte.
Die finanziellen Schwierigkeiten Italiens nach dem Äthiopienkrieg hatten den einheitlichen Staat in eine Krise noch nie da gewesenen Ausmaßes gestürzt; diese gefährdete sogar die Monarchie. Um diese zu beenden, versuchte Starabba di Rudinì eine Dezentralisierung des Staates zu erreichen. Seine Politik wurde aber von der Kammermehrheit verworfen, woraufhin Anfang 1897 das Parlament aufgelöst wurde. Durch die Wahlen im März 1897 geriet allerdings die sozialistische und linksextreme Opposition in Aufwind. Auch die Kräfte, die Crispi unterstützt hatten, wurden dadurch gestärkt und wollten eine Fortsetzung seiner autoritären Politik. Sidney Sonnino plädierte sogar für die Rückkehr zur konstitutionellen Monarchie nach deutschem und österreichisch-ungarischem Vorbild.
Die innenpolitische Situation verschlechterte sich im Sommer 1898 noch. Im Mai brachen heftige Unruhen im Süden und den Industriezentren des Nordens aus. In Mailand, Neapel, Florenz und Livorno wurde der Belagerungszustand ausgerufen. In Mailand erreichte die Krise ihren Höhepunkt. Es kam zur Proklamation eines Generalstreiks, der in einen offenen Aufstand (moti di Milano) überging. Starabba di Rudinì ließ diesen am 7. und 8. Mai von Armeeeinheiten unter dem Kommando von Fiorenzo Bava Beccaris niederschlagen. Etwa 100 Personen wurden beim Bava-Beccaris-Massaker getötet. Danach wurden dort sämtliche regionale Gewerkschaften und sozialistischen Organisationen aufgelöst und Hunderte wurden verhaftet. Das Massaker in Mailand entzog Starabba di Rudinì die parlamentarische Unterstützung. Dieser bat König Umberto I. Neuwahlen auszurufen und erklärte am 29. Juni seinen Rücktritt. Der König weigerte sich den Rücktritt vorerst anzunehmen, beauftragte aber im Juni 1898 General Luigi Pelloux, eine neue Regierung zu bilden.
Der sehr konservative Pelloux sah seine einzigen Aufgaben in der Wiederherstellung des Normalzustandes und der Verteidigung der staatlichen Institutionen. Pelloux wollte ein Ende der parlamentarischen Demokratie und die Etablierung eines reaktionären Regimes, das entschlossen gegen die sozialistische Opposition vorgehen sollte. Um dies umzusetzen, wurde von ihm als Innenminister 1899 eine Reihe von Gesetzen verabschiedet, die die Arbeit der Opposition wieder einschränkten und die Rede-, Presse- und Versammlungsfreiheit sowie Streiks (letzteres nur im öffentlichen Dienst) beschränkten beziehungsweise verboten. Angesichts dieser reaktionären Wende bildete sich eine breite Opposition heraus (von der sozialistischen bis zur bürgerlichen liberalen um Giuseppe Zanardelli und Giolitti), die eine demokratische und reformistische politische Öffnung bevorzugte.
Als Pelloux versuchte, ein Gesetz, durch das er Gesetze ohne Parlamentszustimmung hätte erlassen können, dem Parlament vorzulegen, kippte das Italienische Verfassungsgericht dies und erklärte die Praxis für rechtswidrig. Auch die bis dahin loyale große Mailänder Industrie, die dies als einen zu gefährlichen reaktionären Versuch betrachtete, leistete Widerstand. Schließlich trat Pelloux im Mai 1899 vorzeitig zurück, nahm aber dann lediglich eine Kabinettsumbildung vor. Im Juni 1900 fanden Neuwahlen statt, die Sozialisten, Radikale und Republikaner stärkten. Pelloux trat am 24. Juni zurück.

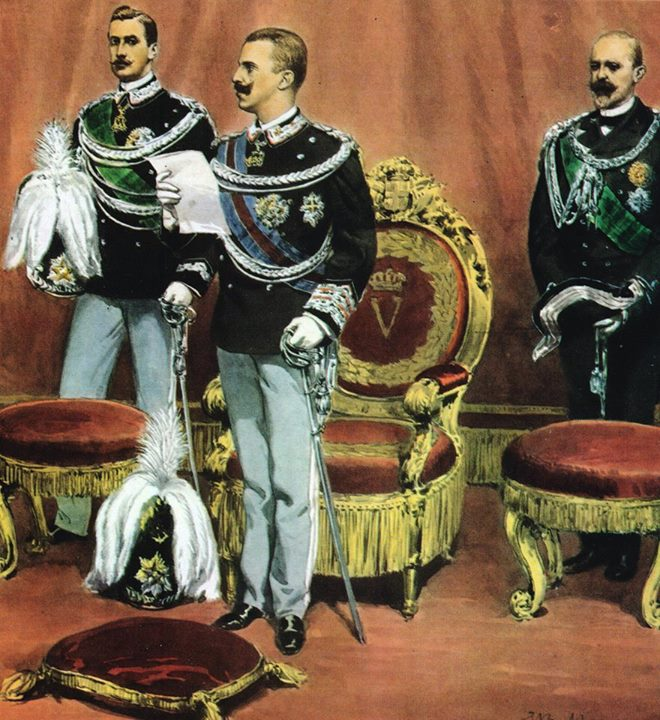
Viktor Emanuel III. bei der Ablegung des Verfassungseides im Parlament (1900)

König Umberto I. gab den Auftrag der Regierungsbildung an den alten Senator Giuseppe Saracco. Am 29. Juli 1900 wurde der Monarch bei einem Besuch in der Stadt Monza vom Anarchisten Gaetano Bresci ermordet, der die Tat als Rache für das Massaker in Mailand verstand. Umberto VI. folgte sein Sohn als Viktor Emanuel III., der am 11. August den Eid auf die Verfassung vor den beiden Kammern des italienischen Parlaments ableistete.
Der junge König und Saracco bemühten sich um die Normalisierung des politischen Lebens. Saracco gelang im Dezember 1900 die vollständige Normalisierung der Beziehungen zu Frankreich. Mit der französischen Regierung unter Pierre Waldeck-Rousseau verständigte sich der Ministerpräsident über die Ansprüche auf Marokko und Libyen, dessen Grenzen als italienische Kolonie erstmals skizziert wurden. Innenpolitisch scheiterte er aber kurz drauf an einem Generalstreik in Genua im Dezember 1900 und trat am 15. Februar 1901 zurück.
Viktor Emanuel III., der eher zu den liberaleren Ansichten seines Großvaters als zu den konservativen seines Vaters neigte, ernannte den linksliberalen und reformwilligen Giuseppe Zanardelli, der als Innenminister Giolitti wählte. Wegen seines relativ schlechten Gesundheitszustands überließ Zanardelli die Tagespolitik weitgehend Giolitti, der sich bald als eigentlicher Kopf des Kabinetts herausstellte. Die Regierung Zanardelli/Giolitti setzte den abgebrochenen Prozess der langsamen Integration der Arbeiterschaft in den Staat fort und leitete außenpolitisch eine Kehrtwende ein. Zwar wurde im Juni 1902 der Dreibund verlängert, hatte aber für Italien seit der Jahrhundertwende stark an Bedeutung verloren. Stattdessen wurde eine Annäherung an die liberaleren Staaten Frankreich und Großbritannien eingeleitet. Im Juni 1902 schlossen Italien und Frankreich ein Geheimabkommen, in dem sich beide Staaten wohlwollende Neutralität im Kriegsfall zwischen den beiden Bündnissen (Dreibund und Französisch-Russische Allianz) zusagten, ab.

### Ära Giolitti und die Belle Époque

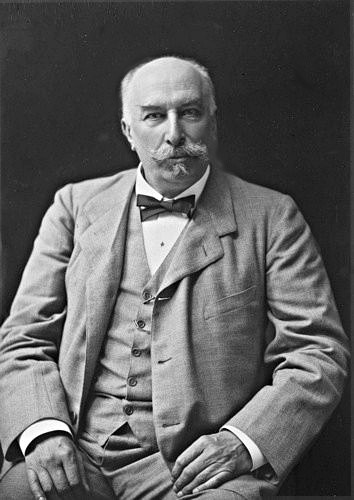
Giovanni Giolitti

Am 3. November 1903 kehrte Giovanni Giolitti von der Partei der historischen Linken an die Spitze der Regierung zurück. Er bot, trotz der reaktionären Welle des Jahrhunderts und der heftigen Sozialproteste der 1890er Jahre, den Sozialisten als erster Ministerpräsident eine Regierungsbeteiligung an. Obwohl die Parteiführung der Sozialisten um Filippo Turati und der Großteil der Parlamentsmitglieder zustimmten, setzte sich die „maximalistische“ revolutionäre Richtung der innerparteilichen Opposition durch. Dennoch kannte Giolitti die Partei als Sprecherin der Arbeiter an.
Giolitti war von 1903 bis 1905, erneut von 1906 bis 1909 und von 1911 bis 1914 Ministerpräsident. In die Intervalle fielen die kurzlebigen Regierungen von Alessandro Fortis (1905/06), Luigi Luzzatti (1910/11) und Sidney Sonnino (1906, 1910/11). Giolitti stützte seine Regierung auf Unternehmer und Arbeiter im Norden, wo er ein Interessenausgleich zwischen diesen Gruppen erreichen wollte, und im Süden auf agrarische Abgeordnete, die er durch die Sicherung ihrer Privilegien und Interessen hinter sich bringen konnte. Seine Regierungszeit wird als „Ära Giolitti“ (ital. età giolittiana) bezeichnet und war nach der von Benito Mussolini die längste in der italienischen Geschichte.
Während Giolittis Regierungszeit kam es zu einer kulturellen Blütezeit in Italien. Seine Wirtschafts- und Sozialprogramme und die relative politische Stabilität führten zu einem wirtschaftlichen Boom, der bis zum Ersten Weltkrieg anhielt. Das durchschnittliche Jahreseinkommen pro Einwohner stieg von 324 Lire (1891–1896) auf 523 Lire (1911–1916). Der Mangel an Kohle konnte durch die elektrische Energie aus den Wasserkraftwerken an der Adda und im Kanton Tessin ausgeglichen werden. In Norditalien entstanden die großen industriellen Ballungszentren um Mailand (Textilindustrie), Genua (Hafen), Turin (Automobilindustrie), Florenz und Venedig (Hafen). Aber auch in Rom und Neapel kam es zu einem wirtschaftlichen Aufschwung. 1906 wurde der Simplontunnel eröffnet. Die italienische Eisenbahn hatte 1914 rund 17.000 km Eisenbahnen. Durch den Ausbau der Lebensmittelindustrie mit modernen Mitteln gelang es Italien, das süditalienische Getreide wieder marktfähig zu machen und zu den weltweiten Spitzenreitern im Getreideexport aufzusteigen.
Gleichzeitig verstärkte sich die Auswanderung von 165.000 Auswanderungswilligen im Jahr 1880 auf 540.000 im Jahr 1901 und auf 872.000 im Jahr 1913. Über 80 % dieser Menschen waren Männer. Zuerst gab es eine temporäre Auswanderung in die europäischen Nachbarstaaten wie in die Schweiz, das Deutsche Reich, Österreich-Ungarn und Frankreich. Diese Auswanderer waren meist Bergarbeiter oder Tagelöhner. Jedes Jahr schickten sie ihr Geld an ihre Familien nach Hause und kamen dann wieder. Es gab aber auch eine dauerhafte Auswanderung nach Tunesien, ins östliche Algerien, Libyen, Ägypten, in den Nordosten der Vereinigten Staaten und nach Kalifornien, nach Mexiko, Brasilien und Argentinien. Zwischen 1906 und 1910 ließen sich rund zwei Millionen Italiener in den Vereinigten Staaten nieder. Diese Auswanderung half zwar den Bevölkerungsdruck zu mildern, führte aber zu einem starken Bevölkerungsverlust. Diesem versuchte Giolitti mit einer erneuten kolonialen Expansion zu begegnen. 1911 ordnete er die Besetzung des osmanischen Libyens an. Während sich die italienischen Sozialisten der Kolonialpolitik widersetzen, unterstützen Intellektuelle und Schriftsteller wie Gabriele D’Annunzio und Giovanni Papini, die Futuristen um Filippo Tommaso Marinetti und die Nationalisten Enrico Corradini und Giuseppe Prezzolini diese. Alle diese Künstler und Intellektuellen waren von einem starken Nationalismus geprägt und propagierten den Kampf der „jungen proletarischen und auserwählten italienischen Nation“ gegen die „alten demokratischen plutokratischen Nationen“. Der Krieg wurde als Reinigungsbad für die dekadent gewordene Menschheit gepriesen. 1909 forderte Marinetti in seinem Futuristischen Manifest einen radikalen Bruch mit kulturellen Traditionen. Danach kam es zu einer Ausbreitung des Rationalismus. 1910 konstituierte sich nach einem Kongress aller nationalistischer Gruppen, Bewegungen und Parteien die Associazione Nazionalista Italiana, die für eine koloniale aber auch eine Expansion Italiens in Europa eintrat, womit soziale Probleme schneller gelöst werden sollten.

#### „Versuchter“ Ausgleich mit der Opposition
Die Giolitti-Regierung wollte durch eine integrierende Sozialpolitik der kleinen Schritte, durch welche die Arbeiter davon überzeugt werden sollten, dass auch unter einer liberalen Monarchie die Vertretung ihrer Interessen und sozialer Fortschritt gesichert wären, die Opposition an sich binden. In diesem Zusammenhang wurden erste Arbeitsnormen zum Schutz der arbeitenden Bevölkerung ergriffen (insbesondere für Kinder und Frauen). Die Alters-, Invaliditäts- und Unfallversicherung (wurde auf alle Arbeiter der Industrie ausgeweitet) wurden ausgeweitet. Die Präfekten zeigten größere Toleranz gegenüber Streiks, sofern sie nicht die öffentliche Ordnung bedrohten, und es wurden katholische und sozialistische Genossenschaften und Gewerkschaften zugelassen. Diese Offenheit gegenüber den Sozialisten entwickelte sich zu einem wichtigen Markenzeichen der „Ära Giolitti“. Giolitti war auch davon überzeugt, dass nur durch eine Erhöhung der Arbeiterlöhne sich die Lebensbedingungen langfristig verbessern würden.
Für den Erfolg eines Ausgleichs mit den Sozialisten benötigte es zwei Bedingungen: Erstens wollte Giolitti, dass die Sozialisten auf ihr revolutionäres Programm verzichteten. Als zweite Bedingung forderte er die Anerkennung der Privilegien des Adels, der sich allerdings auch an den Reformen beteiligen sollte. Die innere Spaltung der sozialistischen Partei, aufgeteilt in ein maximalistisches revolutionäres und ein reformistisches Lager um Turati, erschwerte es Giolitti allerdings sein Programm durchzusetzen. Seine Regierung war meistens abhängig von der Richtung, die bei den Sozialisten vorherrschte. Giolitti gelang es aber zeitweise die extremistischen Kräfte der Linken und Sozialisten zu isolieren und Turatis Lager an sich zu binden, ohne dass dieses der Regierung angehörte. Bereits 1901 hatten sich die Sozialisten bereit erklärt, von Fall zu Fall mit der Regierung zu stimmen. Allerdings scheiterten 1903 und 1911 seine Versuche, die Sozialisten an seiner Regierung zu beteiligen.
Auch um die katholische Opposition, die in den Wahlen von 1904 Fortschritte gemacht hatte, begann Giolitti zu werben. Er hielt aber eine umfassende Verständigung mit den Katholiken für unmöglich, vor allem wegen des kulturellen Antimodernismus von Papst Pius X. Der Ministerpräsident sah aber in den meisten Katholiken loyale Bürger des Staates und bot ihnen und dem Papst Mitbestimmung in der italienischen Politik an. Schließlich milderte der Papst 1912/13 das non Expedit und es entstanden erste politische katholische Vereine und Parteien. Giolitti erklärte aber trotz seiner Ausgleichsversuche an der säkularen Kirchenpolitik, die seit 1870 von den italienischen Regierungen praktiziert wurde, festzuhalten, dazu gehörten die Trennung von Staat und Kirche und die Religionsfreiheit.

#### Hochphase der Industrialisierung

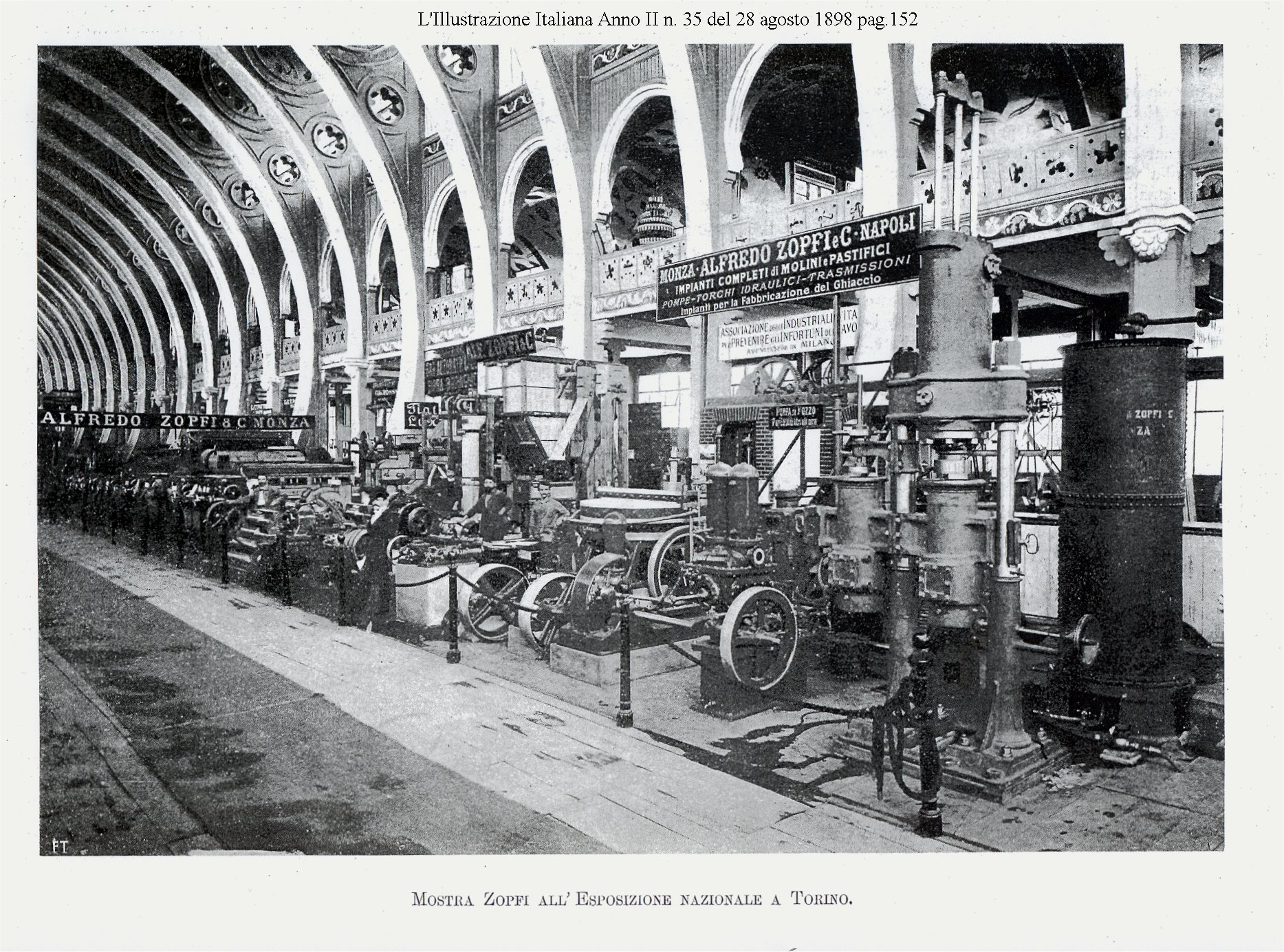
Automobilfabrik in Turin (1898)

Die innenpolitische Entspannung wurde durch eine positive wirtschaftliche Entwicklung erleichtert. Ab 1895/96 setzte in Italien die Industrielle Revolution ein, die bis 1912/13 dauerte und unter Giolitti ihren Höhepunkt erreichte. 1897 entstanden die Stahlwerke in Piombino, 1898 die in Elba und 1899 gründete Giovanni Agnelli die FIAT-Werke. 1902 baute der Konzern ILVA mit staatlicher Hilfe das erste Stahlwerk im Süden Italiens, nämlich in Bagnoli bei Neapel. Die Rückständigkeit des Südens blieb weiterhin ein zentrales Problem des Staates. Lösungsvorschläge zur sogenannten Südfrage, wie sie von Francesco Saverio Nitti, Gaetano Salvemini und Sidney Sonnino machten, wurden zwar angegangen, doch die Regierung beschränkte sich auf besondere Problemzonen, wie Neapel. 1911 waren 55,4 % der italienischen Bevölkerung in der Landwirtschaft und 26,9 % in der Industrie tätig.
Im Finanzsektor beschäftigte sich Giolitti hauptsächlich mit der Erhöhung der Renten und der Sanierung des Staatshaushaltes. Beides wurde mit großer Vorsicht durchgeführt. Die Regierung sicherte sich dabei die Unterstützung der Großunternehmen und Banken. Die Kritik, die das Projekt vor allem erhielt, kam von den Konservativen, wobei die Öffentlichkeit es mehrheitlich begrüßte und es als großen symbolischen Wert für eine echte und dauerhafte Konsolidierung der öffentlichen Finanzen erachtete. Der Staatshaushalt, der ab 1900 jährlich Einnahmen von rund 50 Millionen Lire hatte, sollte durch die Verstaatlichung der Eisenbahnen zusätzlich gestärkt werden. Mittlerweile war ein Großteil der öffentlichen Meinung dafür. Zu Beginn des Jahres 1905 gab es zahlreiche Arbeiterunruhen unter den Eisenbahnarbeitern. Kurz darauf legte Giolitti im März 1905 krankheitsbedingt sein Amt als Premierminister nieder. Er schlug dabei dem König seinen Parteifreund Alessandro Fortis als Nachfolger vor. Am 28. März ernannte Viktor Emanuel III. Fortis zum neuen Ministerpräsidenten, der damit zum ersten jüdischen Regierungschef weltweit wurde. Mit dem Gesetz 137 vom 22. April 1905 sanktionierte er die Verstaatlichung der Eisenbahn durch ein öffentliches Einstellungsverfahren unter der Kontrolle des Rechnungshofes und der Aufsicht der Ministerien für öffentliche Arbeiten und Finanzen. Gleichzeitig wurde der Telefonbetrieb verstaatlicht. Die Regierung Fortis blieb noch im Amt bis Anfang 1906. Ihr folgte vom 8. Februar bis 29. Mai eine kurzzeitige Regierung unter Sidney Sonnino, der ebenfalls jüdischen Glaubens war. Schließlich trat Giolitti seine dritte Amtszeit an. In dieser beschäftigte er sich vor allem mit der wirtschaftlichen Lage Süditaliens, wo es zum Teil aufgrund demographischer und wirtschaftlicher Faktoren oder Naturkatastrophen, wie der Ausbruch des Vesuvs 1906 und das Erdbeben und Tsunami in Messina, Reggio Calabria und Palmi 1908, zu einer massiven Verschlechterung der Lage kam, dabei ganze Dörfer entvölkert wurden und jahrhundertealte regionale Kulturen verschwanden. Trotzdem kam es danach zu einem leichten Wirtschaftsaufschwung im Süden. Die Regierung, die zunächst die Migration bürokratisch und finanziell behindert hatte, um die Preise auf dem Arbeitsmarkt nicht erhöhen zu müssen, gab nun ihre Zustimmung zur Förderung der Auswanderung von Hunderttausenden von Italienern aus dem Süden. Die Furcht vor dem zunehmenden sozialen Druck und möglichen Auswirkungen auf die nun verlässliche Geldwertstabilität waren maßgebliche Faktoren.
1906 senkte die Regierung den nationalen Zinssteuersatz von 5 % auf 3,75 %. Dieser Schritt entlastete die geforderten Finanzen des Staates, reduzierte die Panik unter den Gläubigern des Staates und begünstigte das Wachstum der Schwerindustrie. Der danach folgende Haushaltsüberschuss ermöglichte die Finanzierung von größeren staatlichen Beschäftigungsprogrammen, wie die Fertigstellung des Simplontunnels 1906, die die Arbeitslosigkeit massiv verringerten. Auch die italienische Lira, die durch Gold abgewickelt war, wurde international aufgewertet und konnte zeitweise einen höheren Geldwert als das britische Pfund Sterling erlangen.
Neben der nunmehr abgeschlossenen Verstaatlichung der Eisenbahnen wurde die geplante Verstaatlichung der Versicherungen in Angriff genommen und der seit 1887 dauernde Handelskrieg mit Frankreich beendet. Giolitti unterbrach dabei die pro-deutsche Außenpolitik von Crispi und ermöglichte damit die Ausfuhr von Obst, Gemüse und Wein nach Frankreich. Er kurbelte auch den Anbau von Zuckerrüben und deren Verarbeitung an der Po-Ebene an und ermutigte die Schwerindustrie auch im Süden Fuß zu fassen. Letzteres zeigte jedoch kaum Erfolg. 1908 wurden einige Gesetze, die die Arbeitszeiten für Frauen und Kinder bis 12 Jahren auf 12 Stunden beschränkten, mit der Unterstützung der sozialistischen Abgeordneten erlassen. Es folgten spezielle Gesetze für die benachteiligten Regionen des Südens. Ihre Umsetzung scheiterte aber meistens am Widerstand der Großgrundbesitzer. Dennoch kam es zu einer deutlichen Verbesserung der wirtschaftlichen Lage der Kleinbauern.

#### Einführung des allgemeinen Männerwahlrechts
In den Wahlen von 1909 erhielt Giolitti eine stabile Regierungsmehrheit. Dennoch wurde nicht Giolitti zum Regierungschef, sondern der konservativere Sidney Sonnino zum Ministerpräsidenten ernannt. Sonninos Regierung scheiterte aber nach nur drei Monaten und wurde durch ein Kabinett unter der Führung Luigi Luzzattis, der eher zu Giolittis liberalen Positionen als zu denen seines Vorgängers neigte, abgelöst. Währenddessen verschärfte sich die politische Debatte über die Ausdehnung des Wahlrechts auf weitere Teile der Bevölkerung. Die Sozialisten, Radikalen und Republikaner forderten seit langem die Einführung des allgemeinen Männerwahlrechts. Die Regierung Luzzatti entwickelte dafür einen moderaten Vorschlag, der unter gewissen Bedingungen (bestimmtes Alter, Lesefähigkeit, Schreibfähigkeit und jährliches Zahlen von Steuern) einem schrittweisen Ausbau der Wählerbasis, aber ohne das Erreichen des vollen gleichen Wahlrechts für Männer, ermöglichen sollte. Giolitti wandte sich zusammen mit der Opposition gegen diesen Vorschlag und erklärte seine Zustimmung für die Einführung des allgemeinen Wahlrechts für Männer. Diese Absicht sollte den Sturz des Ministers provozieren, eine neue politische Wende einläuten und schließlich eine parlamentarische Zusammenarbeit mit den Sozialisten bewirken.
Durch das Wahlgesetz von 1912 kam es schließlich unter Giolitti zur Einführung des allgemeinen Wahlrechts. Dieses galt für alle Männer, die älter als 30 Jahre waren und Militärdienst geleistet haben. Das neue Wahlrecht ließ die wahlberechtigte Bevölkerung von 3,3 Mio. auf 8,6 Mio. (damals rund 24 % der Gesamtbevölkerung) ansteigen und destabilisierte vorerst, entgegen den Kalkulationen Giolittis, das gesamte politische Umfeld. Die alten erfahrenen Kleinparteien hatten Probleme die neuen Wähler zu integrieren und wurden zunehmend von den neuen unerfahrenen aber populären Massenparteien (unter anderem später die Nationale Faschistische Partei) verdrängt. Giolitti war aber davon überzeugt, dass Italien sich wirtschaftlich und sozial nicht entwickeln konnte, ohne dass die Zahl derer, die an der Politik mitwirken sollten, nicht erweitert werden würde. Die Sozialisten Claudio Treves und Turati und Sonnino schlugen später auch noch vor, das Wahlrecht auf die Frauen auszuweiten. Vorerst sollte dies aber nur besitzende Frauen auf kommunaler Ebene betreffen. Giolitti lehnte aber ab, mit der Begründung, dass eine zu breite Wählerbasis ein „Sprung in die Dunkelheit“ wäre. Provisorisch kam es dann zur Ausarbeitung eines Gesetzes, das Frauen bei Kommunalwahlen das Wahlrecht zusprach. Dessen Umsetzung wurde aber angesichts des Italienisch-Türkischen Kriegs und des Sturzes der Regierung auf unbestimmte Zeit vertagt.
Giolittis Schritt stärkte in diesen Jahren vor allem die Linke. Aus der Sorge heraus, eine linke Machtübernahme zu verhindern, vereinbarte der Premierminister mit den Katholiken den Pakt Gentiloni, eine Vereinbarung, in dem die katholischen Parteien und Organisationen Giolitti diskret die Unterstützung gegen die Sozialisten zusagten. Im Gegenzug verpflichtete er sich, gegen eine Aufhebung des traditionellen Scheidungsrechts, was von Zanardelli vorgeschlagen wurde, vorzugehen, den Katholiken die gleichen Rechte wie seinen Regierungspartnern zuzusichern und deren verbliebene Glaubensschulen zu verteidigen.
Die vierte und letzte Regierung Giolitti innerhalb der Ära Giolitti wurde am 30. März 1911 mit Zustimmung der Katholiken gebildet und blieb bis zum 21. März 1914 im Amt. Auch während dieses Kabinetts versuchte Giolitti wieder, die Sozialisten in seine Regierungspolitik einzubinden, diesmal aber mit mehr Erfolg. Er glich teilweise sein Programm dem der Sozialisten an. Es umfasste mehr politische und gesellschaftliche Freiheiten für die Bevölkerung und die Verstaatlichung der Lebensversicherung. Dieses markierte einen zentralen Angriff des Staates in die Privatwirtschaft. 1912 wurde eine staatliche Sozialversicherung eingeführt.
Der Premierminister setzte auch durch, dass die Parlamentarier eine finanzielle Entschädigung für ihre Tätigkeit erhalten sollten. Bis dahin war das nur ein Ehrenamt, und die Abgeordneten durften keiner Nebenarbeit nachgehen. Die ärmeren Abgeordneten waren so kaum in der Lage, ihr Mandat wahrzunehmen. Durch die Reform waren nun auch sie in der Lage, von einem Parlamentsmandat zu leben.

#### Krieg in Libyen

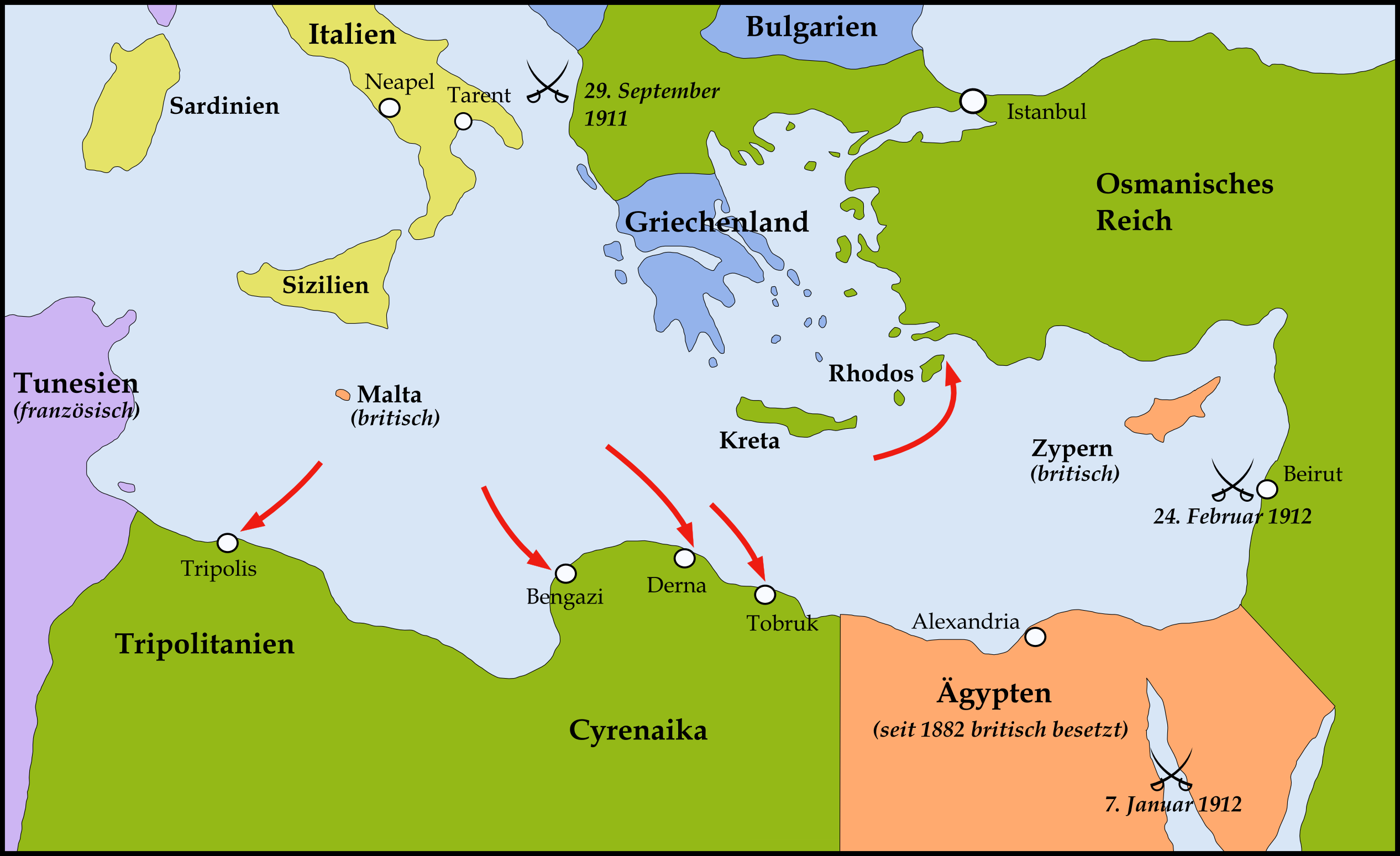
Übersicht der Schlachten und Operationen im Mittelmeer (1911/12)

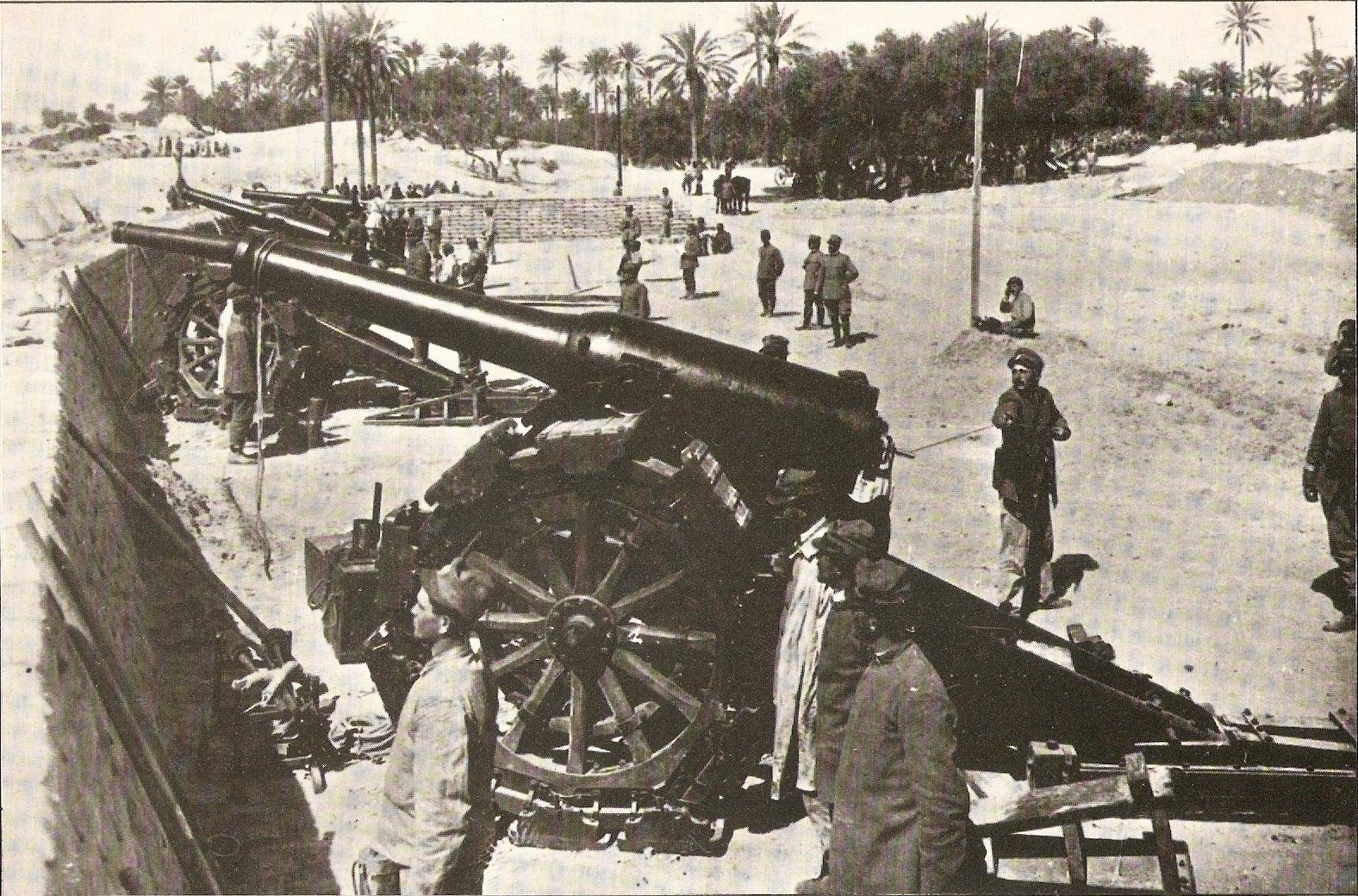
Italienische Artillerie des 149 mm Modells 1877 vor Tripolis (1911)

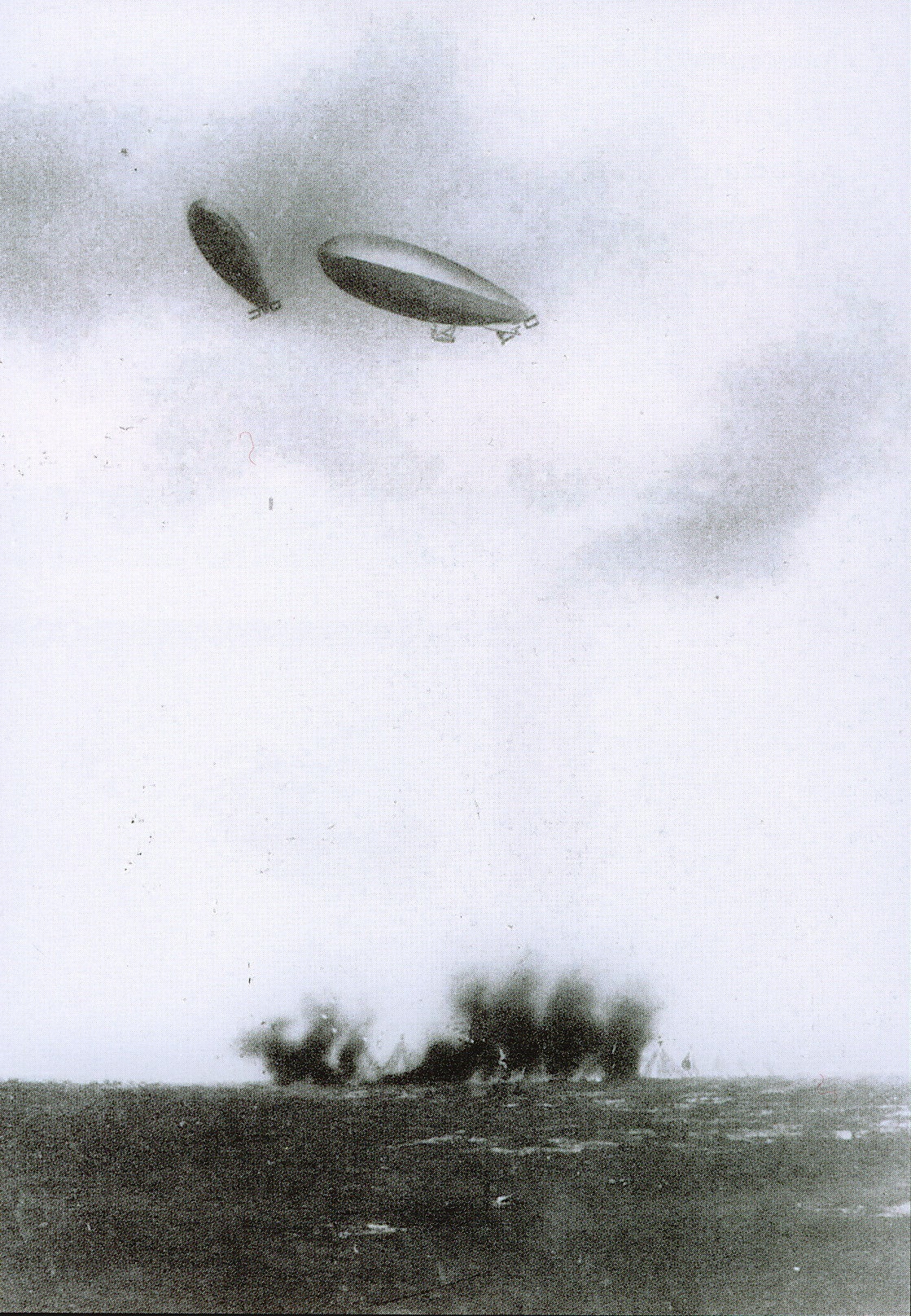
Italienische Luftschiffe bombardieren osmanische Positionen in Libyen (1911)

Außenpolitisch agierte Giolitti zunächst vorsichtig, was ihm insbesondere von rechten und nationalistischen Kreisen Kritik einbrachte. Bereits nach der österreichisch-ungarischen Annexion Bosniens und der Herzegowina 1908 forderten sie von ihm das osmanische Albanien besetzen zu lassen. Er und sein Außenminister Tommaso Tittoni konzentrierten sich aber auf Libyen und suchten die Annäherung an Frankreich, das Russische Reich und Großbritannien. 1906 unterstützte Italien auf der Algeciras-Konferenz Frankreichs Bestrebungen, Marokko zu annektieren. 1909 wurde mit Russland ein Geheimabkommen geschlossen.
Nachdem Frankreich im April 1911 Marokko militärisch besetzt hatte, begann Italien mit der Planung einer militärischen Operationen gegen das osmanische Libyen. Gedrängt durch eine im Sommer 1911 aufkommende Welle des Chauvinismus und Nationalismus, die vor allem das Bürgertum und die Industrie trugen, ließ Giolitti noch während der Sommerpause des Parlaments das Osmanische Reich angreifen. Am 29. September 1911 unterzeichnete König Viktor Emanuel III. die Kriegserklärung und befahl der Königlich Italienischen Armee die Eroberung der osmanischen Provinzen Tripolitanien, Kyrenaika und Fessan in Nordafrika.
Als Kriegsgrund führte Italien die schlechte Behandlung der italienischen Bürger in Tripolis an. Am 27. September 1911 hatte es ein Ultimatum an das Osmanische Reich gestellt, in dem dieses innerhalb einer Frist von 48 Stunden Libyen an Italien abtreten sollte. Die anderen Großmächte Frankreich und Großbritannien sagten Italien ihre Unterstützung zu. Der Krieg begann schließlich am 29. September 1911 und endete am 18. Oktober 1912. In diesem setzte Italien seine modernsten Waffen ein, unter anderem Luftschiffe, die erstmals in der Geschichte für militärische Zwecke genutzt wurden, Flächenbombardements, der Abwurf von Fliegerbomben, Aufklärungsflüge und seine moderne Schiffsflotte und Artillerie. Der Krieg bildete dadurch ein Modell für den Ersten Weltkrieg.
Zu Beginn des Krieges versenkte im Adriatischen Meer die italienische Flotte eine Reihe von osmanischen Kriegsschiffen und eröffnete am 30. September von See aus das Feuer auf Tripolis. Die schlecht bewaffneten Osmanen konnten dem Angriff der zahlenmäßig überlegenen Angreifer nicht standhalten. Die Stadt wurde am 5. Oktober durch italienische Truppen eingenommen, während sich die verbliebenen osmanischen Soldaten ins Landesinnere zurückzogen. Auch eine türkische Offensive gegen die Italiener im Oktober 1911 scheiterte. Verstärkung blieb aus, da Großbritannien den osmanischen Truppen den Durchmarsch durch Ägypten verweigerte. Anfänglich leistete die einheimische Bevölkerung der osmanischen Armee keine Unterstützung. Jedoch konnten Enver Pascha und Mustafa Kemal Atatürk Teile der arabischen Bevölkerung gegen die christlichen Besatzer mobilisieren. Die Italiener verschanzten sich entlang der Küste und konnten aufgrund der Gegenwehr nur langsam ins Landesinnere eindringen. 1912 standen den 100.000 Italienern 25.000 Osmanische Soldaten gegenüber. Italien setzte daraufhin seine überlegene Flotte ein und eroberte 1912 die Dodekanes. Die Osmanischen Festungen in Beirut und auf den Dardanellen wurden unter Beschuss genommen und im Jemen massiv die dortigen Aufständischen gegen die Osmanen unterstützt.
Beim Friedensschluss am 18. Oktober 1912 in Lausanne musste das Osmanische Reich im Frieden von Ouchy Tripolis, die Provinzen Tripolitanien, Kyrenaika und Fessan abtreten. Italien fasste diese später zu seiner Kolonie Italienisch-Nordafrika zusammen. Als Entschädigung für die Osmanen sollte Italien ursprünglich die besetzten Dodekanes wieder an das Osmanische Reich abtreten, Italien hielt sich jedoch nicht daran und mit dem Vertrag von Lausanne von 1923 wurde die Inselgruppe Italien auch völkerrechtlich zugesprochen. Im Krieg kamen insgesamt 20.000 Soldaten ums Leben, davon etwa 1.500 italienische und 18.500 osmanische Soldaten und arabische Kämpfer. Durch den Krieg wurde das Osmanische Reich weiter geschwächt, wodurch der neuentstandene Balkanbund in seinem Vorhaben, die Osmanen aus den restlich verbliebenen Gebieten vom Balkan zu vertreiben, bestärkt wurde.
Der sogenannte Libyenkrieg (ital. Guerra di Libia) sollte die Integrationspolitik Giolittis stärken, verfehlte jedoch dieses Ziel. Stattdessen mussten fast eine halbe Million Männer zu den Waffen gerufen werden und die Kriegskosten überstiegen die Kalkulationen der Regierung. Er schuf auch ein Klima der militanten Mobilisierung, das einen italienischen Radikalnationalismus, dessen Anhänger die Eroberung von Dalmatien und Griechenland anstrebten, hervorbrachte. Der Konflikt destabilisierte auch das ohnehin fragile politische Gleichgewicht: die Sozialistische Partei spaltete sich und der radikale Flügel um den Journalisten Benito Mussolini setzte sich durch. Die Zusammenarbeit zwischen den Reformisten und Giolitti wurde abrupt beendet.
Die Wahlen vom 26. Oktober 1913 ließen Giolittis Regierungsmehrheit von 370 auf 307 Sitze sinken. Die wieder oppositionellen Sozialisten verdoppelten ihre Mandate und erreichten 52 Sitze. Auch die Rechten erhielten ein hervorragendes Ergebnis und vergrößerten ihr Mandat von 51 auf 73 Sitze.
Giolittis verkleinerte Regierungsmehrheit bestand überwiegend aus rechtsliberalen Ministern, die mit den Nationalisten paktierten. So isolierte sich der Ministerpräsident zunehmend. Ein letzter Erfolg gelang ihm am 4. März 1914, als ihm das Parlament die entsprechenden finanziellen Mittel bewilligte, um die wirtschaftliche Entwicklung der neuen Kolonie in Nordafrika fördern zu können. Geschwächt trat Giolitti am 21. März 1914 zurück und schlug dem König Antonio Salandra als seinen Nachfolger vor.

### Erster Weltkrieg
Die Teilnahme Italiens im Ersten Weltkrieg (auch „Vierter Unabhängigkeitskrieg“ genannt) begann am 24. Mai 1915, etwa zehn Monate nach Beginn des Konflikts, in dem das Land große politische und wirtschaftliche Veränderungen erlebte. Es kam zum Ende von Giolittis Reform- und Integrationspolitik und zur Etablierung einer imperialistischen und expansionistischen Außen- und einer nationalistisch geprägten und nur auf die Kriegswirtschaft ausgerichteten Innenpolitik. Die innenpolitischen Probleme Italiens traten vorerst in den Hintergrund und 1917 schlossen sich die rechten und linken Kriegsbefürworter im Parlament zu einem einheitlichen Block zusammen (Fascio parlamentare di difesa), der mit zwei Dritteln der Abgeordneten die Mehrheit in beiden Kammern hatte. Während des Krieges hatte Italien drei Regierungen. Antonio Salandra führte 1915 das Land in den Krieg und musste, nachdem Erfolge ausgeblieben waren, am 18. Juni 1916 zurücktreten. Ihm folgte Paolo Boselli, der aber nur kurzzeitig bis zum 29. Oktober 1917 amtierte und Vittorio Emanuele Orlando, der sein Amt am 30. Oktober 1917 antrat und über den Krieg hinaus bis zu seinem Rücktritt am 23. Juni 1919 Regierungschef blieb.
Das Königreich Italien blieb beim Beginn der Kampfhandlungen als einzige europäische Großmacht neutral und begann parallel dazu Verhandlungen um Gebietskompensationen mit den beiden verfeindeten Seiten der Triple Entente und den Mittelmächten. Während dieser langen Zeit der Verhandlungen spielte die Öffentlichkeit eine wichtige Rolle bei der Entscheidungsfindung, ob und auf welcher Seite in den Krieg eingetreten werden sollte. Die Massen teilten sich in die Interventionisten (ital. interventisti) und Neutralisten (ital. neutralisti). Zum Abschluss der Verhandlungen verließ das Königreich Italien den Dreibund und erklärte Österreich-Ungarn am 23. Mai 1915 den Krieg. Der Krieg wurde in den Ostalpen, von der schweizerischen Grenze bis ins heutige Slowenien zu den Küsten der Adria, geführt. Parallel dazu beteiligte sich Italien an den Kampfhandlungen auf dem Balkan, im Nahen Osten und Nordafrika und in Ostafrika. Der Krieg forderte von Italien noch nie da gewesene Anstrengungen; riesige Menschenmassen wurden im Inland wie auch an der Front mobilisiert, wo sich Soldaten an das harte Leben in den Schützengräben, an materielle Deprivation und die ständige Bedrohung durch Tod anpassen mussten. Die Kämpfe haben den Betroffenen enorme kollektive psychologische Konsequenzen auferlegt und ermöglichten kaum eine Wiedereingliederung in die Gesellschaft.
Nach einer langen Reihe von nicht schlüssigen Schlachten kam es im Oktober/November 1917 zu einem unerwarteten Sieg der österreichisch-ungarischen und deutschen Truppen in der Schlacht von Caporetto, der die Italiener bis zu den Ufern des Flusses Piave drängte, wo sich der italienische Widerstand dann konsolidierte. Die entscheidende italienische Schlussoffensive, die sogenannte Schlacht von Vittorio Veneto, führte zum Waffenstillstand von Villa Giusti am 3. November 1918 und zum Ende der Feindseligkeiten.
Das Ende des Krieges löste mit der Unterzeichnung der endgültigen Friedensverträge, bei denen Italien auf wichtige Gebiete verzichten musste – es erhielt weder Dalmatien noch Albanien und ging auch bei den ehemaligen deutschen Kolonien, die Frankreich und Großbritannien nur unter sich aufteilten, leer aus –, in der Bevölkerung Unruhen und eine große Unzufriedenheit über die neue Friedensordnung aus.

#### Vorspiel zum Krieg, internationales Dilemma

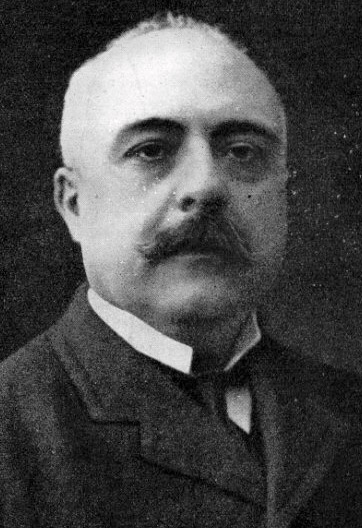
Antonio Salandra

Am 21. März 1914 wurde Antonio Salandra zum neuen Ministerpräsidenten ernannt. Er hatte bereits unter den Vorgängerregierungen mehrere Ministerposten bekleidet und gehörte dem rechten Flügel der 1913 gegründeten Partei Liberale Union (ital. Unione Liberale) an. Aufgrund seiner außenpolitischen Unerfahrenheit behielt er Giolittis Außenminister Antonino Paternò-Castello, einen Vertrauten König Viktor Emanuels III. und erfahrenen Außenpolitiker, im Amt. Die Salandra-Regierung hatte in ihren ersten Monaten mit einer stark wachsenden revolutionären Linken zu kämpfen. Salandra übernahm daher auch das Innenministerium. In der Emilia-Romagna kam es im Juni 1914 mit der „Roten Woche“ (ital. Settimana rossa) zu einem Aufstand der Bauern und Arbeiter, der an die heftigen Unruhen von 1898 erinnerte. Salandra reagierte mit Härte und versuchte zugleich Giolittis Ausgleichskurs gegenüber den Sozialisten und Katholiken aufrechtzuerhalten. Salandras Position wurde mit der Niederlage der Sozialisten bei den Kommunalwahlen im Juni und Juli 1914 gestärkt.
Im Vorfeld des Ersten Weltkriegs stand das Königreich Italien vor einer Reihe von kurzfristigen und langfristigen Problemen bei der Wahl seiner Bündnispartner und seiner territorialen Ziele. Italiens jüngste Erfolg im Libyenkrieg löste erneut Spannungen mit seinen Dreibundpartnern des Deutschen Reichs und Österreich-Ungarns aus, weil beide Länder engere Beziehungen zum Osmanischen Reich gesucht hatten. Aber auch Italiens Beziehungen zu Frankreich und Großbritannien waren, trotz der inoffiziellen Unterstützung im Libyenkrieg, weiterhin belastet. In Frankreich fühlte man sich wegen Italiens Unterstützung Preußens im Deutsch-Französischen Krieg von 1870/71 immer noch „verraten“ und die Beziehungen blieben wegen der Rivalität der beiden Länder im Mittelmeerraum angespannt. Die britisch-italienischen Beziehungen waren ebenfalls beeinträchtigt, weil Italien von Großbritannien die Anerkennung seiner Großmachtstellung und seiner Interessen in Nord- und Ostafrika forderte. Gleichzeitig verschärfte sich der Konflikt zwischen Italien und dem Königreich Griechenland, als Italien die griechisch-besiedelten Dodekanes-Inseln annektierte. Italienische Nationalisten forderten noch die Einverleibung weiterer griechischer Inseln wie die von Kreta oder der Ionischen Inseln, wo eine kleine italienische Minderheit lebte. Von 1898 bis 1913 bestand der Kretische Staat als italienisch-britisch-französisch-russisches Protektorat, wobei Italien als Anrainerstaat eine politische und wirtschaftliche Monopolstellung unter den vier Mächten einnahm. Italien und Griechenland standen auch in offener Konkurrenz über den Wunsch, das noch junge Fürstentum Albanien, dessen Unabhängigkeit und Einheit Italien auf der Londoner Botschafterkonferenz (1912–1913) garantiert hatte, militärisch zu besetzen. König Viktor Emmanuel III. selbst war beunruhigt über mögliche koloniale Abenteuer und forcierte stattdessen die Annexion der italienisch-besiedelten Gebiete von Österreich-Ungarn (sog. „Vollendung des Risorgimento“).
Nach dem Attentat von Sarajevo am 28. Juni 1914 erklärte Außenminister Antonino Paternò-Castello am 8. Juli, geschützt auf die Artikel 1, 3, 4 und 7, dass für Italien bei einem österreichisch-ungarischen Angriff auf Serbien keine Bündnisverpflichtungen bestehen.
Der Dreibund war zuletzt am 5. Dezember 1912 erneuert worden, mit dem Zusatz eines speziellen Protokolls über den Balkan. In diesem Zusammenhang hatte Österreich-Ungarn bereits 1913 eine militärische Operation gegen das Königreich Serbien vorbereitet, die jedoch von Italiens Opposition abgelehnt wurde und das Verhältnis zu beiden Monarchien weiter verschlechterte. Auch während der Julikrise unterließ es die österreichisch-ungarische Diplomatie Italien ausreichend über ihr Vorgehen zu informieren. Erst am 22. Juli 1914 kam es zu einem Treffen des österreichisch-ungarischen Botschafters Kajetan Mérey mit Paternò-Castello im Außenministerium in Rom. Am 24. Juli präsentierte der deutsche Hans von Flotow Ministerpräsident Antonio Salandra und Paternò-Castello das österreichisch-ungarische Ultimatum an Serbien. Auch hier hatte die Regierung in Wien Rom nicht informiert, um die vorhersehbare negative Reaktionen zu vermeiden, und in dem Bemühen, jede Form von formellem Protest oder eine Weitergabe an Serbien zu verhindern. Serbien lehnte das Dokument ab und am 28. Juli folgte mit der Kriegserklärung Österreich-Ungarns der Beginn des Ersten Weltkriegs. Italien hielt sich vorerst zurück und proklamierte noch nicht seine Neutralität.
Am 3. Juli 1914 legte der Generalstabschefs der Königlich Italienischen Armee General Alberto Pollio seinen Bericht zur Lage der Armee vor. In diesem forderte er personell eine Aufstockung, um mit den anderen Großmächten mitzuhalten. Er nannte die vielen technischen Mängel, die die Streitkräfte plagten, unter anderem die schlechte Ausbildung der Truppen und die mangelnde Vorbereitung auf den Krieg. Der Bericht von General Pollio wurde dem Kriegsminister Domenico Grandi vorgelegt, der ein 400 Millionen Lire Budget für die Armee forderte. Sein Nachfolger Vittorio Italico Zupelli und General Carlo Porro, der die Nachfolge von Pollio übernehmen sollte, machten diese Finanzierung zu einer notwendigen Voraussetzung für einen Kriegseintritt. Das Angebot Salandras von 190 Millionen gingen ihnen nicht weit genug. Nur General Graf Luigi Cadorna zeigte sich kompromissbereit und wurde zum neuen Generalstabschef ernannt. Luigi Cadorna warb beim Ausbruch der Feindseligkeiten für die Verkündigung der Neutralität und sah in ihr eine Chance zur Reorganisation und Modernisierung der Armee. Im September 1914 versicherte Cardona der Regierung, dass er im Frühjahr 1915 eine Streitkraft von vier Armeen mit 14 Korps, 35 Infanterie- und vier Kavalleriedivisionen aufstellen könnte.
Die Vorbereitung eines Militärschlags gegen Österreich-Ungarn, die bereits sein Vorgänger begonnen hatte, konsolidierte Cadorna und passte sie den Standards der damaligen Zeit an. Seine am 21. August 1914 der Regierung vorgelegte „Zusammenfassung über eine mögliche Offensive in Richtung der österreichisch-ungarischen Monarchie während der gegenwärtigen europäischen Feuersbrunst“ (ital. Memoria riassuntiva circa un eventuale azione offensiva verso la Monarchia austro-ungarica durante l’attuale conflagrazione europea) sah die sofortige Mobilmachung, die volle und schnelle Nutzung aller Eisenbahnen, eine Offensive in Richtung der offenen Grenze nach Görz und Triest, aber eine defensive Taktik im Trentino vor. Studien, die seit August 1914 in der Frage der Mobilisierung der Armee gemacht wurden, prognostizierten, dass die Verschiebung der Armee zur Grenze mindestens einen Monat dauern würde und so auffällig wäre, dass der Gegner nicht überrascht wäre und Gegenmaßnahmen einleiten könnte. Diese Tatsache führte zur Annahme eines neuen Mobilisierungssystems, das als rote Mobilisierung (ital. mobilitazione rossa) definiert wurde. Diese sah vor, jede Person einzeln zu den Waffen zu rufen und nicht die Öffentlichkeit.
Um die Schlagkraft der Armee aufzuwerten, wurde die Produktion von Waffen massiv gesteigert. Es wurden neue größere Artilleriegeschütze, wie die 75/27 Mod. 1911-Kanone, die der französischen Canon de 75 mm modèle 1897 ähnelte, entwickelt, die Produktion des italienischen Modells der deutschen 15-cm-schweren Feldhaubitze 13 angekurbelt und ein Lichtmesstrupp aufgestellt. Das Eisenbahnnetz wurde für die hohe Mobilität noch einmal massiv ausgebaut, was einen Bewegungskrieg möglich machen sollte. Es gelang schließlich in den zehn Monaten der italienischen Neutralität (siehe unten) viele Defizite innerhalb der Armee zu beseitigen und ihre Kampfkraft beträchtlich zu erhöhen. Im Juli 1915 hatte die Königliche Armee 31.000 Offiziere, 1.250.000 Soldaten und 216.000 Zivilisten, die im Dienst der Armee standen, mobilisiert. Inzwischen war die Kampfkraft der österreichisch-ungarischen Truppen durch die verlustreichen Kämpfe an der Ostfront als auch auf dem Balkan niedriger geworden.

#### Italienische Neutralität

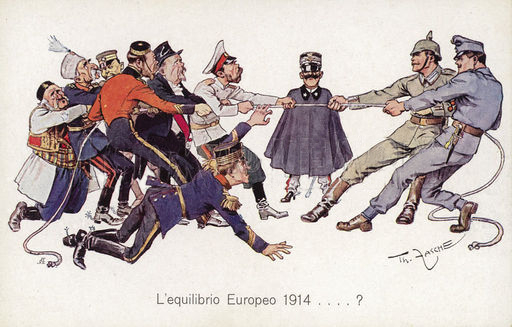
Karikatur zur italienischen Neutralität im Tauziehen zwischen der Entente und den Mittelmächten (1914)

Die offizielle und endgültige Entscheidung zur italienischen Neutralität wurde am 2. August 1914 vom Ministerrat beschlossen. Ministerpräsident Antonio Salandra erklärte: Italien sei mit allen am Krieg beteiligten Mächten im Friedenszustand und die Königlich italienische Regierung, die Behörden und Bürger sind verpflichtet, die Neutralität gemäß den geltenden Gesetzen und nach den Grundsätzen des Völkerrechts einzuhalten.
Die Neutralität wurde zunächst einstimmig erhalten, aber der Stillstand der deutschen Offensive an der Marne im September 1914 führte zu einer Diskussion über die angebliche deutsche Unbesiegbarkeit. Interventionistische Bewegungen begannen sich im Herbst 1914 zu bilden und allmählich an Einfluss zu gewinnen. Bereits im August 1914 hatte Außenminister Paternò-Castello den Kriegseintritt gefordert. Sie erachteten die geopolitische Lage als günstig und forderten einen Kriegseintritt auf der Seite der Triple Entente. Eine Intervention an der Seite der Entente forderten die Nationalisten, Teile der Republikaner und der radikalen Linken, die reformistischen Sozialisten, Anarchosyndikalisten und allmählich auch die konservativen und liberalen Rechten, die lange zum Dreibund hielten. Gegen den Kriegseintritt sprachen sich vor allem die linksgerichteten Liberalen um ihren Anführer Giovanni Giolitti, viele katholische Gläubige und die Sozialisten aus. Die Mehrheit der Bevölkerung und Parteien lehnten den Krieg ab. Die liberalen Befürworter einer Intervention wurden stark von den Idealen der Demokratie beeinflusst und propagierten den Kampf gegen die autokratischen Monarchien und die Befreiung vom Trento und Triest. Die Nationalisten sprachen von neuen Besitzungen in Dalmatien, die Herrschaft über die Adria, ein Protektorat über Albanien und koloniale Kompensationen in Afrika. Alle Gruppen wiesen auf einen möglichen Verlust der italienischen Großmachtstellung hin, wenn es ein passiver Zuschauer bleiben würde. Auch sollte der Krieg alle italienischen Niederlagen der Vergangenheit von der Schlacht bei Custozza und Seeschlacht von Lissa 1866 gegen Österreich bis Adua gegen Äthiopien 1896 rächen und dessen Einigung mit der Annexion von unerlösten Territorien abschließen. Die Neutralisten argumentierten damit, dass Italien noch eine „junge und zerbrechlich Nation“ wäre und die Staatsfinanzen durch den Krieg in Libyen zerrüttet wären und ein Kriegseintritt unvorhersehbare Risiken mit sich bringen würde. Trotz ihrer Mehrheit verloren die Neutralisten schrittweise an Einfluss im Parlament und in der Regierung. Am 20. Mai 1915 stimmte beispielsweise die Mehrheit der Sozialisten entgegen der Parteiführung, eine von vier großen Gruppen, die die Neutralität erhalten wollten, für die Kriegskredite der Regierung. Grund dafür war der in den letzten zehn Monaten von August 1914 bis Mai 1915 erfolgte Umschwung in der öffentlichen Meinung. Die Interventionisten dominierten die Medien, welche die Massen mobilisieren konnten. Die Neutralisten hatten auf ihrer Seite zwar die staatlichen Organe und politischen Institutionen, die aber passiv blieben. Die Interventionisten organisierten sogenannte journalistische Debatten, wo die Presse mündlich für einen Kriegseintritt warb und dabei ganze Theater, Hallen und Konferenzräume mit Menschenmassen füllen konnte. Es kam auch zur Gründung von zahlreichen neuen Zeitungen und Magazinen, die für den Kriegseintritt warben. Den Neutralisten fehlte eine solche Organisation. Es gelang den Sozialisten, Katholiken und Giolitti nicht, gemeinsame Projekte und Treffpunkte zu organisieren, während die interventionistische Bewerbung als einheitlicher Block agierte.
Ein ebenfalls entscheidender Faktor für den Sieg der Interventionisten war die innere Unentschlossenheit der beiden stärksten neutralen Strömungen, den Sozialisten und den Liberalen. Die ersteren agierten am vehementesten gegen den Krieg, aber im Inneren der Partei gab es eine Art „Diaspora“, deren Mitglieder heimlich die Interventionisten unterstützten. Charakteristisch in dieser Hinsicht war die Aktivität des österreichisch-ungarischen sozialistischen Abgeordneten Cesare Battisti, der 1914 nach Italien floh und in ganz Italien für einen Kriegseintritt warb, um das Trento an Italien anzuschließen, und argumentierte, dass der Sozialismus die nationalen Wurzeln und Identität nicht ignorieren könne. Ein weiteres Beispiel war Benito Mussolini, der 1914 für den Krieg warb und daraufhin aus der Sozialistischen Partei ausgeschlossen wurde, aber auf die Unterstützung des Mailänder Flügels der Partei zählen konnte. Am 10. November 1914 erklärte Mussolini den alten Anti-Patriotismus-Kurs der Sozialisten für tot und fünf Tage später erschien die erste Ausgabe seiner neuen Zeitung Il Popolo d’Italia (Volk Italiens), in der er mehrmals für einen Kriegseintritt warb. Diese Positionen trugen zu einem wesentlichen Richtungswechsel bei den Sozialisten bei, auch wenn einige Mitglieder andere Ziele verfolgten und viele den Krieg als einzige Möglichkeit sahen, die italienische und europäische Politik grundlegend zu verändern. Dieser „demokratische bzw. revolutionäre Interventionismus“ hatte auch das Ziel, eine sozialen Revolution auszulösen. So schrieb der Syndikalist Filippo Corridoni am 5. Dezember 1914, dass mit dem Krieg eine soziale Revolution vorbereitet und damit die letzten Reste der feudalen Herrschaft beseitigt würden.
Den starken öffentlichen Druck auf das Parlament und die innere Zerstrittenheit der Neutralisten nutzte Ministerpräsident Salandra. Dieser verfolgte zunächst eine Innen- und Außenpolitik, die an die von Giolitti angelehnt war. Er stützte seine Regierung auf eine breite Mehrheit und ernannte Politiker aus fast allen Lagern zu Ministern. Den einzigen Minister, den er jedoch von Giolitti übernahm, war Außenminister Paternò-Castello. Aber parallel dazu hatte Salandra den Ehrgeiz, den linken Flügel der Liberalen Union um Giolitti an sich zu binden und diesen als Konkurrenten zunächst zu isolieren und auszuschalten. Diese versuchte und letztendlich erfolgreiche Verschiebung der Gleichgewichte zeigte sich mit der Ernennung von Sidney Sonnino zum Außenminister, der dem linken Flügel der Konservativen angehörte und im November 1914 dem verstorbenen Paternò-Castello nachfolgte. Sonnino plädierte nur für die Neutralität im Gegenzug für territoriale Kompensationen, wie er sie von Österreich-Ungarn erwartete. Sonnino nahm schließlich eine Reihe von geheimen Verhandlungen mit der Entente auf, die Italien große territoriale Zugeständnisse machte. Am 26. April 1915 wurden die Verhandlungen mit der Entente abgeschlossen und der Geheimvertrag von London unterzeichnet, mit dem sich Italien verpflichtete, in den Krieg innerhalb eines Monats einzutreten. Am 3. Mai 1915 wurde der Dreibund von Italien aufgekündigt.
Während sich die Politik in den Monaten der Neutralität mit den Berechnungen der Stärken und Chancen eines Eintritts des Landes in den Krieg beschäftigte, spielten zunehmend die Intellektuellen eine wichtige Rolle bei der Entscheidung des Kriegseintritts. Viele idealisierten die Situation und strebten für Italien neue territoriale Gewinne und politische Hegemonie im Mittelmeerraum an. Die Intellektuellen unterschieden sich dabei in „Reformer“ und „Revolutionäre“ (letztere Bedeutung bedeutete, die „Revolution der Väter“ fortzuführen). Die Reformer forderten den Zusammenbruch der alten Monarchien und den Zusammenschluss der „freien Völker Europas“. Sprecher dieser Gruppe war Gaetano Salvemini, ein Kritiker Giolittis, der den Krieg als einzige Möglichkeit sah, die alten anachronistischen Monarchien Deutschland und Österreich-Ungarn zu besiegen. Der Idealist Benedetto Croce pries in seiner Kulturzeitschrift La Critica das liberale System Italiens und forderte wegen der Werte des Fortschritts und der Freiheit einen Kriegseintritt gegen die Mittelmächte. Renato Serra und Giovanni Gentile hingegen verherrlichten in "La Critica" die Ästhetik von Blut und Gewalt. Der spätere faschistische Ideologe Alfredo Rocco verkündete einen proletarischen Nationalismus, der den Krieg nicht nur eine Außenpolitik der territorialen Expansion nutzen sollte, sondern auch in einer strategischen Perspektive eine Neuzusammensetzung der gesellschaftlichen Schichten zu einem breiten gesellschaftlichen und politischen Block ermöglichen sollte. Diese Ideen wurden von vielen ähnlich denkenden nationalistischen Intellektuellen wie Enrico Corradini, Francis Coppola, Luigi Federzoni, Maffeo Pantaleoni und Gabriele D’Annunzio übernommen.

#### „Strahlender Mai“ und der Kriegseintritt 1915

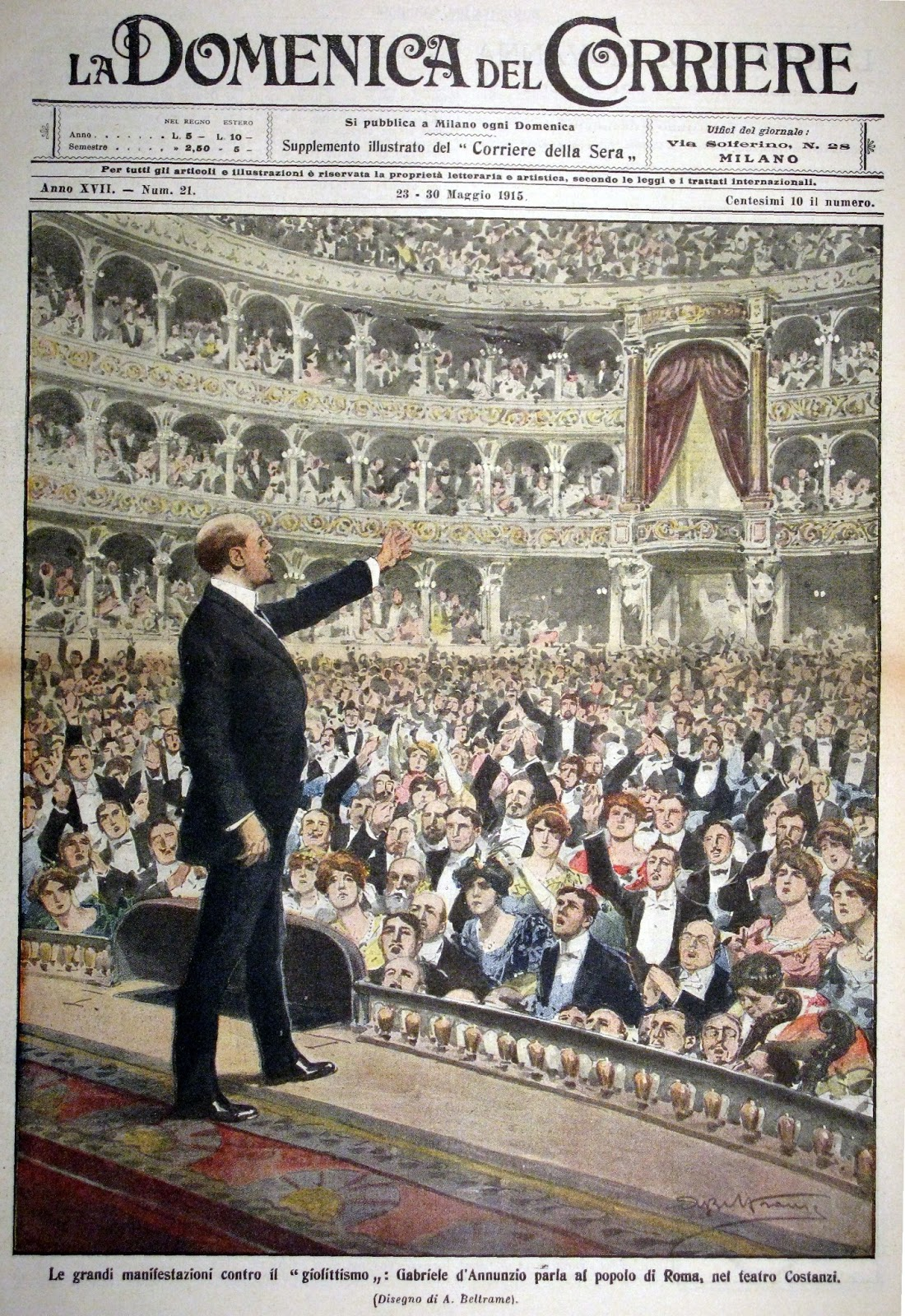
Achille Beltrame: Gabriele D’Annunzio spricht 1915 gegen den „Giolittismus“

Die Kündigung des Dreibundes löste im Mai 1915 in Italien ein unerwartet starkes Echo aus. Diese Tage wurden als Strahlender Mai (ital. maggio radioso) bezeichnet. Es kam im ganzen Land zu Demonstrationen und Streiks für oder gegen den Krieg. Die starke öffentliche Mobilisierung führte zu Straßenkämpfen und zu bürgerkriegsähnlichen Zuständen.
Einen Tag nach der Kündigung des Dreibundes kam es am 5. Mai 1915 in Genua zu einer großen Demonstration anlässlich des 65. Jahrestages des Zugs der Tausend von Garibaldi. Etwa 20.000 Menschen nahmen an dieser Demonstration teil. Als Redner trat Gabriele D’Annunzio auf. Er predigte die Heiligkeit der italienischen Nation, idealisierte das Heldentum und forderte erneut einen Kriegseintritt Italiens.
Die Rede und die Demonstration lösten eine Regierungskrise aus. Am 9. Mai reiste Giolitti nach Rom und setzte sich, gestützt durch eine gemeinsame Zusage der deutschen und österreichisch-ungarischen für weitere Gebietsabtretungen, in der Abgeordnetenkammer erneut für die Neutralität ein. Damit widersprach er der Salandra-Regierung und dem König. Giolitti und seine Anhänger bereiteten ein Misstrauensvotum gegen die Regierung vor. Dieses scheiterte jedoch an den Sozialisten. Um aber eine erneute Machtübernahme Giolittis zu verhindern, organisierten die Interventionisten im ganzen Land, mit Hilfe der großen Zeitungen und Intellektuellen, vor allem D’Annunzio, Demonstrationen und Proteste für den Krieg. Mit diesem gesteigerten Druck der Straße wurde faktisch das Parlament entmachtet und seiner repräsentativen Funktion beraubt. Die Regierung und Salandra traten schließlich aufgrund dieser Spannungen am 13. Mai zurück. Viktor Emanuel III. nahm Salandras Rücktritt nicht an und bekräftigte stattdessen seine Unterstützung für ihren Kurs.

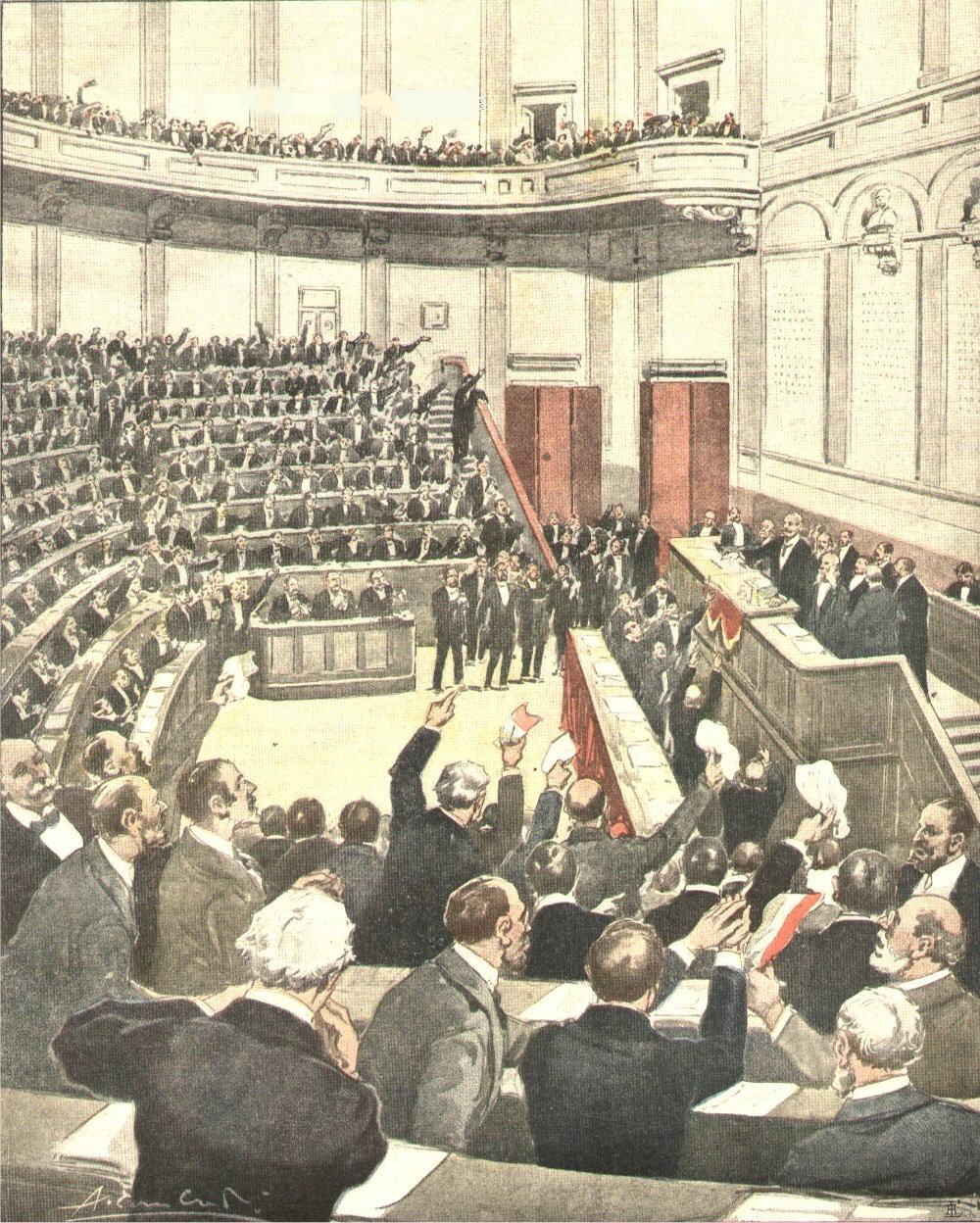
Die italienische Abgeordnetenkammer beschließt den Kriegseintritt (Bild aus einer Zeitung, 20. Mai 1915)

Am 20. Mai 1915 stellte das Parlament der Regierung Vollmachten im Hinblick auf den Krieg aus. Bis dahin hatte keine italienische Regierung so viel Macht gehabt. Daraufhin kam es zu Demonstrationen für die Neutralität in der Toskana und der Emilia-Romagna, die aber in gewalttätigen Auseinandersetzungen endeten, und in Turin, wo die Neutralisten einen Generalstreik gegen den Krieg organisierten. Meistens waren aber die interventionistischen Demonstrationen zahlreicher und gleichmäßiger über die gesamte Halbinsel verteilt, auch Süditalien, wo die Bevölkerung bis dahin weitgehend passiv geblieben war. Im Mai kam es in den Städten Parma, Padua, Venedig, Genua, Mailand, Catania, Palermo und Rom zu Demonstrationen von mehreren tausend Menschen für den Krieg. Das Zentrum der Demonstrationen war Rom, wo die Lage besonders angespannt war.

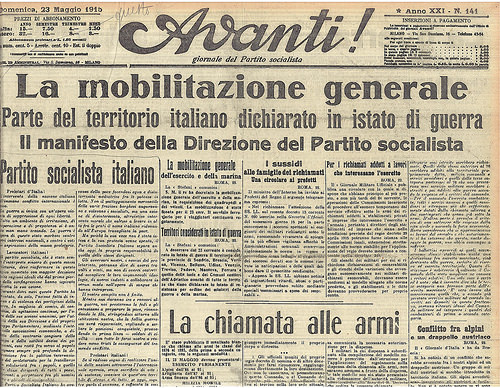
Anordnung zur Generalmobilmachung (23. Mai 1915)

Gedrängt durch die starke interventionistische Agitation von Mussolini und D’Annunzio und den nationalistischen Kampagnen und Demonstrationen, aus Angst vor einem Konflikt zwischen der Krone und dem Parlament und die Konsequenzen für die ausländischen Beziehungen gaben die Neutralisten im Parlament nach. Giolliti reiste aus Rom ab und am 20. Mai ratifizierte das Parlament den Beschluss der Intervention und stellte die nötigen finanziellen Mittel zur Verfügung. Es folgte die landesweite Generalmobilmachung. Am 23. Mai wurde Österreich-Ungarn die Kriegserklärung überreicht. Am 24. Mai trat Italien offiziell in den Großen Krieg ein. Am 21. August 1915 erklärte es dem Osmanischen Reich und am 19. Oktober dem Zarentum Bulgarien den Krieg. Seine diplomatischen Beziehungen zu Deutschland hielt Italien zunächst aufrecht, mit dem die Regierung Salandra hoffte nicht ganz brechen zu müssen.
Die Durchsetzung des Kriegseintritts bildete einen Verstoß gegen die Regeln des parlamentarischen Systems, wie es seit 1878 geherrscht hatte. Obwohl der König in der Verfassung viel Macht in der Außen- und Militärpolitik besaß, hatten bis zu diesem Zeitpunkt im Rahmen der demokratischen parlamentarischen Tradition alleine die Regierungen mit Zustimmung des Parlamentes Kriege erklärt. Dieser Fall trat erneut 1922 ein, als Viktor Emanuel III. ohne parlamentarische Unterstützung Benito Mussolini zum Ministerpräsidenten ernannte.

#### Italiens Kriegsanstrengungen

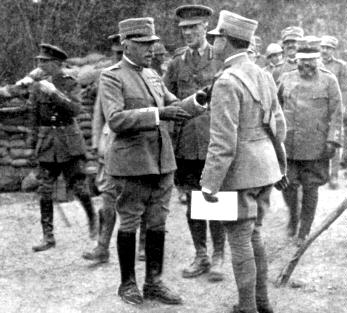
Generalissimo Luigi Cadorna, von 1914 bis 1917 Generalstabschef, im Gespräch mit britischen Offizieren

Zu Beginn seiner militärischen Kampagne gegen Österreich-Ungarn sah sich Italien zunächst im Vorteil: Österreich-Ungarns Armee hatte einen Zweifrontenkrieg gegen Serbien und Russland zu führen und die königlich-italienische Armee war numerisch dem Gegner weit überlegen. Allerdings wurde dieser Vorteil nicht voll genutzt, weil der italienische Militärkommandant Luigi Cadorna auf einen gefährlichen Frontalangriff gegen Österreich-Ungarn bestand, um über die slowenische Hochebene zu marschieren und Ljubljana zu besetzen, von wo man leicht die österreichisch-ungarische Reichshauptstadt Wien hätte besetzen können. Erst nachdem elf Offensiven mit enormen Verlusten an Leben und Material gescheitert waren, brach die italienische Kampagne, Wien einzunehmen, zusammen. Für die italienischen Truppen war auch die geographische Lage eine Schwierigkeit, denn die Grenze zu Österreich-Ungarn verlief in gebirgigem Gelände. Die Grenze war 650 km lang und erstreckte sich von der schweizerischen Grenze über das Stilfser Joch bis zur Adria.
Die Kampfhandlungen zwischen Italien und Österreich-Ungarn begannen mit den ersten Schüssen auf die feindlichen Positionen der Gemeinde Cervignano del Friuli am 24. Mai 1915, die noch am gleichen Tag von italienischen Truppen eingenommen wurde. Am selben Tag bombardierte die österreichisch-ungarische Flotte in einem Überraschungsangriff die Städte Manfredonia und Ancona. In den Seeschlachten zwischen der königlich italienischen und der österreichisch-ungarischen Marine in der Adria blieb Italien zunächst defensiv. In den meisten Gefechten erwiesen sich Italiens Kriegsschiffe aufgrund von mangelnder Organisation und Koordinierung der österreichisch-ungarischen Flotte unterlegen oder es entstand eine Pattsituation. Die französische Marine und die britische Royal Navy entsendeten die Bündnispartner der Entente nicht in die Adria. Ihre jeweiligen Regierungen betrachteten die Adria aufgrund der Konzentration der österreichisch-ungarischen Flotte als viel zu gefährlich.
In den ersten Monaten des Krieges startete Italien folgende Offensiven:
- Erste Schlacht am Isonzo (23. Juni bis 7. Juli 1915)
- Zweite Schlacht am Isonzo (18. Juli bis 4. August 1915)
- Dritte Schlacht am Isonzo (18. Oktober bis 4. November 1915)
- Vierte Schlacht am Isonzo (10. November 1915)

In diesen ersten vier Schlachten hatte die italienische Armee 60.000 Todesopfer und mehr als 150.000 Verwundete, was etwa einem Viertel der damals mobilisierten Kräfte entsprach, zu beklagen. Im Mai 1915 umfassten die italienischen Truppen 400.000 Mann und waren den Österreichern und Deutschen um das Vierfache überlegen. Doch die österreichische Verteidigung blieb, trotz Unterbesetzung, stark und konnte alle vier italienischen Offensiven halten. Die Kämpfe mit der österreichisch-ungarischen Armee entlang der Voralpen entwickelten sich bald nach dem Kriegseintritt zu einem Grabenkrieg mit nur wenig Fortschritt. Es wurde in über 3000 Metern Höhe gekämpft. Die italienische Armee litt an einem starken Munitionsmangel, dessentwegen es meistens zum Abbruch der Offensiven kam. Im ersten Jahr des Krieges führten diese schlechten Bedingungen auf dem Schlachtfeld und ein Ausbruch von Cholera zu einer großen Zahl von Toten auf italienischer Seite. Trotz dieser ernsten Probleme verbot Cadorna aus Prestigegründen einen Truppenrückzug.
In seinen afrikanischen Kolonien war die Lage für Italien kritisch. Italienisch-Somaliland in Ostafrika war nicht befriedet und wurde vom Aufstand des somalischen Scheichs Mohammed Abdullah Hassan bedroht. Im nordafrikanischen Libyen war die italienische Militärpräsenz auf einige getrennte Städte und Punkte an der Küste beschränkt. In den Provinzen Tripolitanien und Fessan ging die italienische Armee zunächst in die Offensive. Im August 1914, noch während der Neutralität, stießen die italienischen Streitkräfte bis nach Ghat tief ins libysche Hinterland vor. Dieser Vorstoß wurde im April 1915 beendet. Im August 1915 waren die Italiener von den einheimischen Stammesführern der Sanūsīya wieder zurück an die libysche Küste zurückgedrängt worden. Diese Situation hielt bis 1922/23 an. Erst danach wurde die Eroberung von ganz Libyen wieder aufgenommen.
Die Moral unter den italienischen Soldaten war seit Beginn des Krieges schlecht. Sie waren gezwungen, ein langweiliges Leben zu führen, so war es ihnen verboten, Theater oder Bars zu besuchen, auch während ihres Urlaubs. Vor einer Schlacht wurde ihnen aber das Trinken von Alkohol gestattet, um Spannung vor der Schlacht zu reduzieren. Um die Moral aufrechtzuerhalten, ließ die italienische Militärführung Propaganda-Vorträge über die Bedeutung des Krieges für Italien und die versprochenen umfassenden Gebietsgewinne halten. Einige dieser Vorträge wurden auch durch die populären nationalistischen Kriegsbefürworter wie Gabriele D’Annunzio gehalten. D’Annunzio selbst kämpfte während des Krieges in Reihen der Marine und der Luftstreitkräfte und unternahm eine Reihe von propagandistisch aufgewerteten Unternehmungen darunter der Flug über Wien am Ende des Krieges. Benito Mussolini wurde von Seiten der Regierung das Halten von Vorträgen untersagt, wahrscheinlich wegen seiner revolutionären sozialistischen Vergangenheit.

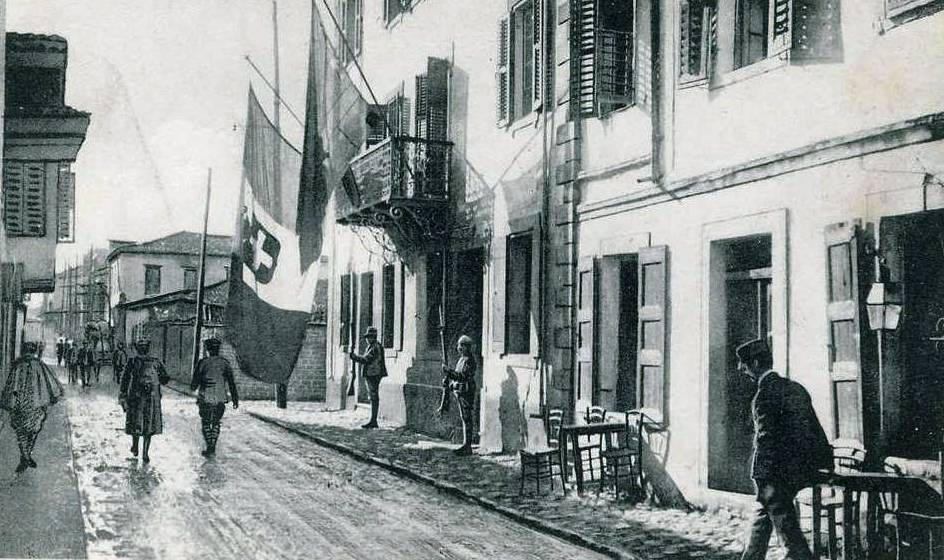
Italienische Besatzungstruppen im albanischen Vlora (etwa 1916)

Die italienische Regierung sah sich im Herbst 1915 mit der zunehmend passiven Haltung der serbischen Armee konfrontiert. Das Königreich Serbien hatte seit mehreren Monaten keine ernsthafte Offensive gegen Österreich-Ungarn gestartet. Salandra machte die serbischen Militärs dafür verantwortlich, dass die Österreicher ihre Armeen gegen Italien aufbringen würden. Cadorna warf Serbien vor, geheim mit Österreich über einen serbischen Kriegseintritt zu verhandeln, und adressierte diese an Außenminister Sidney Sonnino, der behauptete, dass Serbien ein „unzuverlässiger Verbündeter“ sei. Die Beziehungen zwischen den beiden Bündnispartnern kühlten so stark ab, dass die Entente-Mitglieder von ihrer Idee absahen, eine vereinigte Balkanfront gegen Österreich-Ungarn zu bilden. In den Verhandlungen über Territorien stand Sonnino Serbien zwar Bosnien und die Herzegowina zu, weigerte sich aber über das zwischen serbischen und italienischen Nationalisten umstrittene Dalmatien zu verhandeln. Als Serbien im Oktober 1915 von den Mittelmächten in einem Feldzug überrannt und besetzt wurde, schlug Cadorna die Entsendung von 60.000 Mann nach Thessaloniki zur Unterstützung der Serben vor, die in der Stadt nun ihr Hauptquartier im Exil hatten. Die Serben befürchteten aber eine italienische Festsetzung im Fürstentum Albanien, das ebenfalls von Serbien beansprucht wurde, und lehnten den Vorschlag ab. Italienische Truppen spielten aber eine wichtige Rolle bei der Verteidigung von diesem gegen Österreich-Ungarn. Ab 1916 kämpfte die italienische 35. Division auf der Salonikifront als Teil der alliierten Armee des Orients. Das italienische XVI. Korps (eine von der Armee des Orients unabhängige Einheit) nahm an Aktionen gegen österreichisch-ungarische Streitkräfte in Albanien teil. 1917 wurde ein italienisches Protektorat über Albanien errichtet und erst 1920 zogen die italienischen Truppen ab.
Im Jahr 1916 verschlechterte sich die Situation für Italien. Am 11. März 1916 startete Cadorna die Fünfte Isonzoschlacht. Dieser Versuch war ebenso fruchtlos, wie die vorangegangenen Offensiven am Isonzo. Im Mai durchbrach die österreichisch-ungarische Armee zwischen Etsch und Brenta in seiner Südtiroloffensive die italienischen Linien und drang bis auf die Hochebene von Asiago vor. Allerdings blieb Generalstabschef Conrad von Hötzendorf der geplante Vorstoß in die venezianische Tiefebene versagt, nachdem Cadorna Truppen von der Isonzofront zur Abwehr der Offensive abgezogen hatte. Ein Teil der erzielten Geländegewinne gab die österreichisch-ungarische Armee bei Abbruch der Offensive freiwillig auf, um sich auf besser zu verteidigende Positionen zurückzuziehen, an denen sich in der Folge nach der italienischen Gegenoffensive die Front festigte. Am 4. August begann die sechste Schlacht am Isonzo, die fünf Tage nach ihrem Beginn zur italienischen Eroberung von Görz führte, auf Kosten von 20.000 Toten und 50.000 Verwundeten. Das Jahr endete mit drei neuen Offensiven:
- Siebte Schlacht am Isonzo (14.–16. September 1916)
- Achte Schlacht am Isonzo (1. November 1916)
- Neunte Schlacht am Isonzo (4. November 1916)

Der Preis waren weitere 37.000 Tote und 88.000 Verwundete auf der Seite der Italiener, ohne dass eine bemerkenswerte Eroberung gelungen wäre. Ende 1916 stieß die italienische Armee für einige Kilometer in den Trentino vor, während die Lage an der Isonzo-Front während des ganzen Winters 1916/17 stabil blieb.

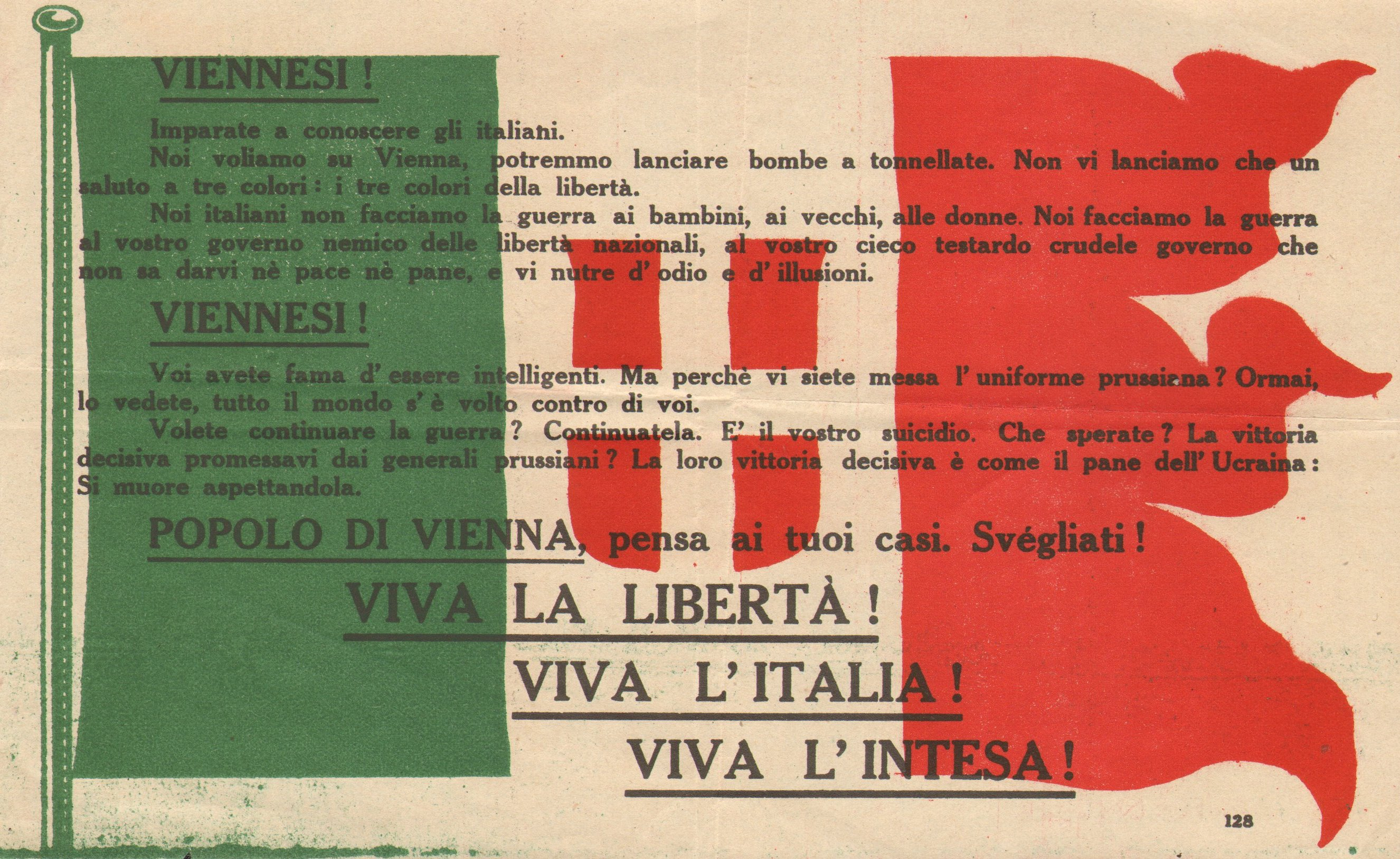
Italienisches Propagandaplakat, das 1918 über Wien abgeworfen wurde

Die italienische Militärführung sah sich mit dem Kriegsjahr 1916 auch mit einem zunehmenden Mangel an Kriegsschiffen konfrontiert, deren Bestand sich durch erhöhte Angriffe von U-Booten verkleinerte, und hatte mit stetig steigenden Frachtkosten für importierte Lebensmittel, Rohstoffe und militärische Ausrüstungen zu kämpfen. Um diese Kosten zu finanzieren, kam es zu Steuererhöhungen und Sparmaßnahmen in anderen Bereichen durch die Regierung. Nach kleineren Erfolgen der österreichisch-ungarischen und deutschen Truppen in norditalienischem Gebiet verfolgte Generalstabschef Cadorna schließlich ab November 1916 einen defensiveren Ansatz. Im Jahr 1917 boten Frankreich, Großbritannien und die in den Krieg eingetretenen Vereinigten Staaten Italien Truppenverbände zur Unterstützung an, um eine neue Offensive gegen die Mittelmächte zu organisieren. Die italienische Regierung unter Ministerpräsident Paolo Boselli, der Salandra im Juni 1916 nachgefolgt war, lehnte aber ab, da sie darin einen Verlust der italienischen Großmachtstellung sah. Stattdessen entsendete Italien zur Sicherung seiner Interessen in den Nahen Osten kleinere Truppenkontingente zur Unterstützung der Briten im Kampf gegen die Osmanen an die Palästinafront. Italien wurde schließlich am Sykes-Picot-Abkommen zur Aufteilung des Osmanischen Reiches beteiligt. Außenminister Sonnino propagierte unterdessen den Isolationismus als tapfere Alternative. Diese Strategie verfolge Italien auch bezüglich des Kriegseintritts des Königreichs Griechenland 1917, der Italien und die anderen Alliierten im Kampf gegen Bulgarien, Österreich-Ungarn und das Osmanische Reich hätte entlasten können. Diesen wollte Italien verhindern, um freie Hand bei der Besetzung Albaniens zu haben, das Griechenland ebenfalls beanspruchte. In Griechenland setzte sich aber die venezianische Richtung unter dem Premierminister Eleftherios Venizelos durch, die keine Ansprüche auf Albanien stellte.
Der Krieg wendete sich für Italien nach dem Zusammenbruch des Russischen Reiches mit der Februarrevolution 1917. Im Oktober folgte mit der Oktoberrevolution die Machtübernahme der kommunistischen Bolschewiki unter Wladimir Iljitsch Lenin. Die neue russische Regierung stellte die Kampfhandlungen an der Ostfront ein und schloss 1918 den Friedensvertrag von Brest-Litowsk. Die sich dadurch ergebende Marginalisierung der Ostfront ermöglichte den Abzug der österreichisch-ungarischen und deutschen Truppen und erlaubte die Verlegung von neuen Truppenverbänden auf die Front gegen Italien. Der interne Dissens gegen den Krieg wuchs zunehmend mit den sich verschlechternden wirtschaftlichen und sozialen Bedingungen aufgrund der Belastung des Krieges. Viele Pazifisten und internationalistische Sozialisten befürworteten ab 1917 Friedensverhandlungen mit den Arbeitern im Deutschen Reich und Österreich-Ungarn und eine kommunistische Revolution. In Turin kam es im August 1917 zu Protesten. In Mailand kam es im Mai 1917 zu einem von kommunistischen Revolutionären organisierten Aufstand, den die italienische Armee mit Panzern und Maschinengewehren bis zum 23. Mai 1917 niederschlagen musste.
Am 12. Mai 1917 startete Italien die zehnte Schlacht am Isonzo. Ziel der italienischen Offensive war wieder der Durchbruch nach Triest. Die Schlacht am Monte Ortigara (10.–29. Juni) bildete den verlustreichen Versuch von Cadorna, auch einige während der Südtiroloffensive verloren gegangene Gebiete nördlich von Asiago zurückzuerobern. Geländegewinne blieben aber aus und Italien gelang an der Isonzofront nur kurzzeitig die Eroberung des Ortes Doberdò del Lago. Am 18. August 1917 begann die wichtigste italienische Offensive, die elfte Isonzoschlacht. Die Königlich Italienische Armee hatte die bisher größte Streitmacht aufgestellt und erzielte einige wichtige Fortschritte, wie der Eroberung des heute slowenischen Banjšice-Plateaus (Hochfläche von Bainsizza-Heiligengeist) nördlich von Görz. Die Offensive musste aber aufgrund von Versorgungsengpässen abgebrochen werden. Der Angriff wurde am 12. September 1917 vollständig aufgegeben. Stattdessen gingen die zuvor noch bedrängten Österreicher und Deutschen in die Offensive über. Am 24. Oktober 1917 brachen die Truppen der Mittelmächte in der Zwölften Isonzoschlacht durch die italienischen Linien im oberen Isonzo bei Karfreit (it. Caporetto) durch und stießen bis an den Piave vor. Die 2. italienische Armee wurde faktisch aufgerieben. Obwohl die italienischen Armeekommandanten über einen wahrscheinlichen Feindangriff informiert waren, hatten diese ihn unterschätzt und erkannten nicht die Gefahr, die durch die von den Deutschen entwickelte Infiltrationstaktik verursacht wurde. Die Niederlage von Caporetto führte zum Zusammenbruch der italienischen Isonzofront. Insgesamt hatte Italien 700.000 Tote, Verwundete und Gefangene zu beklagen. Cadorna, der versucht hatte, die Ursachen der Katastrophen auf eine niedrige Kampfmoral und Feigheit der Truppen zurückzuführen, wurde als Generalstabschef abgesetzt und am 8. November 1917 durch Armando Diaz ersetzt. Ministerpräsident Paolo Boselli trat am 29. Oktober 1917 zurück und wurde am 30. Oktober von seinem Innenminister Vittorio Emanuele Orlando abgelöst. Orlando verließ den bisherigen isolationistischen Ansatz des Krieges und trat für eine verstärkte Koordinierung mit den Alliierten ein. Frankreich, Großbritannien und die Vereinigten Staaten entsandten daraufhin Truppen zur Unterstützung Italiens. Im November gelang es Italien in der Ersten Piaveschlacht einen weiteren deutsch-österreichischen Vorstoß abzuwehren.

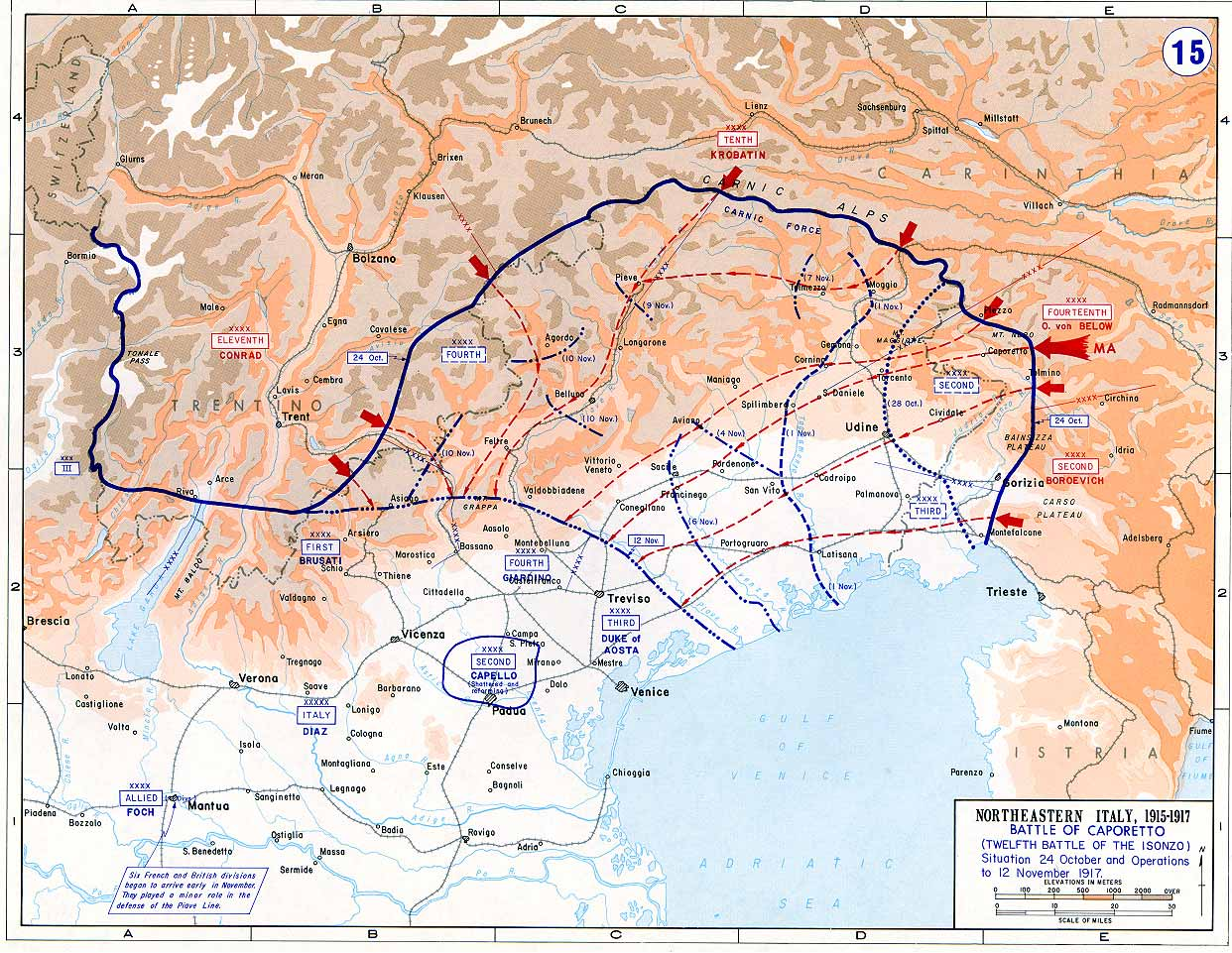
Die Schlacht von Caporetto und italienischer Rückzug zum Piave (1917)
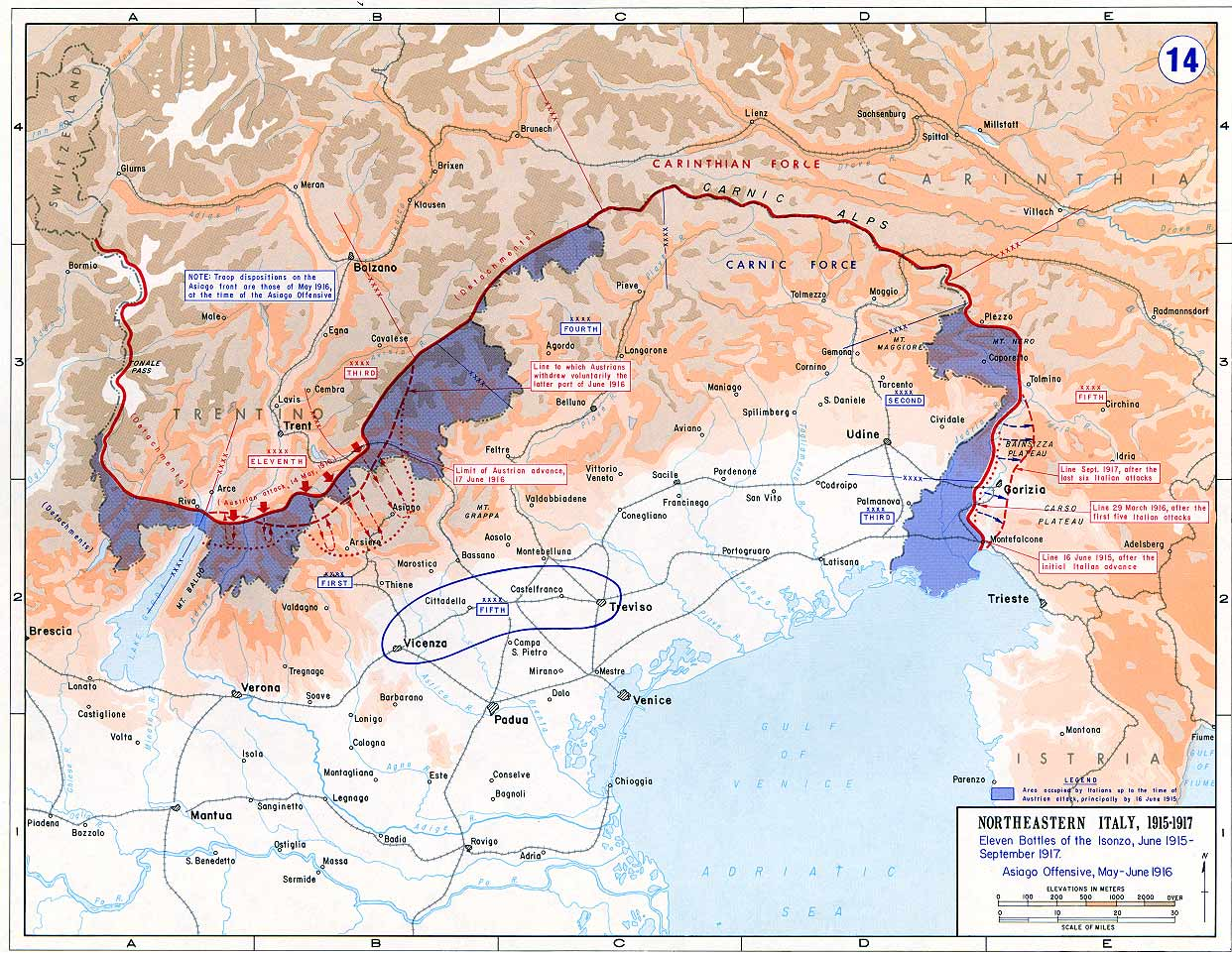
Die italienische Front 1915–1917: elf Schlachten in der Isonzo- und Asiago-Offensive;[61] blau: italienische Eroberungen

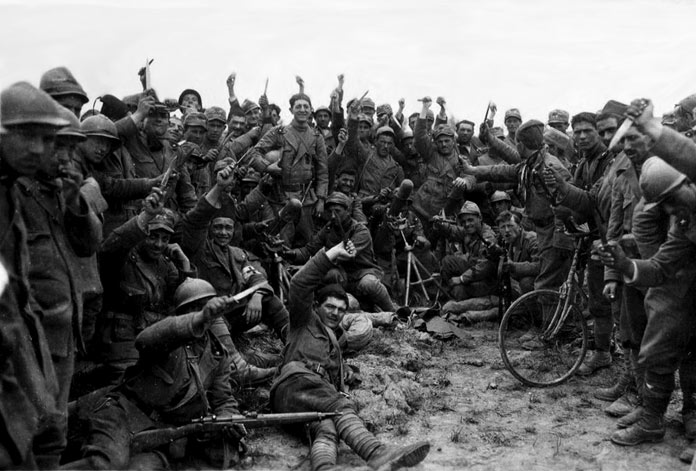
Angehörige der Arditi-Bataillone (1918). Bis zum Frühjahr 1918 verlor Italien 650.000 Soldaten

Im Frühjahr 1918 wurden das II. italienische Korps unter General Alberico Albricci zur Unterstützung der Entente im Zuge der deutschen Frühjahrsoffensive an die Westfront abkommandiert, um an der Zweiten Marneschlacht und an der Hunderttageoffensive teilzunehmen.
Der erneuten Offensive der Mittelmächte während der Zweiten Schlacht am Piave im Juni 1918 konnten die Italiener widerstehen. Das Scheitern der Offensive markierte einen Wendepunkt an der italienischen Front. Die Mittelmächte erwiesen sich schließlich als unfähig, die Kriegsanstrengungen an der Italienfront weiter zu tragen, während die multiethnischen Einheiten Österreich-Ungarns am Rande der Rebellion waren. Die Italiener hatten ihre geplante Gegenoffensive auch auf Drängen der Verbündeten von 1919 auf Oktober 1918 vorgezogen, um von der österreichisch-ungarischen Krise zu profitieren. Der italienische Angriff, unterstützt von französischen und britischen Divisionen, der tschechoslowakischen Legion und US-amerikanischen Truppen, begann am 24. Oktober. Die Kämpfe der sogenannten Schlacht von Vittorio Veneto dauerten vier Tage, dann gelang es den Italienern, den Piave zu überqueren und einen Brückenkopf zu bilden. Am 29. Oktober bat das sich in der Auflösung befindende Österreich-Ungarn um die Aufnahme von Waffenstillstandsverhandlungen. Am 3. November wurde der Waffenstillstand von Villa Giusti bei Padua unterzeichnet, der 24 Stunden später am 4. November 1918 in Kraft trat.

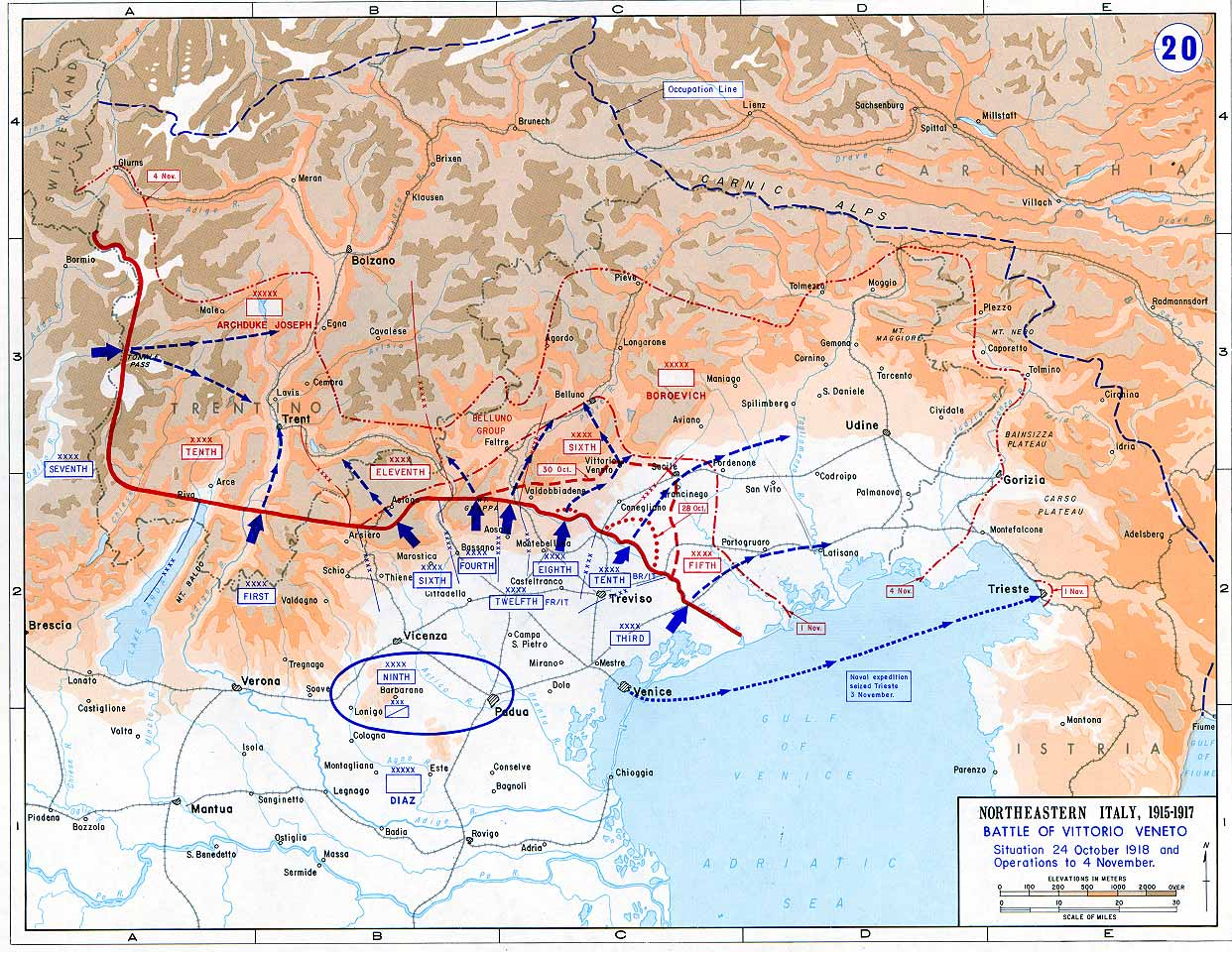
Die Schlacht von Vittorio Veneto (1918)

#### Innere Entwicklung

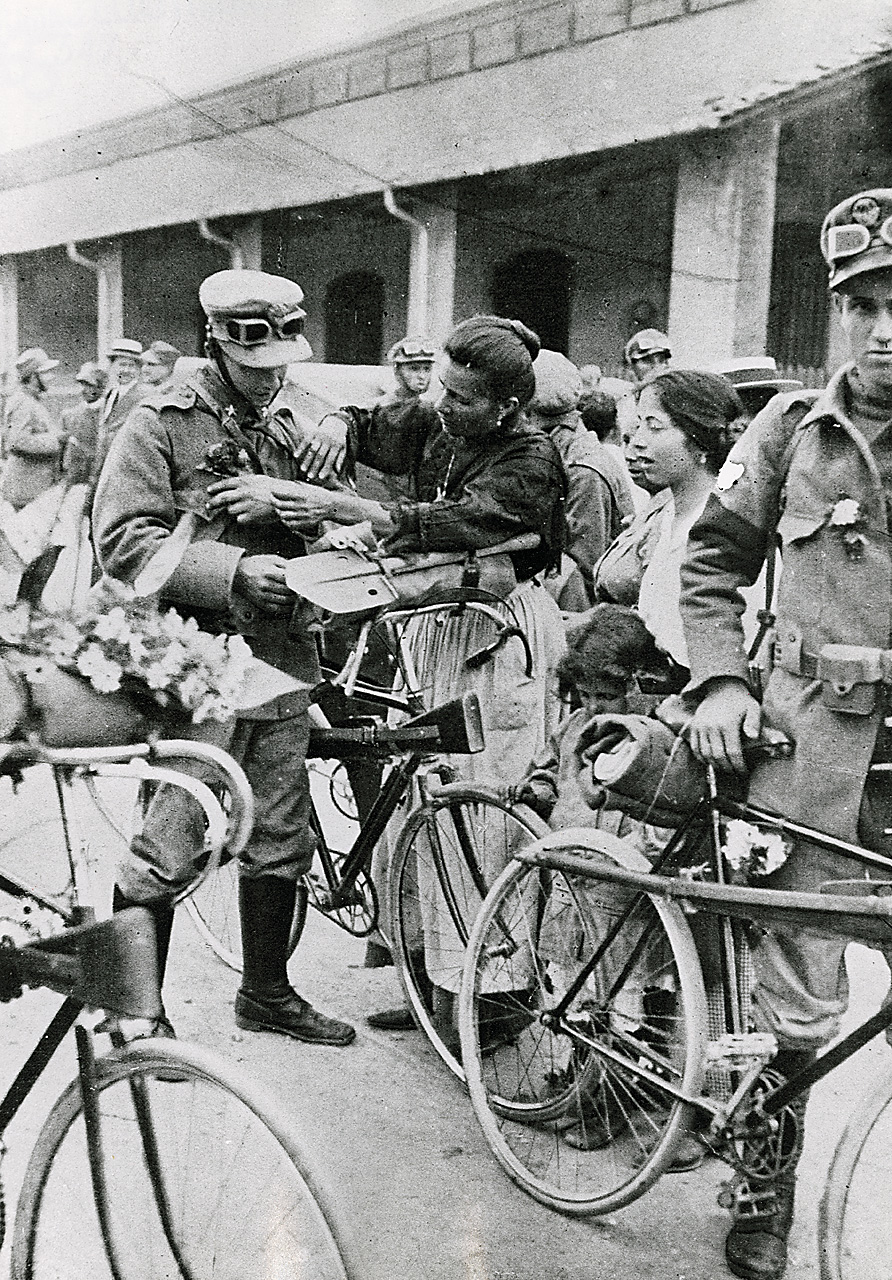
Eine Frau verabschiedet einen Soldaten

Nach dem Eintritt Italiens in den Konflikt gewährte das Parlament der Regierung Vollmachten, die die Regierung von der Kontrolle des italienischen Rechnungshofes und des Parlaments de facto unabhängig machten. Es kam zu einer wachsenden Autonomie der Bürokratie und zur Einführung einer strengen Zensur der Presse und regelmäßigen Polizeikontrollen. Die einzige Institution, die Autonomie von der Regierung genoss, war die militärische Organisation, wo Cadorna unbegrenzte Vollmachten erhielt. Im Hinblick auf die Kriegsanstrengungen wurden neue Ministerien und Organe, wie das Staatssekretariat für Bewaffnung und Munition (ab 1917 eigenes Ministerium), die Ministerien für See- und Schienenverkehr, Einkauf und Verbrauch, Unterstützung und Kriegsrenten und eine Reihe von Sekretariaten mit der Beteiligung des industriellen Sektors, geschaffen. Diese neuen Strukturen erwiesen sich aber wegen ihrer überlappenden Zuständigkeiten als ineffektiv und es kam zu Rivalitäten unter den Ministerien. Weder der Regierung von Salandra noch von Boselli gelang es, diese Probleme in den Griff zu bekommen. Erst unter der Regierung Orlando kam es zu einer Rationalisierung und einer klaren Verteilung der Zuständigkeitsbereiche. Die Anzahl der Mitarbeiter in der öffentlichen Verwaltung erhörte sich aber weiterhin. Zwischen 1915 und 1921 stieg die Anzahl der Beschäftigten im öffentlichen Sektor von 339.000 auf 519.000, einschließlich Eisenbahnarbeiter, Polizei und Finanzpolizei. Das Industrieministerium unter Giannetto Cavasola bildete sieben (später 11) Regionalausschüsse, um die Waffen- und Munitionsproduktion zu koordinieren. Militärs, Beamte und Industrielle gingen dabei eine verstärkte Zusammenarbeit ein. Obwohl bereits die italienische Marine seit langem mit der Privatwirtschaft zusammenarbeitete, konnte beim Heer und der jungen Luftwaffe, die beide geringere Materialanforderungen hatten, nicht auf die Privatwirtschaft zurückgegriffen werden. Erst mit dem Kriegsausbruch kam es zu einer Wende. Die neugeschaffenen Ausschüsse besorgten den Firmen die benötigten Materialien und Rohstoffe in Italien und dem Ausland, halfen beim Abschluss von Verträgen und koordinierten die Arbeitsverwaltung (Zeitpläne, Löhne, Sicherheit, berufliche Ausbildung, Unterstützung und soziale Sicherheit). Die Anzahl der beteiligten Industrieanlagen stieg von 125 Betrieben mit 115.000 Arbeitern im Jahr auf 1976 Betriebe mit mehr als 900.000 Arbeitern im Jahr 1918, die vor allem in der Lombardei, Piemont, Ligurien und in der Gegend um Neapel ansässig waren und sowohl große als auch kleine Fabriken, die alle Arten von Waffen an die Armee und Marine lieferten, umfassten.

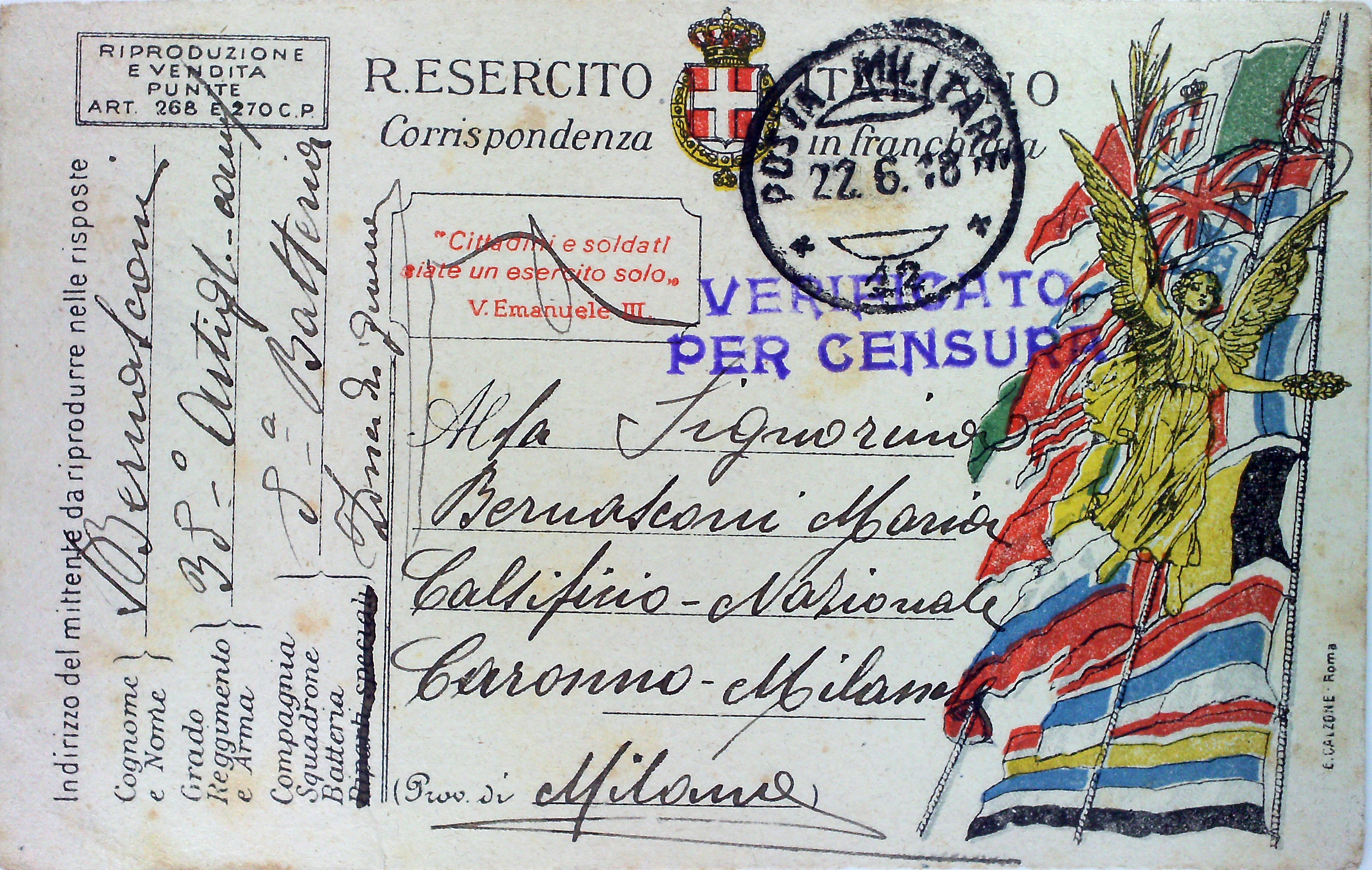
Postkarte von der Front (1918)

Der erhöhte Verbrauch an Ressourcen führte zur Erschöpfung der Ressourcenreserven, die von Italien in den Jahren des Friedens angespart worden war, so dass die Kriegsanstrengungen nur auf Kosten des Lebensstandards der Zivilbevölkerung fortgesetzt werden konnten. Die Lage der Bevölkerung verschlechterte sich in der zweiten Hälfte des Jahres 1916, fast zeitgleich in alle am Konflikt beteiligten Ländern, deutlich. Mit wachsender Kriegsdauer wirkten sich die fehlenden Nahrungsmittelimporte und die fehlenden landwirtschaftlichen Arbeitskräfte negativ auf die Versorgungslage der Bevölkerung aus. Die Folge waren beträchtliche Preissteigerungen und Versorgungsmängel. Nur unzureichend gelang es, dem durch Bewirtschaftungsmaßnahmen Herr zu werden. Die Brotrationen der Soldaten wurden bis Sommer 1916 täglich von 750 auf 600 Gramm reduziert, während es den Bürgern jetzt unmöglich war, Sachen wie Kaffee, Kakao, Zucker, oder Getreide zu besorgen. Um den spezifischen Treibstoffverbrauch zu reduzieren, wurden an bestimmten Tagen bestimmte Lebensmittel nicht verkauft. Fleisch war beispielsweise am Donnerstag und Freitag, Süßigkeiten an drei aufeinanderfolgenden Tagen in der Woche nicht erhältlich. Um den Verbrauch von Papier zu reduzieren, mussten Zeitungen ihre Inhalte auf vier bis zwei Seiten reduzieren. Bedrohlich und mit Folgen wirkte sich aber die Reduktion der Kohleimporte aus, die immer mehr eine finanzielle Belastung darstellten. Betrugen die Importe dieses Kraftstoffes in der unmittelbaren rund eine Million Tonnen pro Monat, sanken diese auf 720.000 Tonnen in der zweiten Hälfte des Jahres 1916 und blieben auf nur noch 420.000 Tonnen im gesamten Jahr 1917. Das Ministerium für Industrie und Transport traf mit Großbritannien eine Übereinstimmung, die einen maximalen Preis von 29 bis 30 Schilling pro Tonne Kohle festlegte, während die Frachtraten auf 59 Schilling und 6 Pence pro Tonne festgelegt wurden. Dieser Höchstpreis von Frachtraten war auf den Mangel an Schiffen und die hohen Sicherheitskosten zum Schutz der Schiffe vor feindlichen Angriffen zurückzuführen. Als im Februar 1917 die Mittelmächte den uneingeschränkten U-Boot-Krieg entfesselten, kamen zu den Frachtkosten noch Versicherungsprämien zur Deckung der dadurch entstehenden Risiken. Viele Schiffe konnten diese hohen Kosten nicht tragen und blieben in ihren Häfen. Die Schwierigkeiten, den Mangel an Kohle zu beheben beziehungsweise auszugleichen, stellten die Bevölkerung und Industrie vor große Herausforderungen. Die italienische Regierung suchte nach Alternativen. Es kam schließlich zur Abholzung von ganzen Bergen, die Gaszufuhr in die Städte wurde reduziert und viele Züge wurden gestrichen, da etwa 25.000 Schienenfahrzeuge benötigt wurden, um Kohle aus Frankreich nach Italien zu transportieren.

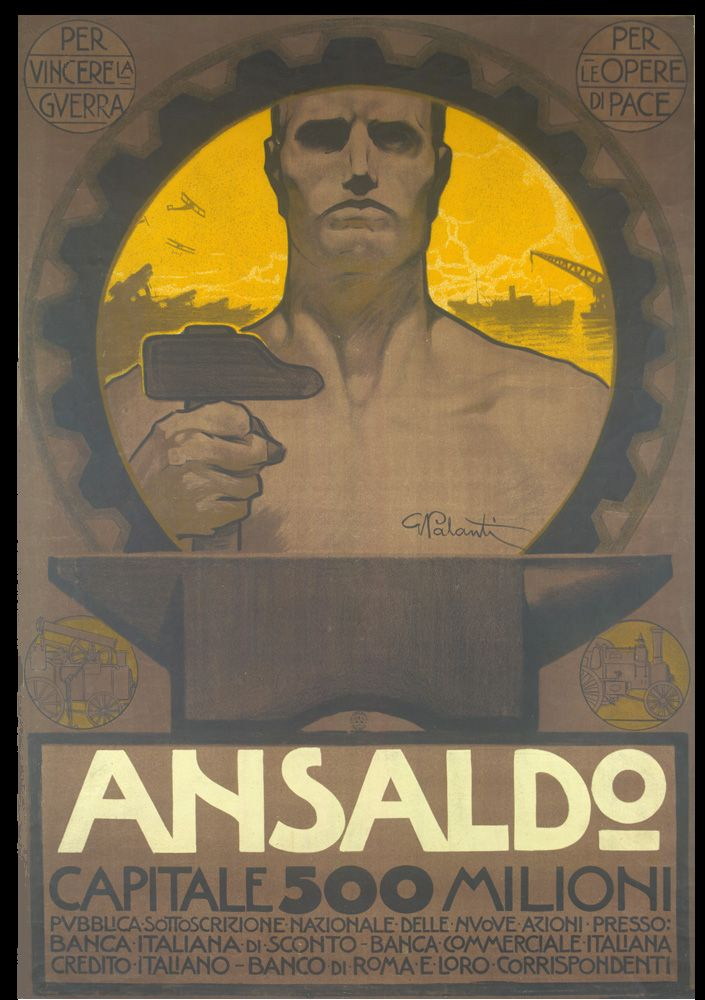
Propagandaplakat des Technologieunternehmens Ansaldo (1918)

Zwischen 1916 und 1917 führten diese Umstände zu vielen Unruhen gegen den Krieg. In Turin führten Proteste vom 21. bis zum 25. August 1917 gegen den Mangel an Brot zu 37 Toten. In der Umgebung und in anderen Provinzen führten die Ereignisse zu Hunderten von anderen Demonstrationen, unter aktiver Beteiligung der Frauen. Zwischen Januar und März 1916 demonstrierten Frauen gegen den Krieg in Florenz. Die Generaldirektion für öffentliche Sicherheit schätzte, dass es in den viereinhalb Monaten vom 1. Dezember 1916 bis zum 15. April 1917 zu etwa 500 Demonstrationen kam, die von Zehntausenden von Frauen besucht wurden. Die Proteste wurden meistens von Frauen vom Land in den Städten organisiert. Die bäuerlichen Gesellschaftsschichten umfassten Landwirte, Pächter und eine große Anzahl von Mitarbeitern und machten insgesamt rund zehn Millionen Menschen aus, deren wirtschaftliche Bedingungen und rechtlicher Status sehr unterschiedlich waren. Die Veränderungen aufgrund des Konflikts führten zwar zu einem Arbeitskräftemangel aber zu steigenden Realeinkommen, so dass sich die wirtschaftliche Kluft zwischen Grundbesitzern und Bauern verkleinerte. Aber die große Sorge der italienischen Bauern war die Abwesenheit der Millionen von Männern, die jetzt meistens in der Armee dienten. Die Regierung zwang stattdessen die übrigen Mitglieder der Familien zu arbeiten, um den Fachkräftemangel auszugleichen. Dieser betraf auch zunehmend die Industrie, die in ihren Fabriken mehrere Millionen Menschen beschäftigte. Aus diesem Grund griff man auf mehrheitlich junge Menschen ab 15 Jahren, die noch nicht im wehrfähigen Alter waren, und Frauen zurück. Die Arbeit in den Fabriken musste unter schweren Disziplinarmaßnahmen und teilweise sogar unter militärischem Drill geleistet werden, während in den anderen Ländern die Fabrikdisziplin der Vorkriegszeit ohne Militarisierung beibehalten wurde. Obwohl auch hier die Löhne stiegen, kam es mit der zunehmenden Inflation zur Entwertung des Geldes. Die Regierung druckte Papiergeld, um den Kosten des Krieges Herr zu werden. Die Kriegsjahre bedeuteten dennoch trotz Arbeitskräftemangel für die italienische Industrie Wohlstand und eine erhöhte Produktion.
Vom Krieg profitierte am meisten die Rüstungsindustrie. Im Jahr 1914 produzierten die italienischen Stahlwerke nur 900.000 Tonnen pro Jahr im Vergleich zu den 17,6 Millionen Tonnen im Deutschen Reich oder den 7,8 Millionen in Großbritannien. Dieser Mangel ermöglichte es zunächst nicht, die hohen Anforderungen an Waffen und Munition durch die Armee zu bewältigen. Nur durch verstärkte Importe von Rohstoffen und Ressourcen gelang es den Mangel auszugleichen und technisch auf das Niveau der anderen Großmächte zu kommen. Die Leistungen der italienischen Industrie erwiesen sich als umfangreich. Der Schiff- und Flugzeugbau florierte und Italien war bald in der Lage, jährlich mehr als 16.000 Pistolen, 37.000 Maschinengewehre, 3,2 Millionen Gewehre und 70 Millionen Artilleriegranaten zu produzieren. Beim Konzern Ansaldo gingen die Kapitalerhöhungen von umgerechnet 30 Millionen britischen Pfund im Jahr 1916 auf 500 Millionen im Jahr 1918, während die Anzahl der Arbeiter von 6.000 (1916) auf 56.000 (1919) stieg. Ebenso gelang dem Stahlkonzern Ilva eine Steigerung der Produktion auf rund 2,1 Millionen Tonnen Stahl pro Jahr. Der Autohersteller Fiat monopolisierte seine Stellung beim Bau von Militärfahrzeugen, baute aber auch Flugzeuge, Maschinengewehre und Schiffsmotoren und wuchs von 4.000 auf 40.500 Mitarbeiter. Letzterer Betrieb hatte aber nicht nur militärische Aufträge, so dass es ihm auch gelang, sein industrielles Wachstum in der Nachkriegszeit fortzusetzen, während Ansaldo und Ilva ohne militärische Aufträge schnell zusammenbrachen. Der Krieg repräsentierte eine große Chance für die gute Entwicklung der italienischen Industrie.

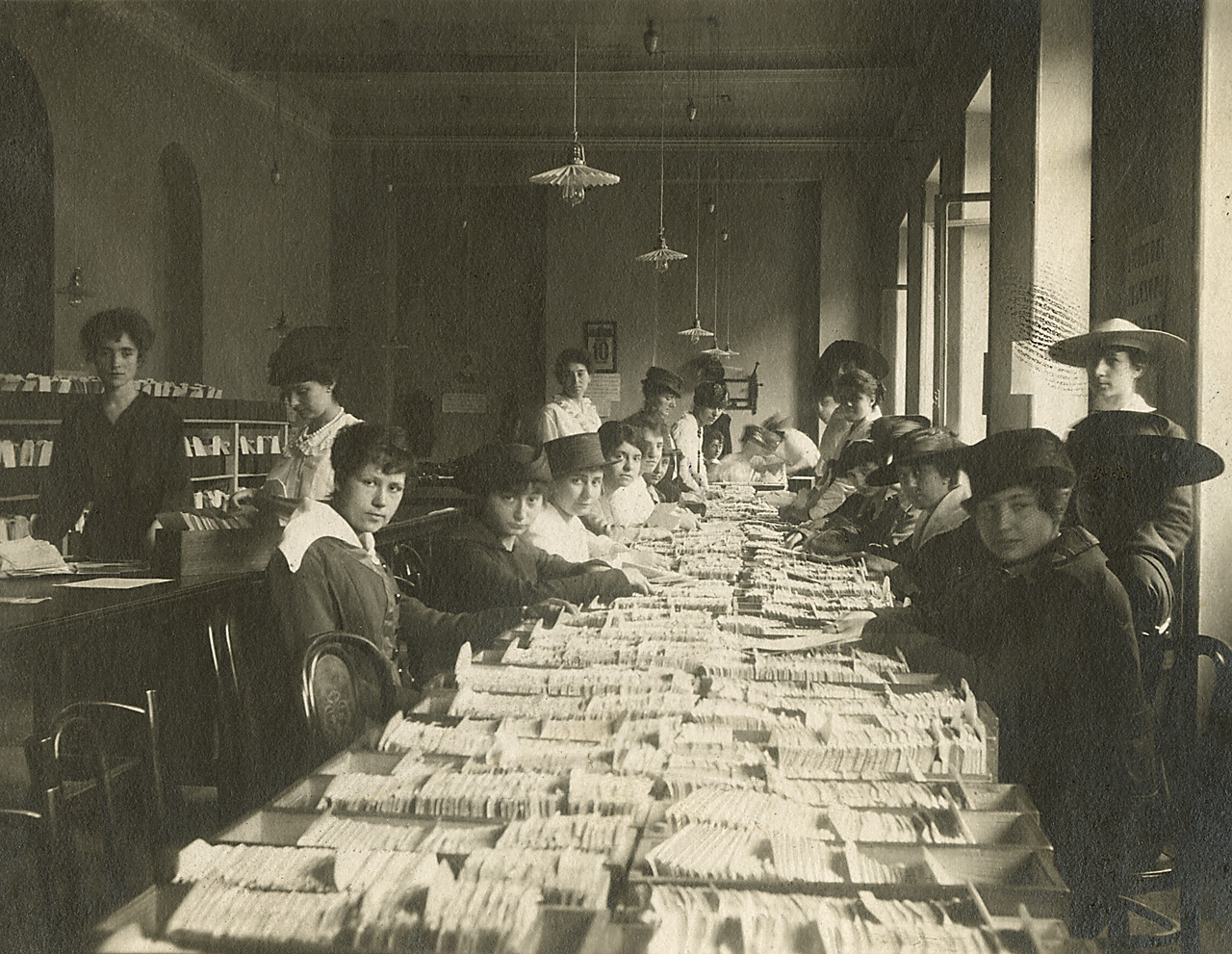
Arbeitende Frauen in einem Postamt in der Lombardei während des Krieges

Der Erste Weltkrieg führte in Italien zu einer langsamen und ungewöhnlichen Art der Emanzipation der Frauen. Bereits vor dem Krieg äußerten sich einige prominente Frauen zum Kriegseintritt: Die Anarchistin Maria Rygier hielt patriotische Reden, die Republikanerin Margherita Sarfatti unterstützte Mussolini und die Sozialistin Anna Kuliscioff den neutralen Kurs ihres Lebensgefährten Filippo Turati. Viele Adelige dienten als Rote-Kreuz-Schwestern und engagierten sich bei der Pflege der Soldaten und Armen. Der Beitrag der Frauen zu den Kriegsanstrengungen wuchs während des Krieges kontinuierlich: zwischen 180.000 und 200.000 Frauen waren 1917 in der Kriegsindustrie beschäftigt, während Hunderttausende noch in anderen Branchen tätig waren, unter anderem als Buchhalterinnen, Stenotypistinnen und Archivarinnen. Der Eintritt der Frauen in das Berufsleben hatte zunächst einige Bedenken erregt. Der sich verstärkende Mangel an Männern führte aber zu einem Umdenken. Die Löhne der Frauen waren aber im Vergleich zu denen der Männer sehr niedrig.
Der Krieg weckte das Interesse der Regierung an den Medien, die als Waffe für Propaganda instrumentalisiert werden sollten. Die massive und erfolgreiche Medienkampagne zwischen 1914 und 1915 zu Gunsten des Eintritts in den Krieg hatte den italienischen Regierungen imponiert. Während des Krieges verstärkten zur Mobilisierung der Bevölkerung der interventionistische Flügel der Wirtschaft, Geschäfts- und Finanzwelt, die Schwerindustrie und die großen Banken ihre Investitionen in die Presse. Die Interventionen der Regierung in die Propaganda blieben zunächst sporadisch. Erst mit der Boselli-Regierung wurden zwei Minister ohne Portfolio mit der Umsetzung einer Propagandakampagne beauftragt: der liberale Senator Vittorio Scialoja sollte im Ausland für Italiens territoriale Ziele und für wirtschaftliche Unterstützung des Landes werben. Der interventionistische Republikaner Ubaldo Comandini bekam im Juli 1917 die Verantwortung für die interne Propaganda übertragen und wirkte im Februar 1918 bei der Gründung der Generalkommission für öffentlichen Dienst und die Interne Propaganda mit.
Um die staatlichen Mängel im Propagandabereich zu kompensieren, unterstützten zahlreiche private Vereinigungen den Staat. Im Sommer 1917 wurden die Vereinigten Gesellschaften gegründet. Sie umfassten zahlreiche Vereinigungen mit 80 Provinzsekretären und 4500 Kommissaren und sollten patriotische Propaganda unter die Zivilbevölkerung bringen.
Ein nützliches Element für die Regierung, um die öffentliche Meinung zu steuern, war die Zensur der Zeitungen. Die Kriegsberichterstatter waren gezwungen, teilweise verfälschte Artikel zu schreiben und zu veröffentlichen. Dieses stets optimistische Bild des Krieges sollte innere Unruhen und Panik unter der Bevölkerung verhindern.

#### Kriegsende und italienische Gebietsgewinne

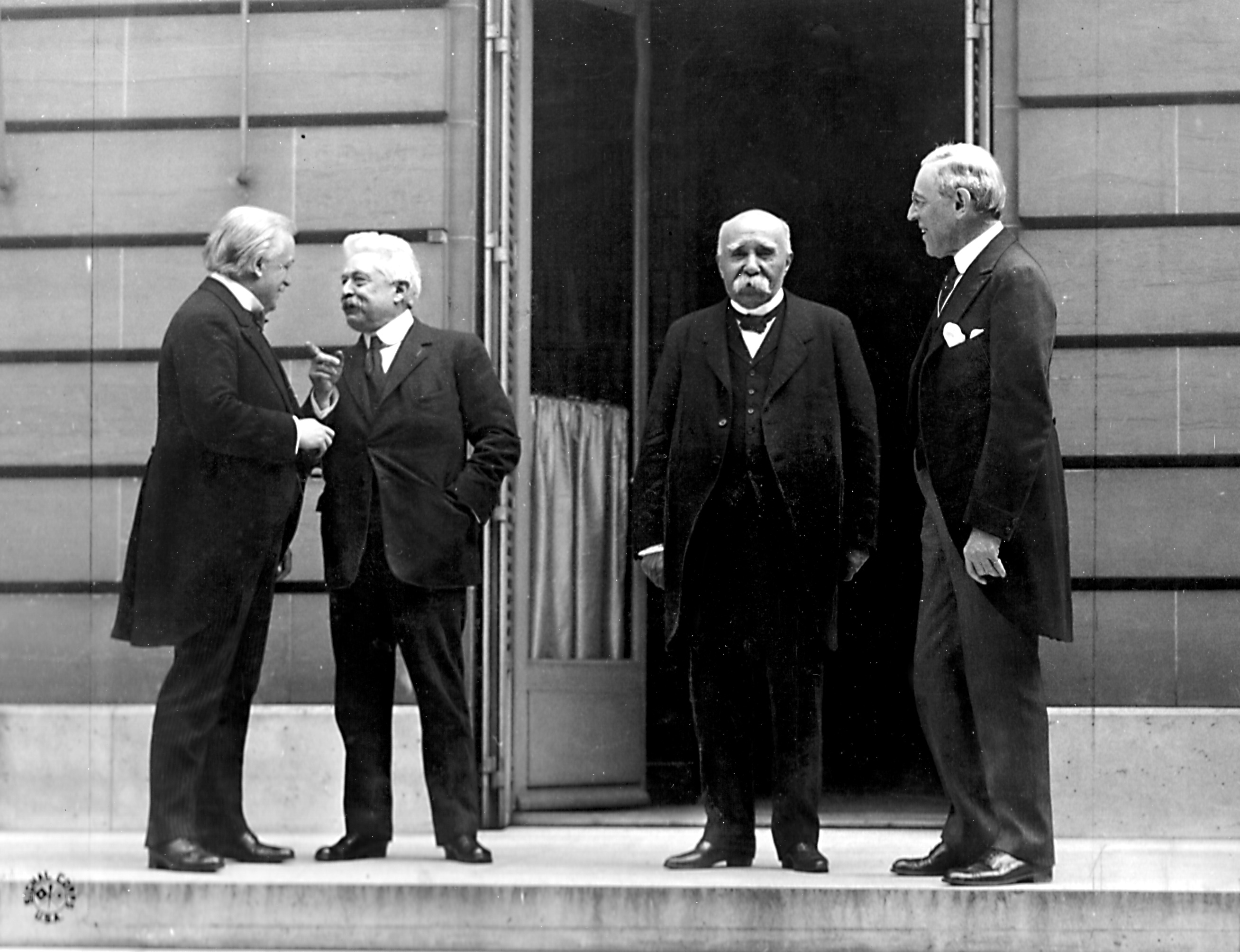
Die Großen Vier: Vittorio Emanuele Orlando (2. von links) bei den Verhandlungen in Versailles mit David Lloyd George, Georges Clemenceau und Woodrow Wilson (von links)

Laut dem Sykes-Picot-Abkommen wurden die Regionen, die Italien zugeteilt werden sollten, im Vertrag von Sèvres nicht festgelegt. Stattdessen wurde in Übereinstimmung mit Wilsons Prinzipien beschlossen, dass die Türkei unabhängig bleiben sollte.

Während des Krieges stieg die Königlich Italienische Armee von einer Größe von 500.000 Männern im Jahr 1914 auf 5 Millionen Menschen im Jahr 1918. Bis zum Ende des Krieges hatte Italien 700.000 Soldaten verloren und es hatte ein Haushaltsdefizit von zwölf Milliarden Lire. Das staatliche Defizit war so groß, dass nur 30 % der Ausgaben durch Einnahmen bestritten werden konnten. Die Lira sank bis 1921 auf ein Fünftel ihres Wertes von 1913. Die Regierung reagierte mit massiven Steuererhöhungen. Die Eisen- und Stahlindustrie hatte mit Überproduktion zu kämpfen.
Mit der Unterzeichnung des Waffenstillstands von Villa Giusti bei Padua vom 3./4. November 1918 erhielt Italien vom zerfallenen Österreich-Ungarn freie Hand. Der italienische Delegationsleiter General Pietro Badoglio erzwang von den Vertretern Österreichs und Ungarns die Räumung Tirols bis an den Brenner, die Auslieferung der kompletten Kriegsflotte und den italienischen Truppen Bewegungsfreiheit im besiegten Land zu geben. Es ergaben sich 350.000 österreichisch-ungarische Soldaten und italienische Truppen stießen bis Innsbruck vor und besetzen Wien, von wo sie erst 1924 abzogen.
Kurz nach dem Waffenstillstand marschierten italienische Soldaten in Südtirol, im Trentino und Richtung Istrien nach Görz (7. November), Triest (3. November), Koper (4. November), Poreč (5. November), Rovinj (5. November), Pula (5. November) und Zadar und Šibenik (4. November), das zur Hauptstadt der neuen italienischen Militärverwaltung in Dalmatien wurde, ein und besetzten die Vororte von Ljubljana, wurden aber in der Stadt von serbischen Truppen gestoppt. Am 5. November landeten italienische Truppen auf der dalmatinischen Insel Lissa.
Nach Kriegsende im November 1918 verhandelte der italienische Ministerpräsident Vittorio Emanuele Orlando mit dem britischen Premierminister David Lloyd George, dem Premierminister von Frankreich Georges Clemenceau und dem Präsidenten der Vereinigten Staaten Woodrow Wilson auf der Pariser Friedenskonferenz von 1919 über die neuen Grenzen Europas und Italiens. Italien gehörte dabei als eine der Hauptsiegermächte dem Rat der Vier, der maßgeblichen Anteil an der Gestaltung der neuen Friedensordnung in Europa hatte, an. An der Friedenskonferenz bestanden die Vertreter von Italien Orlando und sein Außenminister Sidney Sonnino auf die volle Einhaltung des Vertrages von London und darüber hinaus die Annexion der Stadt Rijeka, wo 62 % der Bevölkerung Italiener waren.
Die italienische Regierung zeigte sich erbost über das 14-Punkte-Programm von Wilson, welches das volle Selbstbestimmungsrecht der Völker forderte, aber den Gegensatz zum Londoner Vertrag bildete. In der italienischen Abgeordnetenkammer verurteilten die Nationalisten die vierzehn Punkte, während die Sozialisten diese verteidigten und den Vertrag von London als einen Angriff auf die Rechte der Slawen, Griechen und Albaner sahen.
US-Präsident Wilson, der das Londoner Abkommen nicht unterzeichnet hatte, räumte Italien zwar im Punkt 9 die Berichtigung seiner Grenzen nach den genau erkennbaren Abgrenzungen der Volksangehörigkeit ein, forderte aber für Serbien im Punkt 11 einen sicheren und freien Zugang zum Meer. Hierbei ging es vor allem um Dalmatien und die Hafenstadt Rijeka. Italien lehnte den Vorschlag zur Schaffung eines Staates Rijeka mit Freihafen ab.
Im Januar 1919 verließ Orlando Paris und kehrte erst am 7. Mai zurück. Sein Protest schwächte Italiens Position unter den vier Hauptsiegermächten und isolierte das Land. Am 21. Juni trat Orlando zurück. Zu seinem Nachfolger wurde am 23. Juni Francesco Saverio Nitti vom Partito Radicale Italiano ernannt. Neuer Außenminister wurde Tommaso Tittoni. Am 10. September 1919 unterzeichnete Nitti den Vertrag von Saint-Germain, der die neue italienisch-österreichische Grenze definierte, aber nicht die im Osten. Die Alliierten forderten stattdessen von Italien und dem neugegründeten Königreich der Serben, Kroaten und Slowenen, ihre Grenze gemeinsam und allein zu definieren. Unmittelbar darauf besetzten am 12. September einige nationalistische Freischärler und frühere italienische Soldaten, geführt von Gabriele D’Annunzio, militärisch die Stadt Rijeka, um ihre Angliederung an Italien zu fordern. Seine Popularität unter den Nationalisten brachte ihm den Titel „Il Duce“ (der Führer) ein, und er benutzte schwarz gekleidete paramilitärische Verbände. Die Führung des Titels Duce und die Schwarzhemden wurden später zum Synonym für die faschistische Bewegung Mussolinis. Die von D’Annunzio ausgerufene Italienische Regentschaft am Quarnero blieb ohne internationale Anerkennung. Die jugoslawisch-italienischen Verhandlungen über diese und Istrien und Dalmatien begannen im Mai 1920. Um die seit dem Ersten Weltkrieg angespannten Beziehungen zu normalisieren, ordnete der neue Außenminister Carlo Sforza, der mit Jugoslawien eine Aussöhnung erreichen wollte, die Evakuierung der italienischen Besatzungstruppen in Albanien an, wo es in Vlora zu einem Aufstand gekommen war. Im Juli 1920 stimmte Sforza der Schaffung eines unabhängigen Staates von Rijeka zu, forderte dafür aber Istrien und Dalmatien. Letzteres war ein zentraler Bestandteil der italienischen Außenpolitik in den ersten Nachkriegsjahren. Auf der anderen Seite hatte die Führung der Königlich Italienischen Armee nur wenig Sympathie für eine Annexion Dalmatiens, das im Krieg schwer zu verteidigen wäre und isoliert vom italienischen Mutterland lag. Dieser innere Widerstand und der der Vereinigten Staaten machten eine Annexion Dalmatiens faktisch unmöglich. Im Grenzvertrag von Rapallo im Dezember 1920 einigten sich Italien und der SHS-Staat auf einen Kompromiss: Italien erhielt ganz Istrien, einige dalmatische vorgelagerte Inseln und die Stadt Zadar, während Jugoslawien das 1915 eigentlich Italien zugesprochene Norddalmatien erhielt. Rijeka wurde zum Freistaat Fiume.
Auf koloniale Kompensationen, die man Italien gemacht hatte, musste das Land nach zunächst erfolgreichen Bemühungen verzichten. Während der Ausarbeitung des Vertrags von Versailles forderte die italienische Diplomatie die Annexion der bisher deutschen Kolonie Kamerun, Togos, des französischen Tschad, Portugiesisch-Angolas, Belgisch-Kongos, Georgiens und von Teilen des Osmanischen Reiches. Die anderen Siegermächte weigerten sich, auf Italiens Ansprüche einzugehen. Kamerun wurde Frankreich zugeschlagen. Vom Tschad erhielt Italien später lediglich den Aouzou-Streifen. In Angola beschränkte sich Italien letztendlich auf die Forderung nach landwirtschaftlichen Zugeständnissen an die italienischen Emigranten von Seiten Portugals. Die Einrichtung von der von den 11 wichtigsten italienischen Banken getragenen „Kolonialgesellschaft für Westafrika“ sollte diesen Forderungen Nachdruck verleihen. Allerdings stieß dieses Projekt auf eine starke Opposition von Seiten Großbritanniens, Frankreichs und Portugals.
Für Georgien stellte im Jahr 1919 König Viktor Emanuel III. mit der Unterstützung von Lloyd George ein italienisches Kontingent von 85.000 Mann unter General Giuseppe Pennella auf, das die Unabhängigkeit des Landes unter italienischem Protektorat und die italienischen Interessen im Russischen Bürgerkrieg sichern sollte. Der genaue Termin zum Einmarsch wurde aber nicht festgelegt, und die Regierung Nitti beschloss, um die neuen Beziehungen zwischen Italien und der sich im Entstehen befindenden Sowjetunion nicht zu gefährden, das Unternehmen abzublasen. Erst Mussolini griff nach dem deutschen Überfall auf die Sowjetunion im Jahr 1941 die Idee eines italienischen Protektorates über Georgien wieder auf.
Nach dem Waffenstillstand von Moudros vom 30. Oktober 1918 und der Besetzung von Istanbul entsendete im März 1919 die italienische Regierung ein Expeditionskorps nach Antalya und besetzte von dort aus die türkischen Landschaften des Mittelmeers und der Ägäis. Diese Machtdemonstration führte zu heftigem Widerstand von Seiten der griechischen Regierung. Am 15. Mai landeten griechische Truppen in Izmir und besetzten die Umgebung der Stadt, um den italienischen Vormarsch Richtung Norden nach Istanbul aufzuhalten. Der Streit um die türkischen Gebiete konnte erst in einem Geheimabkommen, das am 29. Juli 1919 von Tittoni und dem griechischen Premierminister Eleftherios Venizelos unterzeichnet wurde, beigelegt werden. Italien sollte sich aus Antalya und Griechenland sich aus Südalbanien, das Italien zuerkannt wurde, zurückziehen. Diese Vereinbarung wurde jedoch durch den nächsten italienischen Außenminister Carlo Sforza im Juni 1920 aufgekündigt. Mit dem mit dem Osmanischen Reich geschlossenen Vertrag von Sèvres (10. August 1920) wurden Antalya und seine Umgebung als italienische Einflusszone anerkannt. Im Griechisch-Türkischen Krieg (1919–1922) wurden die türkischen Patrioten unter Mustafa Kemal Atatürk militärisch von Italien unterstützt, das von Antalya aus die Truppen bewaffnete und trainierte. Italien zog sich im April bis Herbst 1922 nach dem Sieg der Türken aus seiner Einflusszone zurück. Mit dem Vertrag von Lausanne 1923 wurde die italienische Besetzung annulliert, dafür der italienische Besitz des Dodekanes („Italienische Ägäis-Inseln“) und Italienisch-Libyens völkerrechtlich anerkannt.

Nationalistische Versammlung in Rijeka, um den Anschluss an Italien zu fordern (1920)

Als Folge der Friedensverträge von 1918 bis 1923 annektierte Italien Gebiete, die nicht nur ethnisch gemischt waren, sondern teilweise ausschließlich slowenisch, deutsch, kroatisch oder griechisch besiedelt waren. Im ehemaligen österreichischen Küstenland waren rund ein Drittel der Bevölkerung Slowenen, was einem Viertel der damaligen slowenischen Gesamtbevölkerung entsprach. Die slawische und die deutsche Bevölkerung waren später während des italienischen Faschismus einer rücksichtslosen Italianisierungspolitik unterworfen. Nach dem Vertrag von Rapallo lebten über eine halbe Million Slawen innerhalb Italiens, während nur ein paar Tausend Italiener im Königreich der Serben, Kroaten und Slowenen lebten.

## Faschistisches Regime und Zweiter Weltkrieg

Benito Mussolini

1921 gründete Mussolini die Nationale Faschistische Partei (Partito Nazionale Fascista, PNF). Am 1./2. Oktober 1922 machten einige hundert Faschisten den Marsch auf Bozen. Am 27. Oktober 1922 begannen etwa 26.000 Faschisten den Marsch auf Rom (Marcia su Roma). Einen Tag später erreichten sie die Hauptstadt, zwei Tage später traf Mussolini mit einem Schlafwagen aus Mailand ein. Daraufhin ernannte König Viktor Emanuel III. Mussolini zum Ministerpräsidenten und die Faschisten zogen mit einem Siegesmarsch in Rom ein.
Im November 1923 wurde das Acerbo-Gesetz (Legge Acerbo) verabschiedet, das den Einfluss der Opposition bei der Wahl 1924 erheblich einschränkte (siehe auch Politisches System Italiens). Anschließend begann Mussolini mit dem Aufbau der faschistischen Diktatur und 1926 wurden endgültig alle Oppositionsparteien verboten. Zu den Wahlen von 1928 durften nur noch Kandidaten antreten, die vom PNF zugelassen waren und mit der Gründung des „Faschistischen Großrates“ (Gran Consiglio del Fascismo) wurde ein Gremium geschaffen, das Partei- und Staatsfunktionen vereinte. Damit war die Umwandlung Italiens zur faschistischen Diktatur abgeschlossen. Anschließend folgte eine rigorose Italianisierungspolitik, der vor allem ethnische Minderheiten wie Franko-Provenzalen, Slowenen, Kroaten, Ungarn und Südtiroler zum Opfer fielen.

### Der Sturz Mussolinis und der Fortgang des Krieges

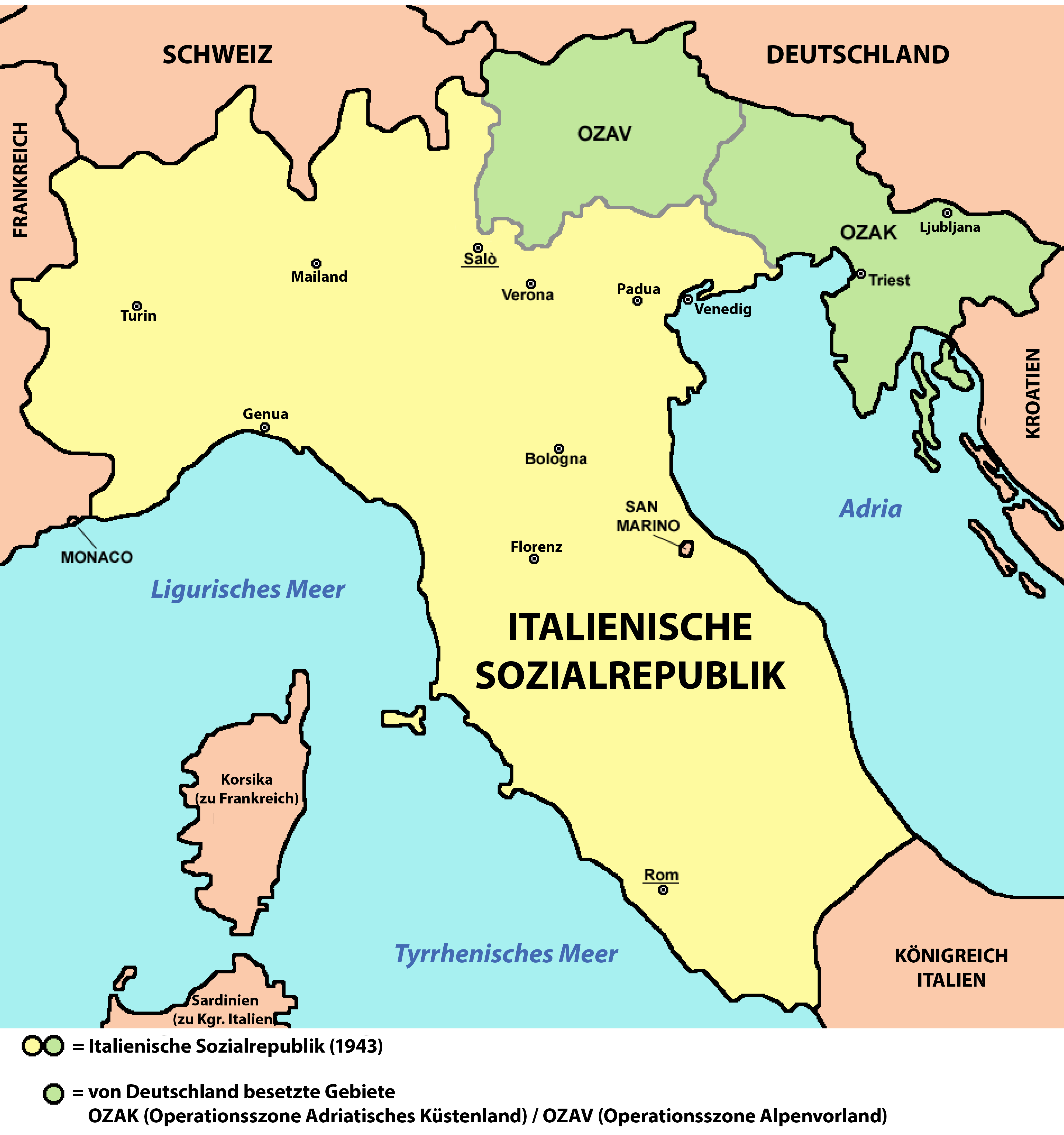
Lage der Italienischen Sozialrepublik

Mit der Landung der Alliierten in Sizilien am 10. Juli 1943 begann die alliierte Invasion in Italien. Am 25. Juli 1943 kam es zum Sturz Mussolinis, der vom Faschistischen Großrat abgesetzt wurde. Mussolini wurde in Haft genommen. König Viktor Emanuel III. übernahm wieder den Oberbefehl über die Streitkräfte und beauftragte Marschall Pietro Badoglio, eine Militärregierung zu bilden. Diese löste die National-Faschistische Partei auf und unterzeichnete am 3. September 1943 den Waffenstillstand von Cassibile gegenüber den Alliierten, der am 8. September 1943 öffentlich wurde. Sofort löste Deutschland den seit Monaten vorbereiteten „Fall Achse“ aus. Am 13. Oktober erklärte die Regierung Badoglio dem Deutschen Reich den Krieg.
Im von den Deutschen besetzten Mittel- und Norditalien, der Italienischen Sozialrepublik, dauerte der Krieg noch eineinhalb Jahre an. Am 23. März 1944 forderte das Attentat in der Via Rasella in Rom, das eine kommunistische Partisanengruppe auf ein Polizeiregiment verübte, 35 Tote und 67 Verletzte. Tags darauf ließ der Kommandeur der Sicherheitspolizei und des SD in Rom, Herbert Kappler, auf Befehl von Feldmarschall Albert Kesselring und Generaloberst Eberhard von Mackensen als Repressalie das Massaker in den Ardeatinischen Höhlen durchführen, bei dem 335 italienische Zivilisten erschossen wurden. Am 2. Mai 1945 wurde bekannt, dass in Caserta bereits am 29. April die Heeresgruppe C der Wehrmacht, deren Kommandeur zugleich der Oberbefehlshaber Südwest war, vor den Alliierten unter dem britischen Feldmarschall Harold Alexander, dem Oberbefehlshaber der alliierten Streitkräfte im Mittelmeerraum, kapituliert hatte. Die bedingungslose Kapitulation wurde im Auftrag des Generaloberst Heinrich von Vietinghoff und des Höchsten SS- und Polizeiführers in Italien Karl Wolff von Oberstleutnant Hans Lothar von Schweinitz und SS-Sturmbannführer Eugen Wenner unterzeichnet.

### Kriegsende und Ende der Monarchie

Karte der Ergebnisse des Referendums über die Staatsform von 1946

König Viktor Emanuel III. dankte am 9. Mai 1946 zugunsten seines Sohnes Umberto II. ab. Er war durch sein politisches Verhalten seit Oktober 1922 diskreditiert (z. B. Ernennung Mussolinis zum Ministerpräsidenten und Unterzeichnung der italienischen Rassengesetze).
Am 2. und 3. Juni 1946 fand gleichzeitig mit der Wahl zur verfassunggebenden Versammlung eine Volksabstimmung über die künftige Staatsform statt; dabei stimmten 54,3 % der Abstimmenden für die Republik. Daraufhin mussten die Mitglieder des Hauses Savoyen am 18. Juni Italien verlassen; die republikanische Verfassung trat am 1. Januar 1948 in Kraft. Umberto II. ging ins Exil nach Portugal, wo er sich bis zu seinem Tod am 18. März 1983 als legitimer König von Italien betrachtete. Die italienische Verfassung verbot ihm und seinen männlichen Nachkommen eine Rückkehr nach Italien; dieses Verbot wurde 2002 durch Verfassungsänderung aufgehoben.
Seit 1948 kämpften einige kleine konservative Parteien für die Wiedereinführung der Monarchie in Italien. 2007 kehrte Umbertos Sohn Viktor Emanuel von Savoyen mit seiner Familie nach Italien zurück; er kündigte eine Schadenersatzklage gegen die Republik wegen angeblich erlittenen Unrechts im Exil an, wovon sich die übrigen Mitglieder des Hauses Savoyen distanzierten. Im Gegenzug kündigte die Italienische Republik eine Schadenersatzklage wegen der Verwicklung des Hauses in der Zeit des Faschismus an.